# Бучач

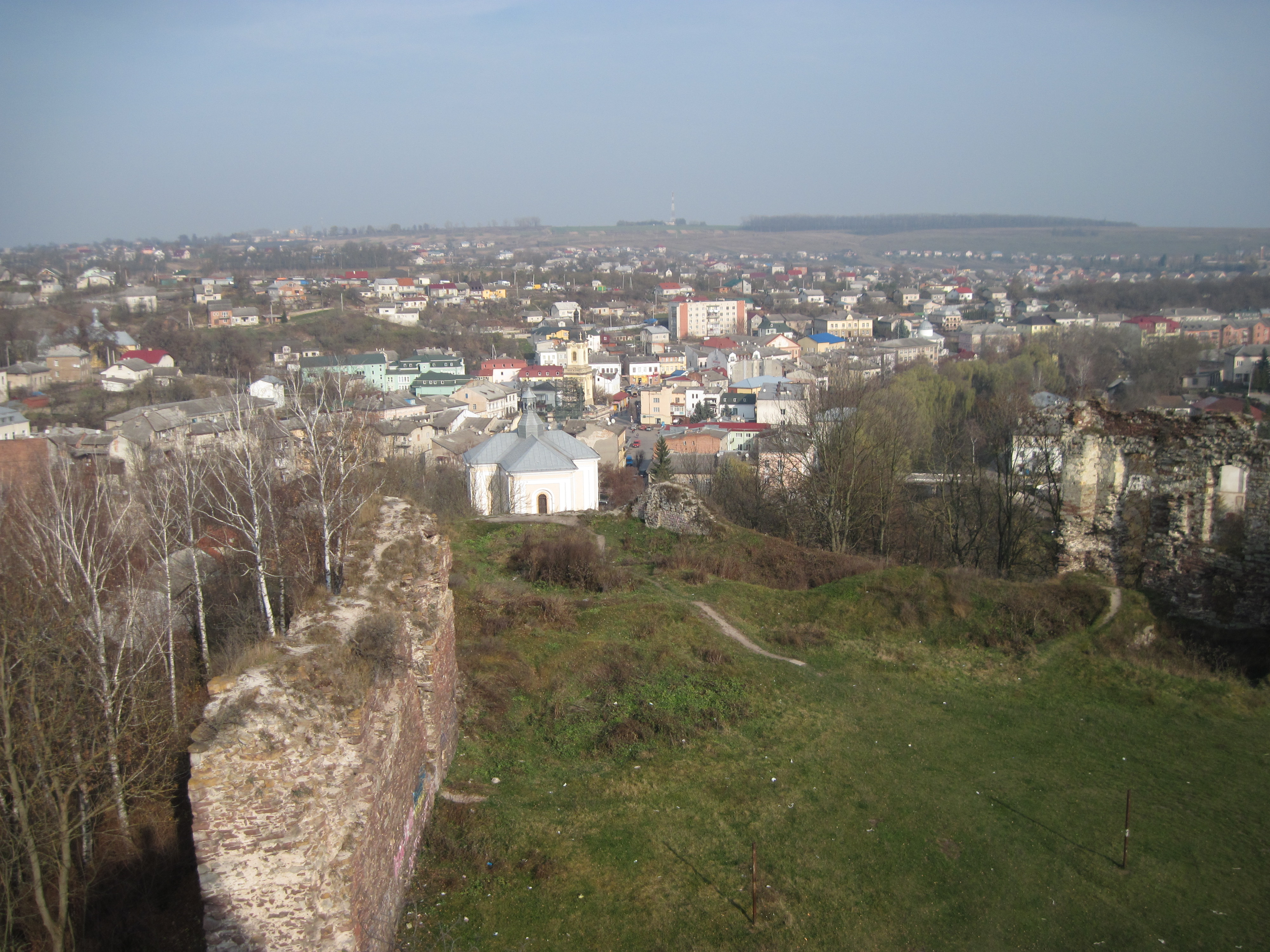
Краєвид міста зі стіни замку, осінь 2013

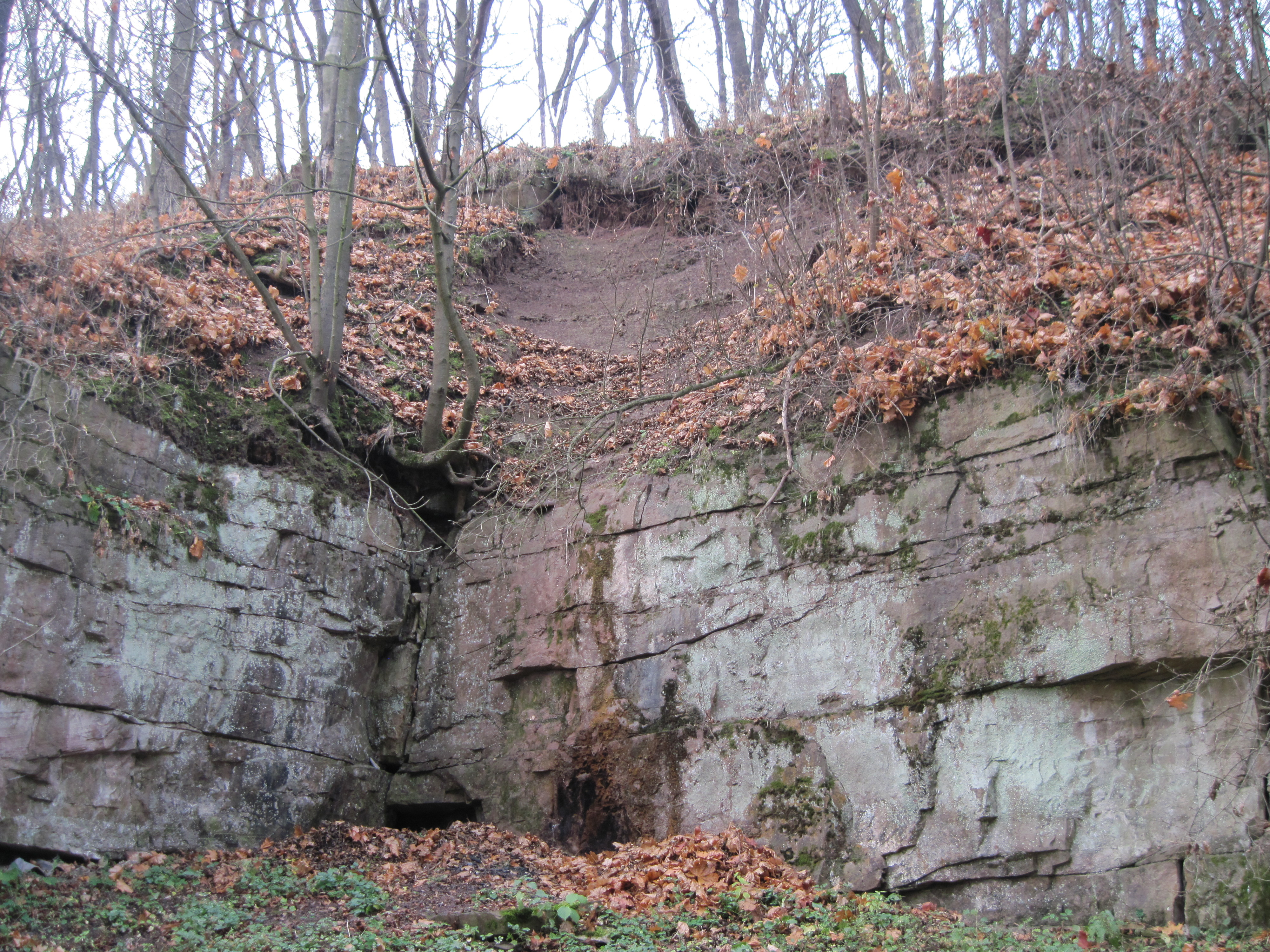
Залишки скелі біля гімназії, осінь 2013

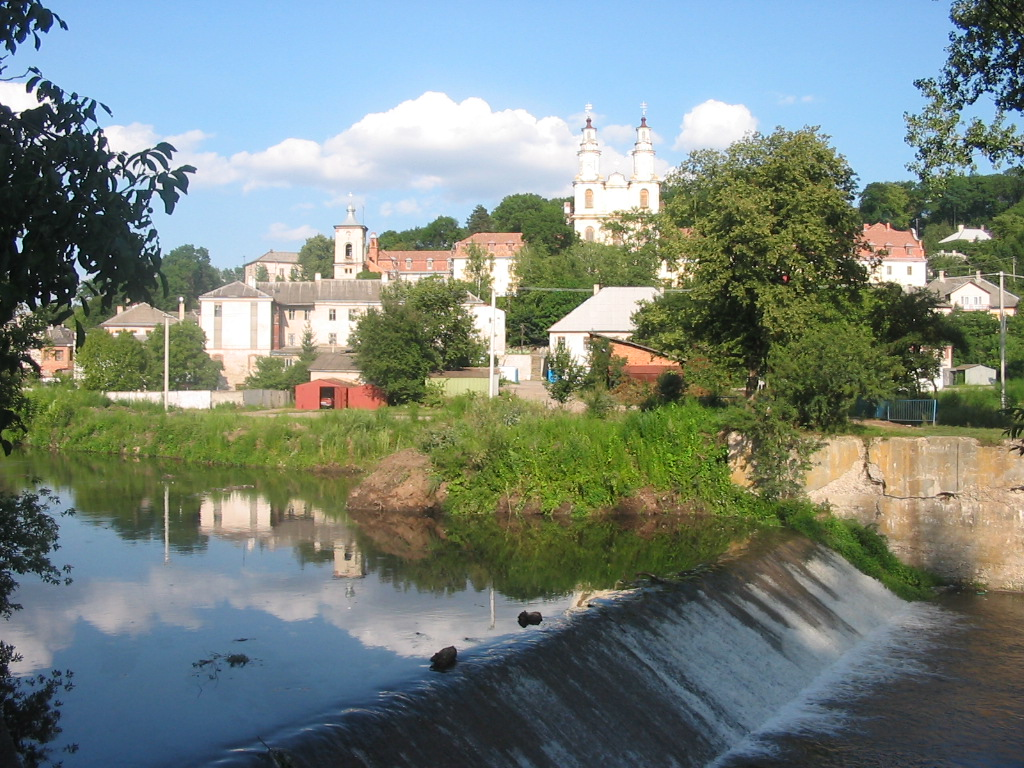
Водоспад та вигляд на монастир

Бу́чач — місто в Україні, Тернопільська область, Чортківський район. Центр Бучацької міської громади. Адміністративний центр колишнього Бучацького району. Розташоване приблизно за 68 км на південний захід від обласного центру, на обох берегах річки Стрипи. Населення — 12 443 осіб (01.12.2020).
У Бучачі є історико-архітектурні пам'ятки: церкви святого Миколая, Святої Покрови, Воздвиження Чесного Хреста Господнього, костел Внебовзяття Пресвятої Діви Марії, ратуша, скульптури галицького Мікелянджело — Йоана Георга Пінзеля тощо.

## Походження назви
Є кілька варіантів походження назви міста, зокрема:
- від старослов'янського слова «буча», що означає «вода напровесні, бистрина і глибінь», що досить точно відображає навколишній ландшафт
- від букових лісів, які в давнину росли тут[5]
- річка Стрипа робить довкола міста меандр (обруч)
- давньослов'янське буч — означало смілива та звитяжна людина,[6] гордий, непоступливий.

## Географія

### Розташування

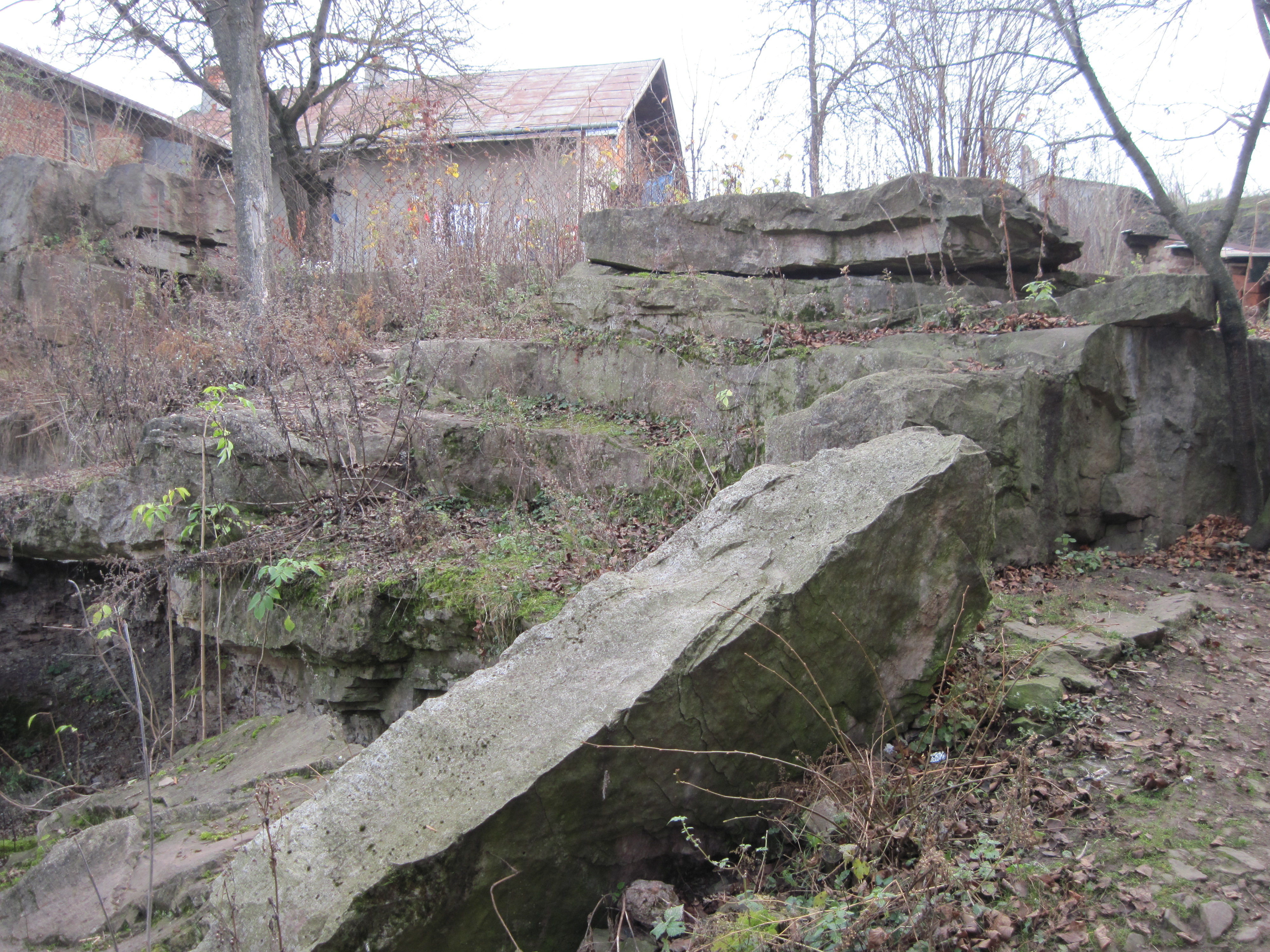
Залишки скель біля замку, осінь 2013

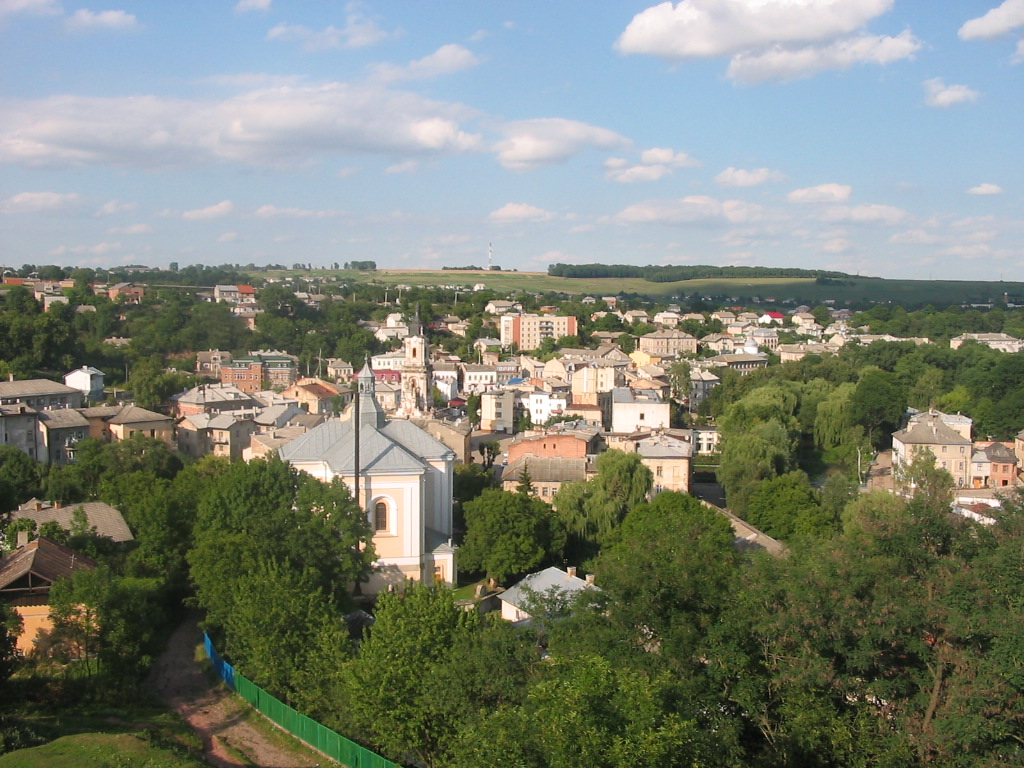
Р. Захарій. Вигляд із замку на місто

Місто розташоване на території Опілля — західної частини Подільської височини. Як і весь район, частково захищений від північних вітрів Бережансько-Тернопільською височиною. Центр розміщений у каньйоноподібній долині річки Стрипи, де вона утворила меандр. Місто оточене пагорбами-горами Замковою, Торговою (Торговицею), Федір.
Бучач розташований на перехресті шосейних доріг: Н18 Івано-Франківськ — Тернопіль, Т 2001 (Бучач — Скала-Подільська), Т 2006 (Бучач — Зарваниця — Городище). Місцеві дороги — на Золотий Потік (веде через Дністер до дороги Р20); Коропець (до Н18); Язловець, Товстого Т 2016 (до М19).
Залізнична станція Бучач — нині кінцева станція лінії з Чорткова.

### Стратиграфія, тектоніка
Місто (як і вся Тернопільська область) розташоване в межах Волино-Подільської частини (плити) Східно-Європейської (Руської) платформи. В її геологічній будові беруть участь осадові породи верхнього протерозою, палеозою, мезозою, кайнозою, які залягають на докембрійському кристалічному фундаменті. Породи цього фундаменту на значній глибині, на поверхню не виходять. Біля міста бурували глибокі свердловини для вивчення складу порід докембрію, палеозою; порода складена темно-сірими базальтами, туфами, туфітами, які перешаровуються з аркозовими пісковиками та гравелітами. Абсолютний вік (свердловина в селі Хмелівка, 20 км від Бучача) базальтів 538 млн років.
Місто розташоване на території Бучацької палеозойської локальної структури (плікативне порушення моноклінального залягання верств осадових порід, характерне для найбільш рухливих зон зчленування окремих блоків кристалічного фундаменту).

### Клімат
Клімат Бучача, як і всієї Тернопільської області, є помірно-континентальним; для нього характерні нежарке літо, м'яка зима і достатня кількість опадів. Формування клімату залежить від впливу радіаційних умов, циркуляції повітряних мас, підстилаючої поверхні.
Упродовж року на клімат міста впливають повітряні маси з Атлантики (зумовлюють циклональну погоду) та континентальне повітря: взимку проникають відроги сибірських антициклонів, спричиняючи холодну погоду; влітку впливає азорський максимум; навесні, на початку осені — холодні арктичні повітряні маси.
Місто розташоване на межі двох кліматичних підрайонів області — Центрального й Південного. Центральний називають холодним Поділлям — середня температура повітря за рік — +6,8 °C, сума активних температур — 2400—2500 °C, найкоротше літо (90-98 днів), найкоротший безморозний період (150—165 днів), найбільше днів із сніговим покривом (85—93 дні), випадає понад 600-65 мм опадів на рік. Південний називається теплим Поділлям — середньорічна температура повітря +7,3 °C, січня −4,5°÷ −5 °C, липня +19 °C, сума активних температур на рівних ділянках 2500…2600 °C, до 2700 °C на понижених місцях крайнього південного сходу. Весна настає на 2 тижні раніше, ніж на решті території області. Тут добрі умови для вирощування теплолюбних культур, особливо на схилах південної експозиції.

### Ґрунти
На території міста поширені ясно-сірі опідзолені ґрунти (невеликими острівцями, приурочені до найбільш піднятих і розчленованих форм рельєфу), сірі опідзолені ґрунти (поширені на горбистих місцевостях). Біля річки Стрипи є ґрунти лучних заплав.

### Геоморфологічне, геоботанічне районування
Місто (як і вся область) розташоване в межах однієї геоморфологічної області — Волино-Подільської височини, у підобласті Подільської височини. Бучач розташований на межі Придністровської структурно-пластової глибоко розчленованої та Тернопільської структурно-пластової рівнин. Місто розташоване біля південної межі Тернопільського геоботанічного району Подільсько-Середньопридністровської підпровінції Європейської області широколистяних лісів, який характеризується поширенням дубових, менше — дубово-грабових, ще менше — букових лісів.

### Екологія
Екологічна культура в місті поступово зростає. Добровольці перед Великоднем  останніми роками щороку прибирають від сміття замок, урочище «Башти» в долині Стрипи. Стихійний смітник у потічку біля вул. Галицької, створений в основному дикими мешканцями будинків над потічком та околиць, забруднює середовище вже кільканадцять років.

## Історія

### Археологічні дослідження, знахідки
На підвищенні в урочищі «Федір» розташовувалася археологічна пам'ятка — поселення трипільської культури етапу В і С.
У місті виявлено:
- пам'ятки доби неоліту: сліди поселення, окремі знахідки крем'яного приладдя для домашнього та господарського вжитку.[26]
- на березі Стрипи: залишки двох поселень ранніх племен трипільської культури, поховання бронзової доби.
- на Федір-горі під час археологічних розкопок знайшли:
  - 1922 році проводили Леон Козловський та Кароль[27] Стояновський, виявили найбільше з виявлених в околиці досліджуваних селищ трипільців, населення якого жило у надземних хатах, кілька гончарних печей, мідне шило, яке засвідчило про торгові зв'язки із Закарпаттям.
  - 1924 року — кам'яні долота, тесла зі старанно зашліфованою поверхнею — інвентар, типовий для племен культури лінійно-стрічкової кераміки (6-3 тис. до н. е.).
  - кераміка з ритим спірально-волютовим орнаментом, характерна для прийшлого з Судетських країв через Шлеськ хліборобського племені наприкінці неоліту — єдиний слід племені у Бучацькому повіті (станом на 1972).
- на «Шибениці» — кам'яні «скринькові» гроби (також у Берем'янах, Доброполі, Нагірянці), у яких вперше у Бучаччині знайдено бронзові вироби (вотки) та «прикметні» малі глиняні вази з двома вушками", які виступали вище вінця.[28]

### Початки, період Галицько-Волинського князівства

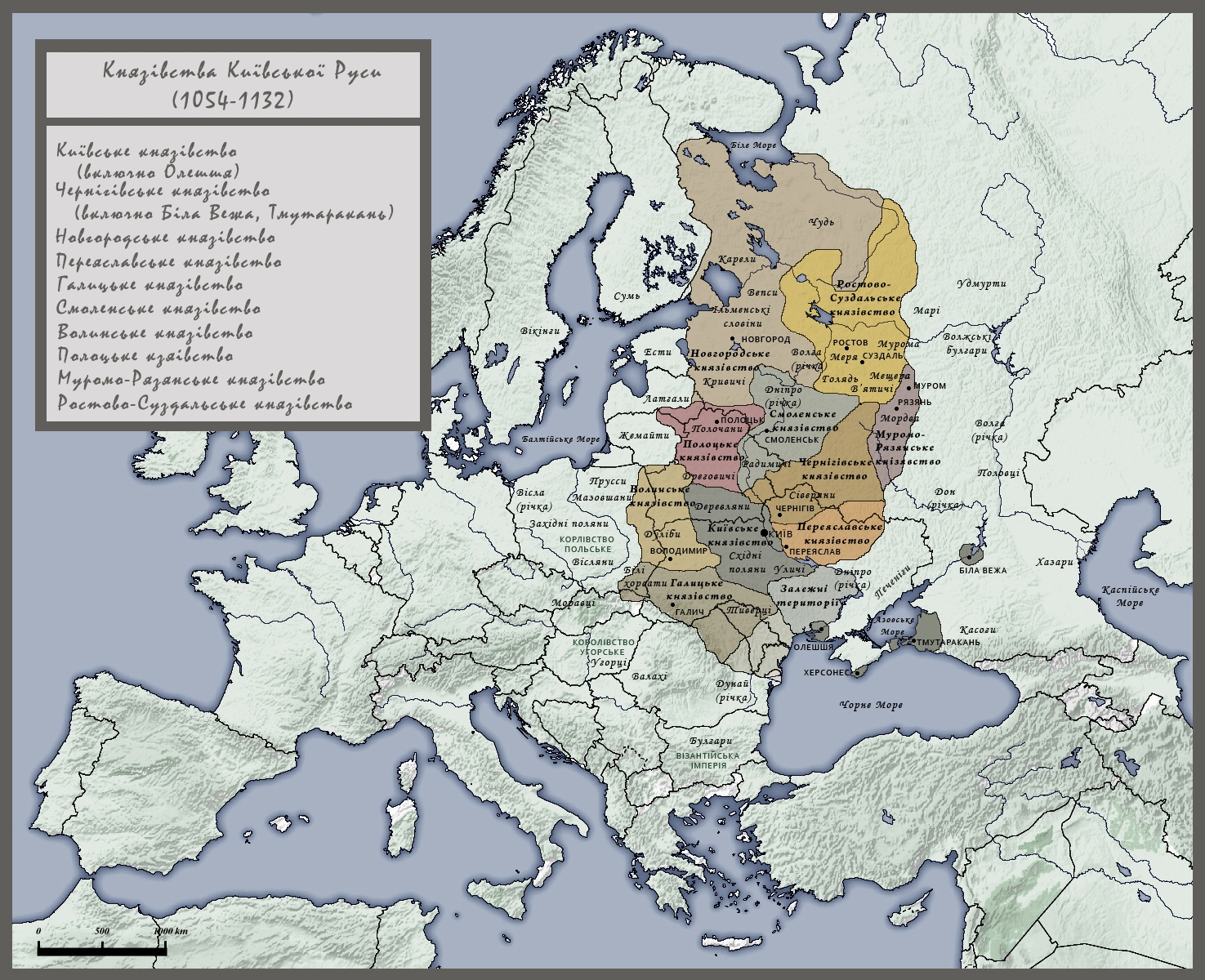
Територія Бучача на мапі князівства Київської Русі у 1054–1132 роках

На території теперішнього міста розташовувалося давнє слов'янське поселення. На думку Олега Рибчинського, давня міська площа Ринок мала форму трикутника, у місті простежується стара «руська» композиційна структура середмістя (як і, зокрема, у Язловці, Чернелиці).
Поселення (або місто) було руським, існувало в XII ст. У праці Бартоша Папроцького згаданий староста кам'янецький Гаврило (Габріель) Бучацький 1260 року, відгеографічне прізвище якого дає підстави стверджувати про існування міста чи поселення з відповідною назвою. Бучач входив до складу Галицько-Волинського князівства.

### Угорський та польський періоди

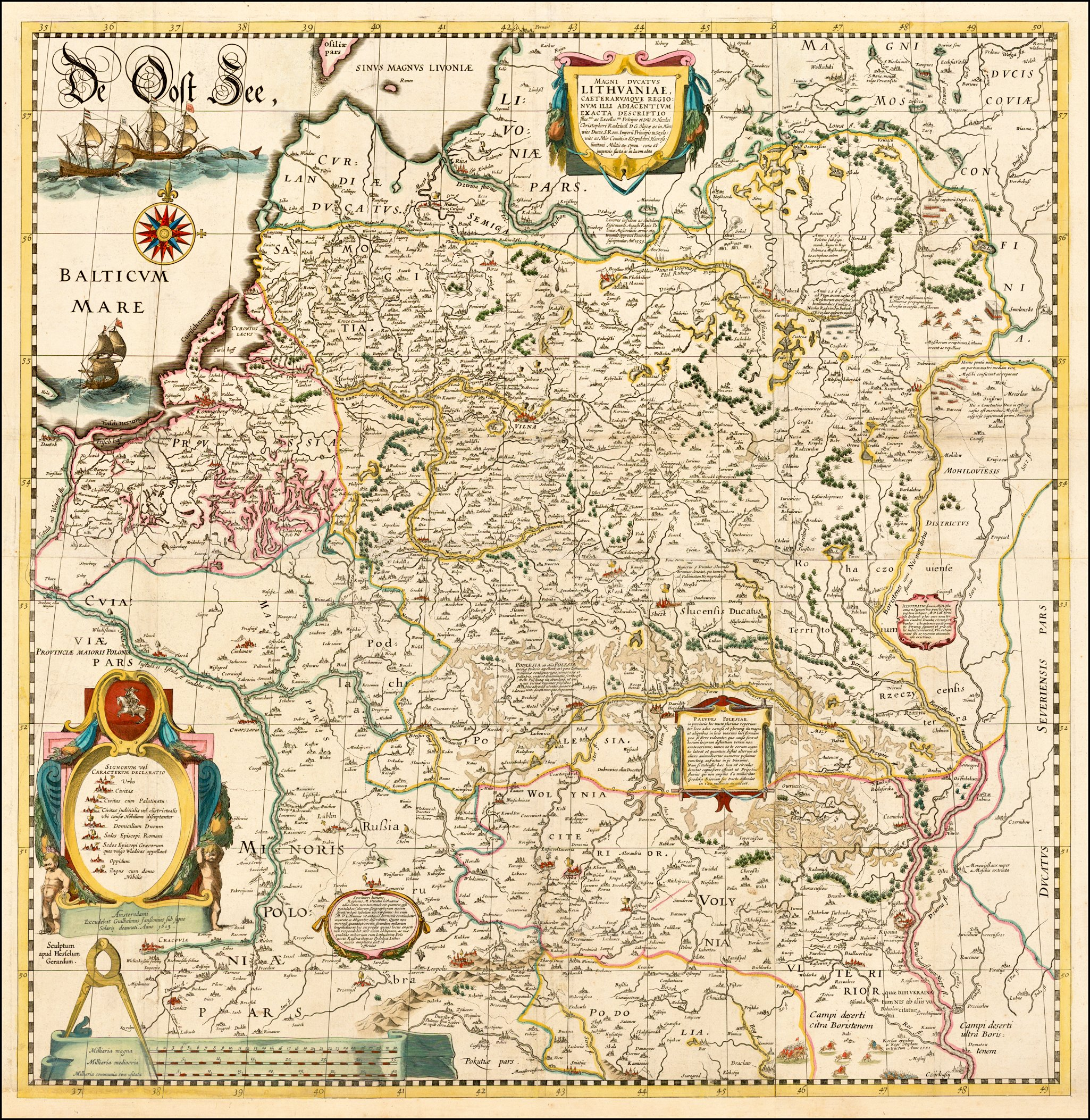
мапа Томаша Маковського («Радивилівська»)

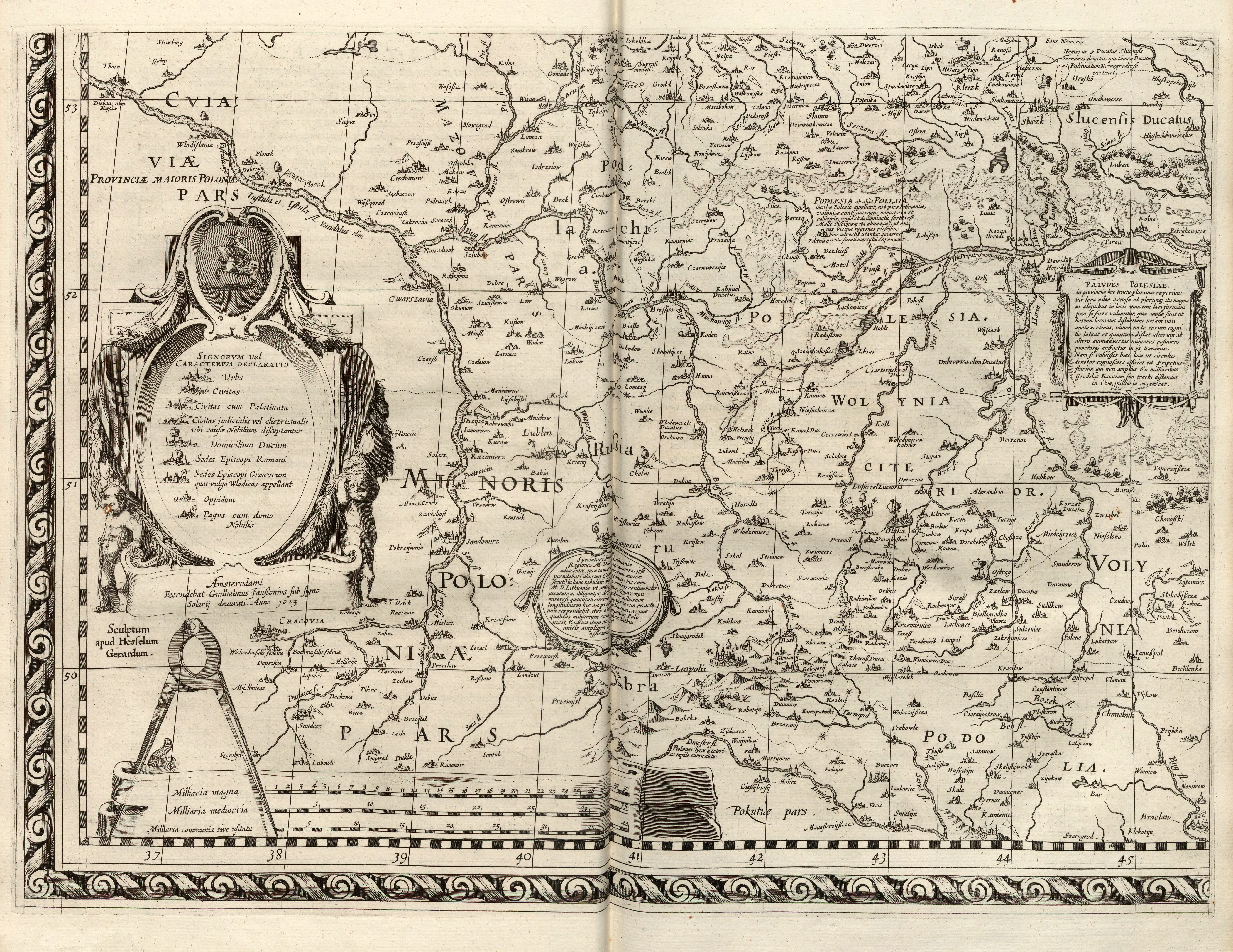
Бучач на мапі 1613 року

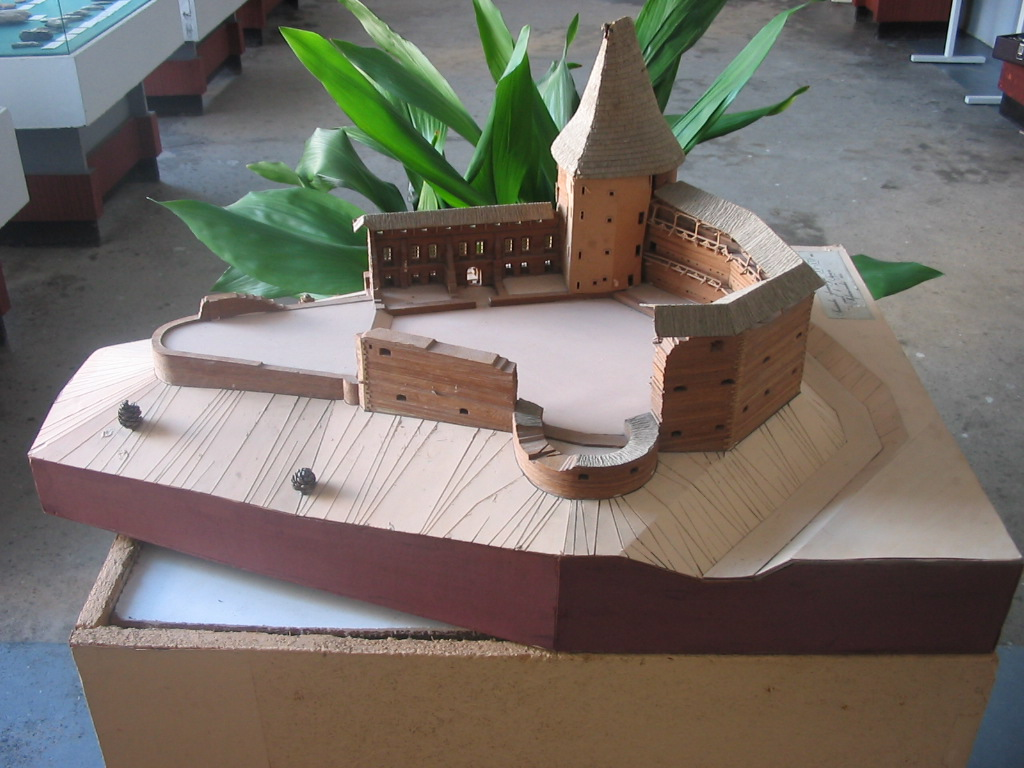
Макет Бучацького замку

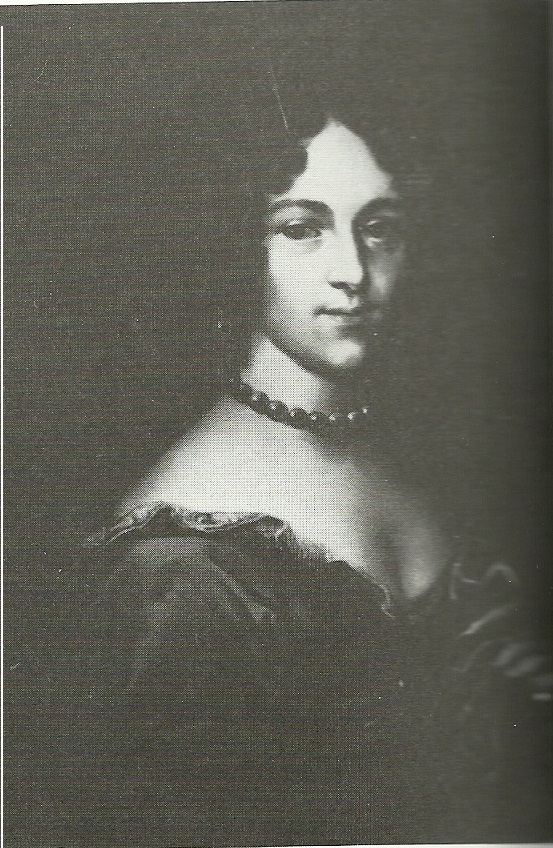
Марія Амалія Могилянка

Сусідню Теребовлю 1349 року захопили поляки, а Галичина в результаті Вишеградського домовленості між Казимиром III і угорським королем Карлом І Робертом, (підтвердженого договором Казимира III та угорського короля Людовика в 1350 році) визнавалася землею угорською. Після смерті Казимира III (1370) разом з рештою Галичини перейшов під владу угорського та польського короля Людовика. Новий правитель 1372 року своєю чергою призначив управителем Руського королівства (Regni Russie) (де-факто — надав ці землі (Руське королівство) на княжому праві (jure ducali)) своєму вірному слузі — князеві Владиславові Опольському.  1378 року Владислав Опольчик передав Галичину знову під пряму владу короля, а безпосередню владу на місцях мали угорські старости; дуже ймовірно, у Бучачі (як і в інших галицьких містах) була угорська залога.
1387 року королева Ядвіґа організувала й очолила військовий похід на Галичину, яка знову опинилася у складі Польщі. У 1434–1772 — місто у складі Галицької землі Руського воєводства. Від 1578 року Бучач належав до Галицького повіту цієї землі, згодом до Теребовельського повіту.

Орієнтовне розташування Бучача на мапі у складі Корони в 1385—1434 роках

Після польської окупації Бучач належав шляхтичам Бучацьким гербу Абданк, знаних із захисту Галицької Руси і Поділля від кримських та монголо-татар, а також сприянням поширенню католицизму. 1373 року дідич міста Міхал Адванець видав грамоту-привілей, якою надав кошти для розбудови замку, перебудови костелу і написав дарчу грамоту (фундуш) для католицької парафії.
Наприкінці XIV століття на прохання Міхала Авданця король Владислав II Яґайло надав місту магдебурзьке право[джерело?]. 1427 р. Міхал «Мужило» Бучацький за згодою короля перевів деякі свої маєтності, зокрема, й місто, на дідичне польське право. Дідичка міста — дочка і спадкоємиця Якуба Бучацького Катажина вийшла заміж за Яна Творовського гербу Пилява. Її посагом був Бучач, ця гілка Творовських стала Бучацькими-Творовськими (або Бучацькими гербу Пилява). які володіли містом до кінця XVI століття. Після них — Ґольські гербу Роля (Роліч).
Місто перейшло до Потоцьких після шлюбу Катажини Бучацької-Творовської — доньки Миколая Бучацького-Творовського — з кам'янецьким каштеляном Анджеєм Потоцьким,, після шлюбу їхньої доньки Анни та Станіслава Ґольського перейшло до останнього, після його смерті до брата, кам'янецького каштеляна Яна Ґольського. Після смерті останнього посідачкою стала його вдова Зофія Стадніцька-Ґольська із Заміхова, яка отримала для зберігання скарб Марії Могилівни. Після тривалих феодальних сутичок, судових позовів близько 1618 року місто перейшло до Стефана Потоцького, представники різних гілок яких були дідичами до 1939 р.
Влітку 1498 р. Бучач узяли війська господаря Молдавії Штефана III і його союзників — турків; їх помстою за попередні невдачі стала руйнація міста, полонення частини його жителів. 1508 р. в місто були тимчасово перенесені засідання ґродського (міського) суду зі сильно зруйнованої татарами Теребовлі.
1515 року король Сигізмунд I Старий видав привілей, за яким місто повторно отримало магдебурзьке право. З 1558 року, за привілеєм короля Сигізмунда II Августа (прохання власниці — вдови Катажини Бучацької-Творовської), двічі на рік (на святих Прокопа та Єнджея) проводилися ярмарки, щотижня в четвер — торги, що сприяло зростанню добробуту міщан, розвитку ремесел. Дідич міста Миколай Бучацький-Творовський — зять Радзивілла Миколи Христофора «Чорного» — був кальвіністом, сприяв поширенню цієї течії християнства, перетворив фарний костел на кальвінський збір. Більшість міщан займалися ремеслами і рільництвом, відробляли панщину, сплачували десятину, виконували різні повинності.
За польської влади містом управляв війт, якого призначав дідич із-поміж міщан. Бурмістрів, присяжних, інших урядовців вибирали міщани самі щороку на Зелені Свята. Львівський магістрат був апеляційною інстанцією для магістрату Бучача (при виникненні юридичних колізій справи передавалися до львівської Лави, котра отримала це право від короля у 1444 році; далі справи йшли на розгляд до Кракова).
Тривалий час (до 1675 р.) обороні міста сприяли наявність замку та оборонно-спостережних веж.
У січні 1614 р. внаслідок феодального конфлікту замок у Бучачі, який тоді посідала Зофія Ґольська, здобув завдяки підкупу залоги ординат Несвіжу, троцький каштелян Іван-Юрій Радзивілл при допомозі Станіслава Влодека. Причина конфлікту — наслідок несплаченого боргу Станіслава Ґольського: його жовніри ще за життя «сюзерена» спричинили шкоду в маєтностях дружини І.-Ю. Радзивілла — власниці Язловця Елеонори з князів Острозьких (вдови Героніма Язловецького), які І.-Ю. Радзивілл оцінив у 90 000 злотих. Після позову до суду він від імені дружини отримав право інтромісії на Бучач). З. Ґольська, вийшовши заміж за подільського воєводу Станіслава Лянцкоронського, подала позов до Коронного трибуналу з приводу нападу на Бучач, вимагала повернути їй 60 000 гривень. С. Лянцкороньський, використовуючи зв'язки, добився інфамії та баніції для І.-Ю. Радзивілла. Остаточно суперечка закінчилася «полюбовно» 11 лютого 1615 року за посередництва київського воєводи Станіслава Жолкєвського й руського воєводи Івана Даниловича.

### Час Хмельниччини

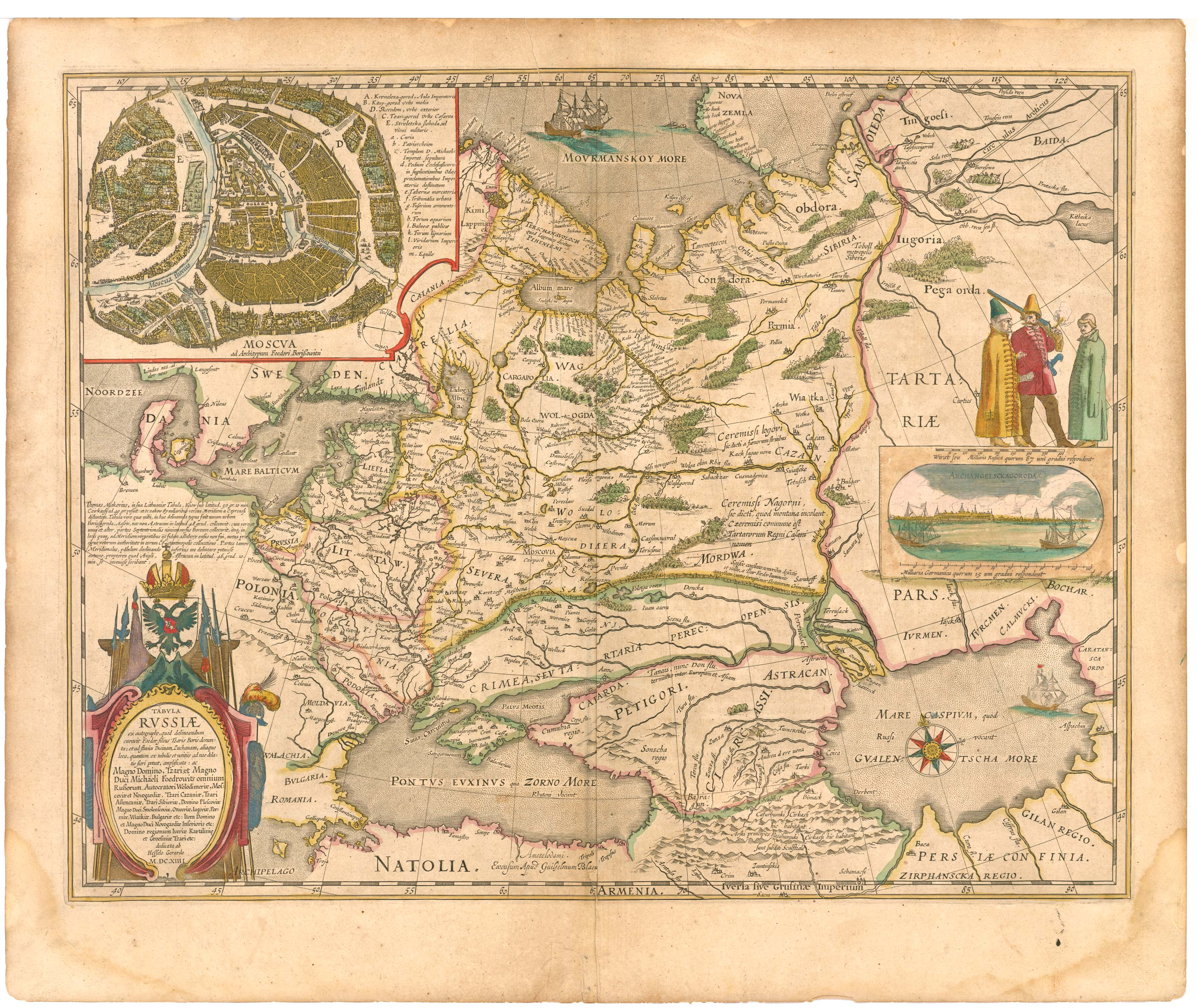
Бучач на мапі 1614 року

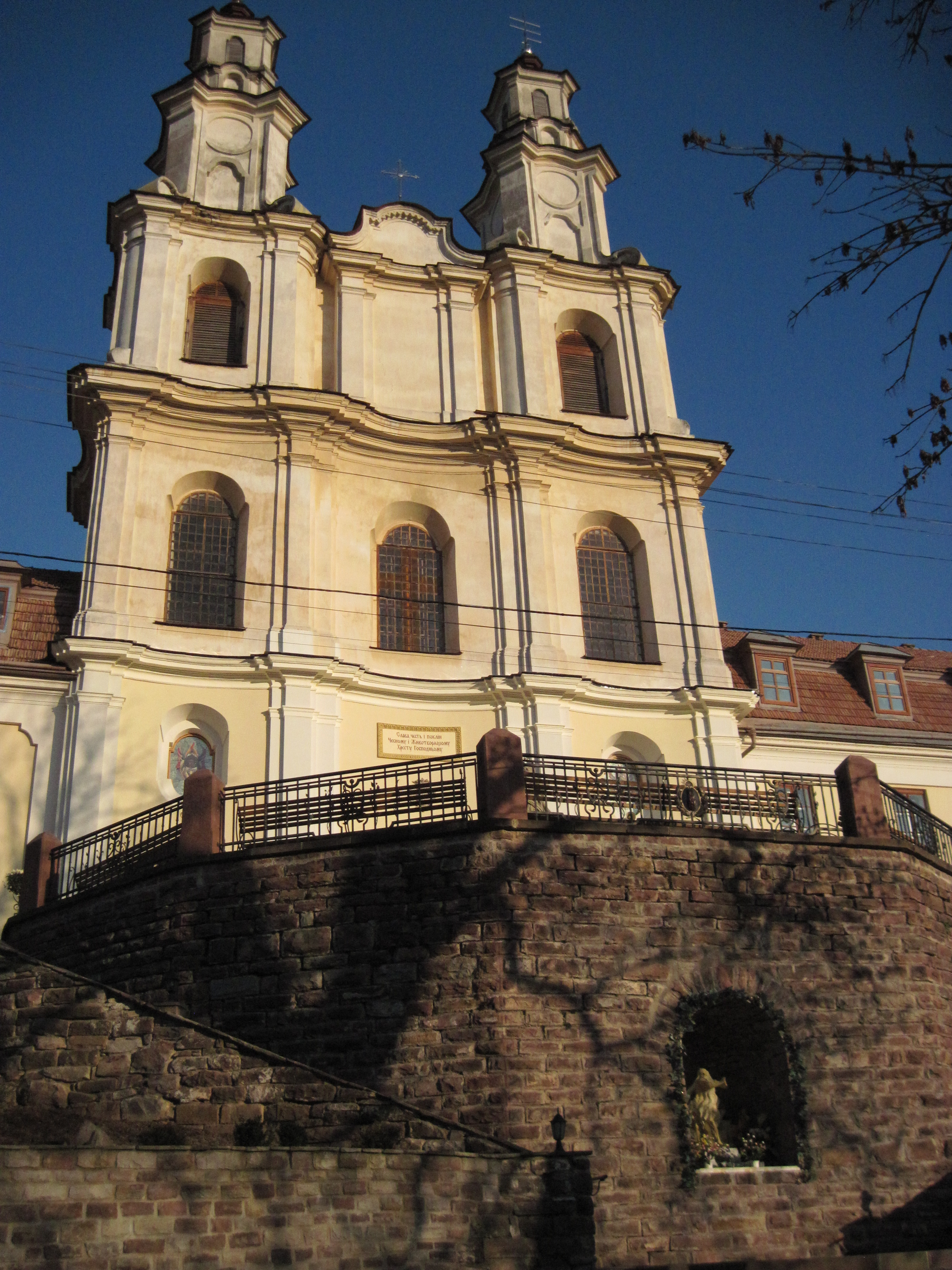
Здвиженська церква, фасад

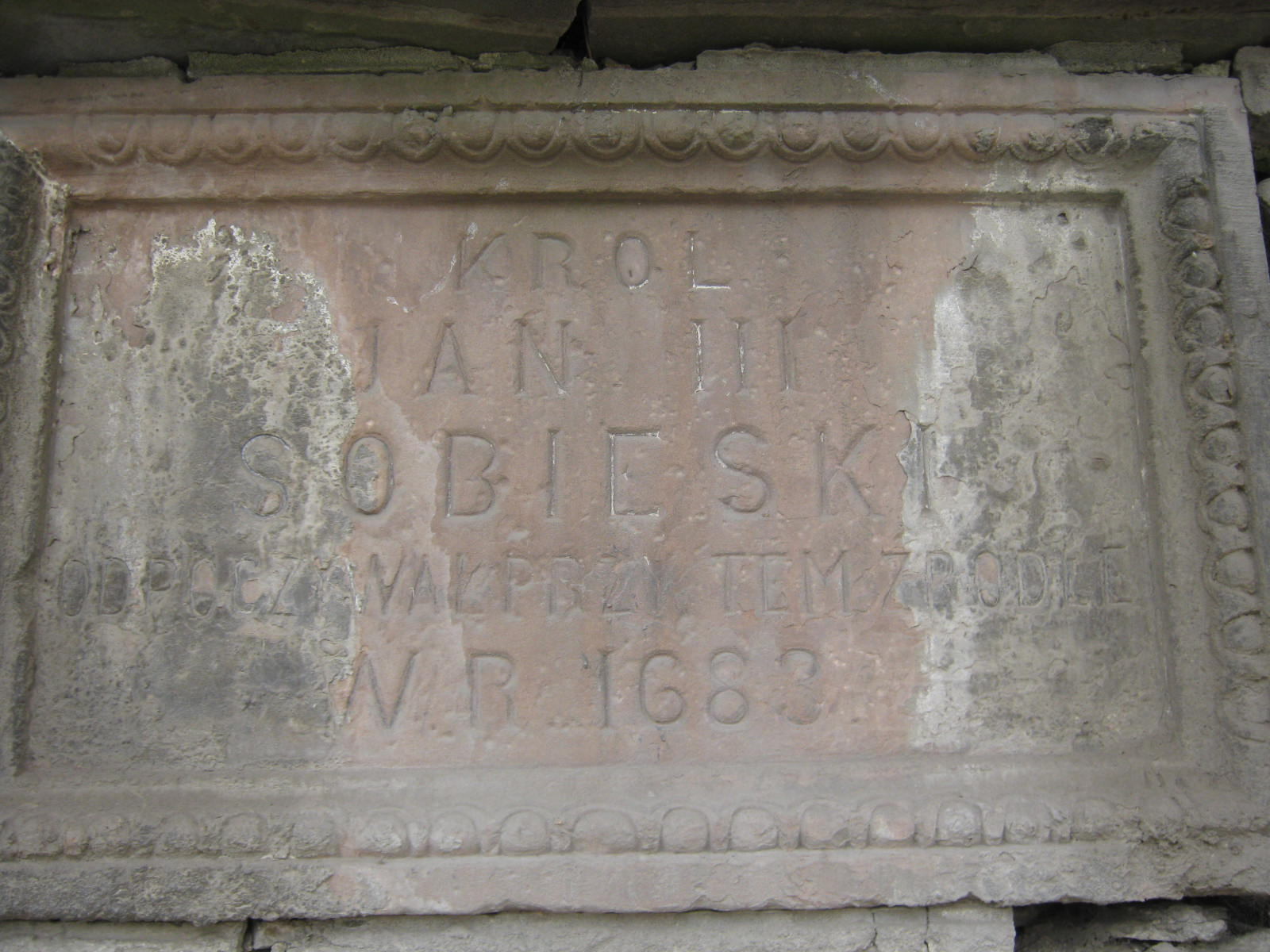
Пам'ятна дошка крулю Яну III, осінь 2013

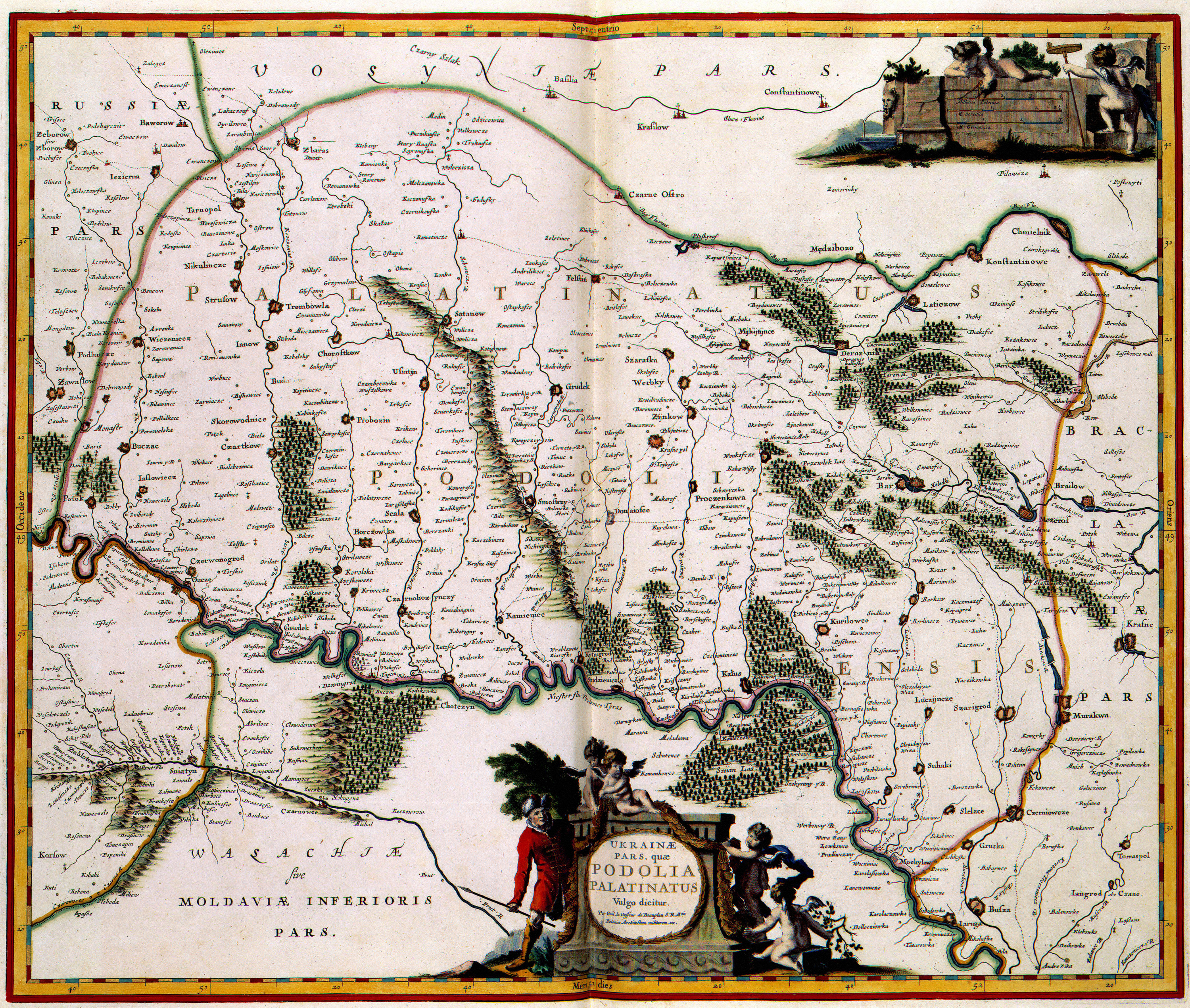
Бучач на мапі 1660 року

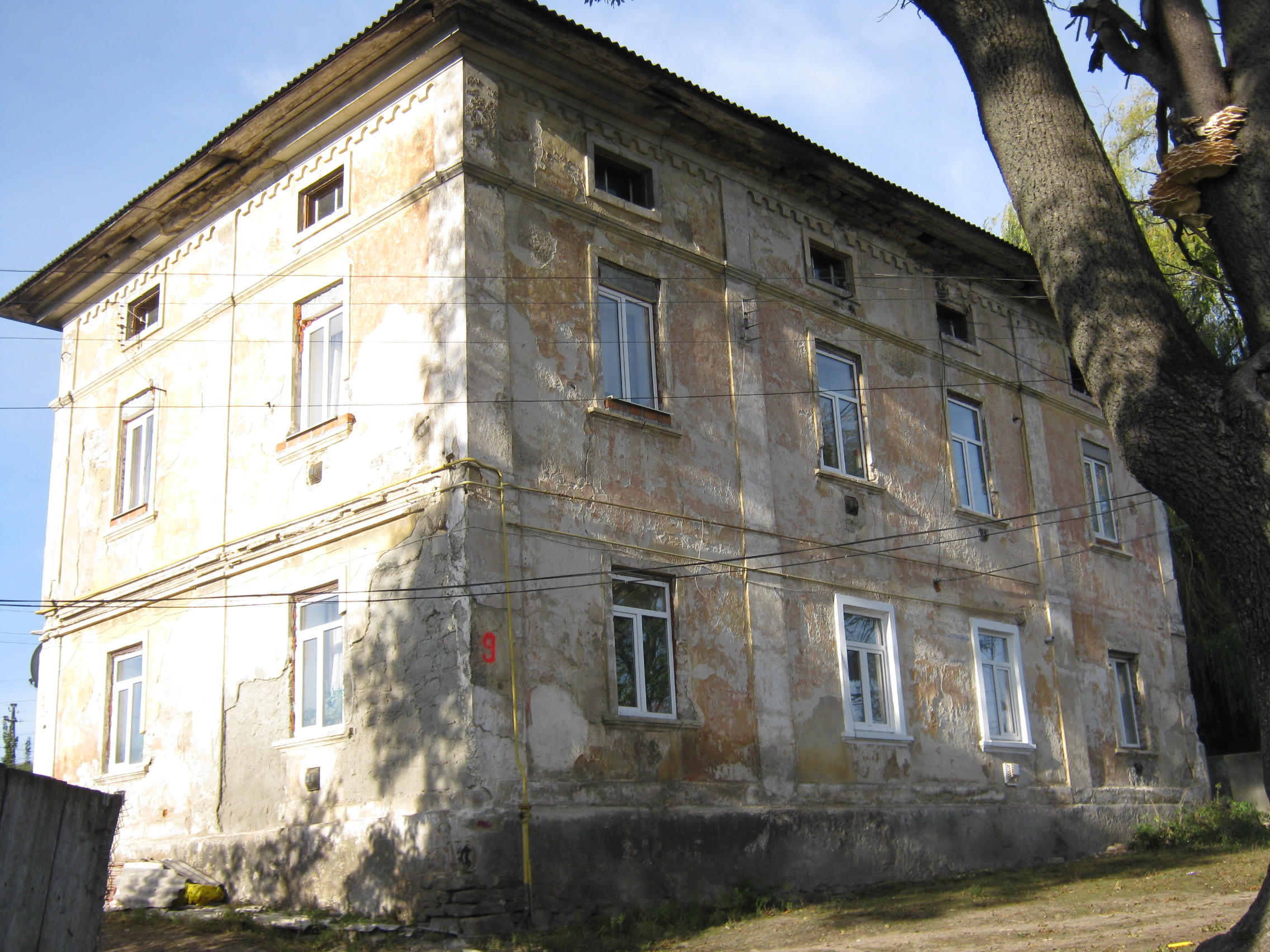
Старий будинок (колишня бурса)

Після початку визвольної війни проти польсько-шляхетського панування в місті було скликано всю громаду для проведення наради щодо подальших дій. 1648 року фортецею безуспішно намагались оволодіти незначні частини козацько-селянсько-татарського війська. Обороною замку командував власник міста Ян Потоцький. Було підпалено околишні будинки.
1652 р. дідич міста Ян Потоцький, порушивши розпорядження матері, подарував на вічні часи василіянський монастир Св. Трійці з церквою, які були реставровані коштом матері — Марією Амалією Потоцькою з Могил) та всім майном католицькому монашому ордену домініканців, надав ґрунт (земельну ділянку) для кляштора. При православному монастирі василіян кам'яна церква була збудована коштом власниці М. Могилянки-Потоцької. За часів володіння містом Яном Потоцьким при фарному костелі існувала школа, шпиталь для 8 хворих. Перед 1664 роком дідич також заснував парафію УГКЦ.

Під Бучачем під час походу на захід військ Богдана Хмельницького разом з московитами відбувся бій їх загонів із загоном кінноти, висланим коронним гетьманом Станіславом «Реверою» Потоцьким. Через значні втрати коронне військо відступило на захід. Михайло Грушевський, «Історія України-Руси»: 
|  | З-під Ягольниці пішли ми до Львова сентября 4, і по дорозі твої ратні люди у польських городів Язлівця, Бучача, Бережан, Теребовлі, Потока, Тернополя, Підгайців і за Дністром Галича, Поморян, Голих Гір, Бужська попалили «посади». В Язлівці, Бучачу і Бережанах в маленьких городках засіли Ляхи, Жиди, Вірмени, і міщан богато, і ми до них приступати не веліли, тому що городки муровані, тверді-аби не наробити утрат. |

1655, 1667 рр. — фортецю намагалися захопити кримські татари, але зазнали невдачі, відступаючи, спалили місто.

### До поділів Польщі

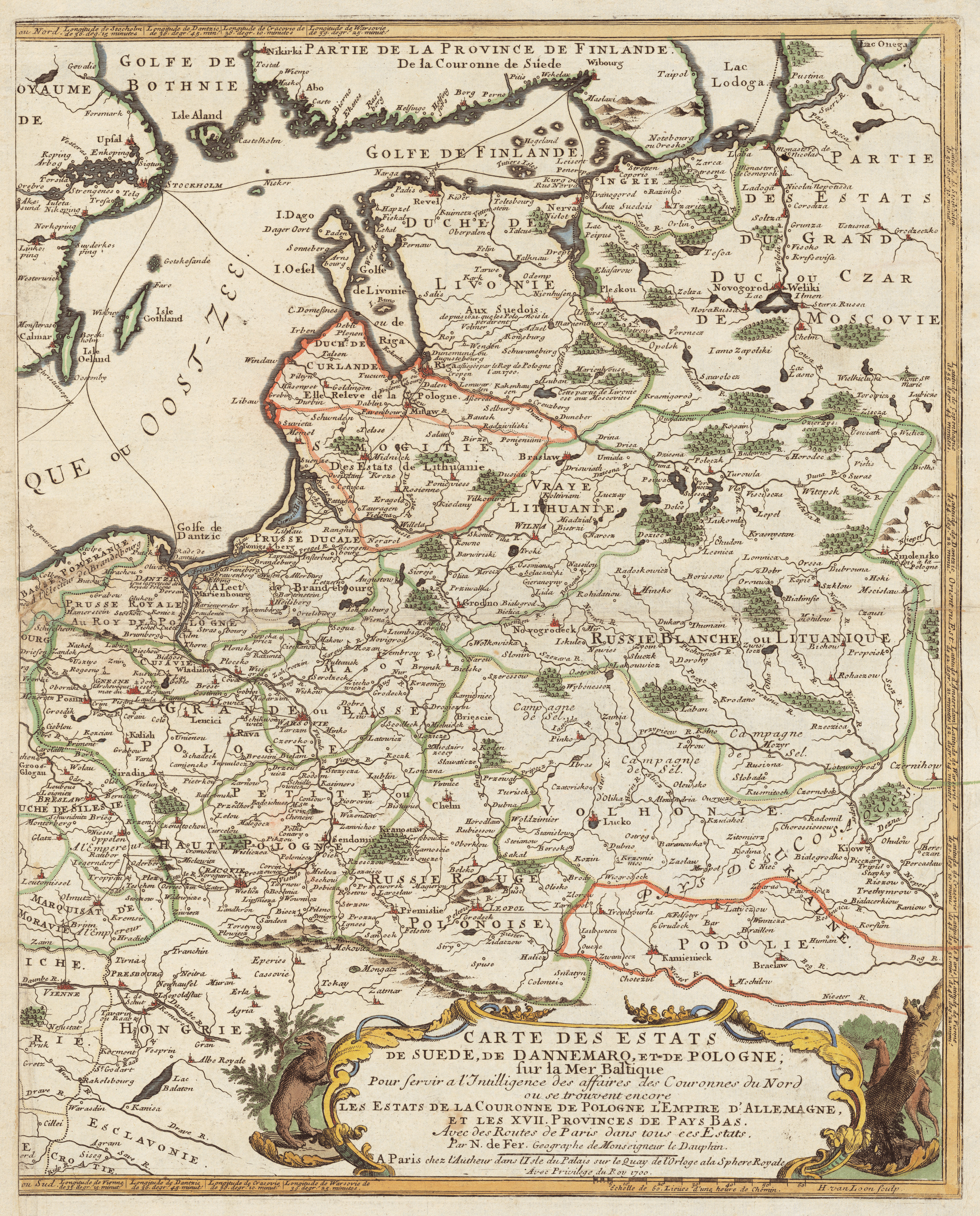
Терени міста на мапі 1700 року

Мандрівник-німець Ульріх фон Вердум, відвідавши місто 1671 або 1672 року, залишив опис, за яким:
…місто було великим, оточене камінним муром, мало непогані доми, три папські (римо-католицькі) костели, руський монастир, вірменська церква (в оригіналі пол. koścoił); жидівські: божниця, гарне окописько, оточене окремим муром. Замок, його фортифікації кам'яні. Існували язловецька брама, львівська, галицька, припускають про існування теребовлянської і загайпільської. Француз д'Алерак — придворний короля Яна III Собеського — у своїх описах вказував про існування мурів та чотирибічних веж у місті.
У XVII—XVIII ст. працювало близько 10 водяних млинів: три на потічку з передмістя Нагірянки, решта на Стрипі. Один з млинів називався папірнею (вгору по Стрипі, неподалік Підзамочка): у великих ступах товкли ганчір'я, з маси робили папір. На початку XX ст. малі та віддалені млини занепали, деякі переробили на електростанції. На сьогодні залишились дві колишні мукомельні споруди (не мають великого дерев'яного колеса зі скриньками для води, жолобом для її подачі. Теперішня вул. Стрипна колись називалась Млинарською.
Весною 1672 року гетьман Петро Дорошенко разом із турецьким султаном Мехмедом IV почали війну, 18 серпня відбили у поляків Кам'янець-Подільський. 1672 р.: турецько-татарське військо зруйнувало тільки частину міста та замку; 18 жовтня у Бучачі під деревом «Золота Липа», яке частково збереглося при дорозі на Соколів, був підписаний мирний договір між Туреччиною та Річчю Посполитою. Султан Мехмед IV мав за тимчасову резиденцію бучацький замок.
За легендою, кордон пройшов по річці Стрипа і поділив місто на дві частини — східну (турецьку) і західну (польську), а окупація лівобережної частини Бучача турками тривала 11 років також, зокрема, Трибухівці, Майдан, Крогулець.
1675 р. турецько-татарське військо облягало Теребовлю під командуванням Ібраґіма Шишмана; він наказав кільком башам здобути Бучацький замок, у якому перебували шляхтичі та міщани. Місто було взяте без надзусиль та підпалене. Частину євреїв догнали під брамою замку та вбили. Замок боронився завзято, але шансів на тривалу оборону було мало; врятувала звістка про підхід військ під проводом короля Яна III Собеського. Вересень 1676 р. турецько-татарське військо під проводом бейлербея Дамаску Ібраґіма-паші на прізвисько «Шейтан» сильно зруйнувало замок, всі житлові будинки міста. Після здобуття Бучача, Язловця, Золотого Потоку Ібраґім-паша «Шейтан» дав наказ отаборитися в околицях Бучача.
Серпень 1687 року: король Ян III Собеський стояв у Бучачі й околицях з табором (обозом), проводив військову раду щодо здобуття Кам'янецької фортеці. За час перебування короля в місті воно не отримало від нього великої допомоги у відновленні. 7 серпня 1687 р. сеймик Галицької землі звільнив маєтності С. А. Потоцького від оподаткування (в тому числі Бучач) через їх знищення. 1688 р. Галицький сеймик підняв питання, щоб С. А. Потоцького, у чиїх маєтностях були розквартировані жовніри, отримав за це належне йому «уконтентування»; справу мали розглядати на січневому сеймі в Городні.
1699 р. єврейська громада отримала від короля підтвердження своїх прав. 20 травня 1699 р. власник міста — стражник великий коронний Стефан Александер Потоцький — видав грамоту-привілей для єврейської громади Бучача, у якій визначались права та обов'язки представників цієї етнічної громади міста. Завдяки цьому етносу в місті з'являються ґуральні, набуває поширення звичай (потім — звичка) вживати горілку. До цього міщани віддавали перевагу меду, пиву, вину. В одній з тогочасних пісень були рядки: 
Га-ча-ча, га-ча-ча, горілочка з Бучача, 

А келішок з Терембовлі, 

Дай нам, Боже, здоров'я!
15 травня 1703 р. С. А. Потоцький видав привілей для шевських цехів (більшого та меншого); 16 серпня 1703 р. менший шевський цех отримав ще один привілей від дідича. Ще одну грамота-привілей для відновлення та розвитку міста С. А. Потоцький видав 8 листопада 1706 р. в Бучачі. У грудні 1707 р. цар Московії Петро І наказав арештувати С. А. Потоцького за підозрою в шпигунстві на користь Речі Посполитої; власник міста зумів уникнути арешту, але в його маєтностях були розквартировані близько 8000 московських солдатів під командуванням бригадира Г. Кропотова (довірена особа царя, підлеглий А. Мєньшикова), які грабували мешканців, ґвалтували мешканок Бучача (також інших маєтностей власника, чим завдали йому та його містам, селам значних матеріяльних збитків). Після його смерті в 1727 р. місто посідала вдова Йоанна з Сенявських Потоцька до своєї смерті в 1733 р.; після неї — син Микола Василь.

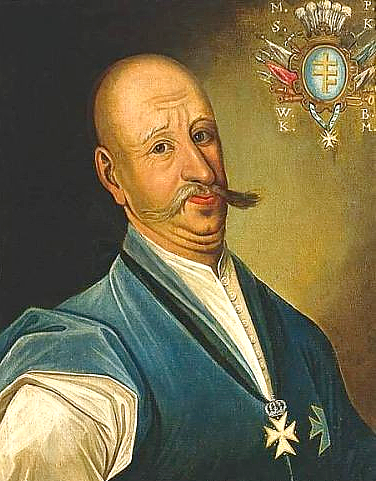
Микола Василь Потоцький

На середину XVIII століття припав час містобудівної діяльності мецената М. В. Потоцького, архітекторів Бернарда Меретина та Яна Ґотфріда Гофмана, скульптора Йогана-Ґеорґа Пінзеля. Зведено ряд визначних пам'яток пізнього бароко, які сформували обличчя старого міста: придорожня скульптура («фігура») святого Яна Непомука (1750 р.), міська ратуша і придорожня «фігура» Богородиці (1751), Бучацький монастир (1751–1770 рр.), парафіяльний костел Успіння Діви Марії (1761–1763 рр.), церква Покрови Пресвятої Богородиці (бл. 1764). 1754 р. М. В. Потоцький, за привілеєм короля Августа III Фрідріха, засновує василіянський колегіум.
8 листопада 1764 року у Львові було оформлено акт дарування «Миколая на Бучачі, Потоці, Городенці, Печеніжині Потоцького воєводича белзького», за яким місто Бучач з палацом, передмістями, селом Підзамочок та 14 сіл, належних до цього «Бучацького ключа», отримували Міхал Антоній Потоцький і його брат — львівський каштелян Юзеф. Також усі спадкоємці мали отримати права на столове срібло та інші цінності, які перебували в депозиті у ченців-домініканців Кам'янець-Подільського конвенту… до рівного поділу. Поділ мав контролювати Теодор Потоцький (1738—1812). М. В. Потоцький зобов'язав усіх наступних спадкоємців до виплати щороку 50000 флоринів для утримання костелів Бучача, Золотого Потоку, Городенки. Записом нові дідичі Бучача Антоній Міхал та Юзеф Потоцькі зобов'язувались змурувати нову церкву в місті, бо стара руйнувалася. Документи були додані до архіву урядових актів у Львові 15 листопада 1764 року, до архіву земських актів у Галичі 21 листопада 1764 року. 1765-го місто стало центром новоутвореного римо-католицького деканату.

### Австрійський період

#### У складіГабсбурзької монархії

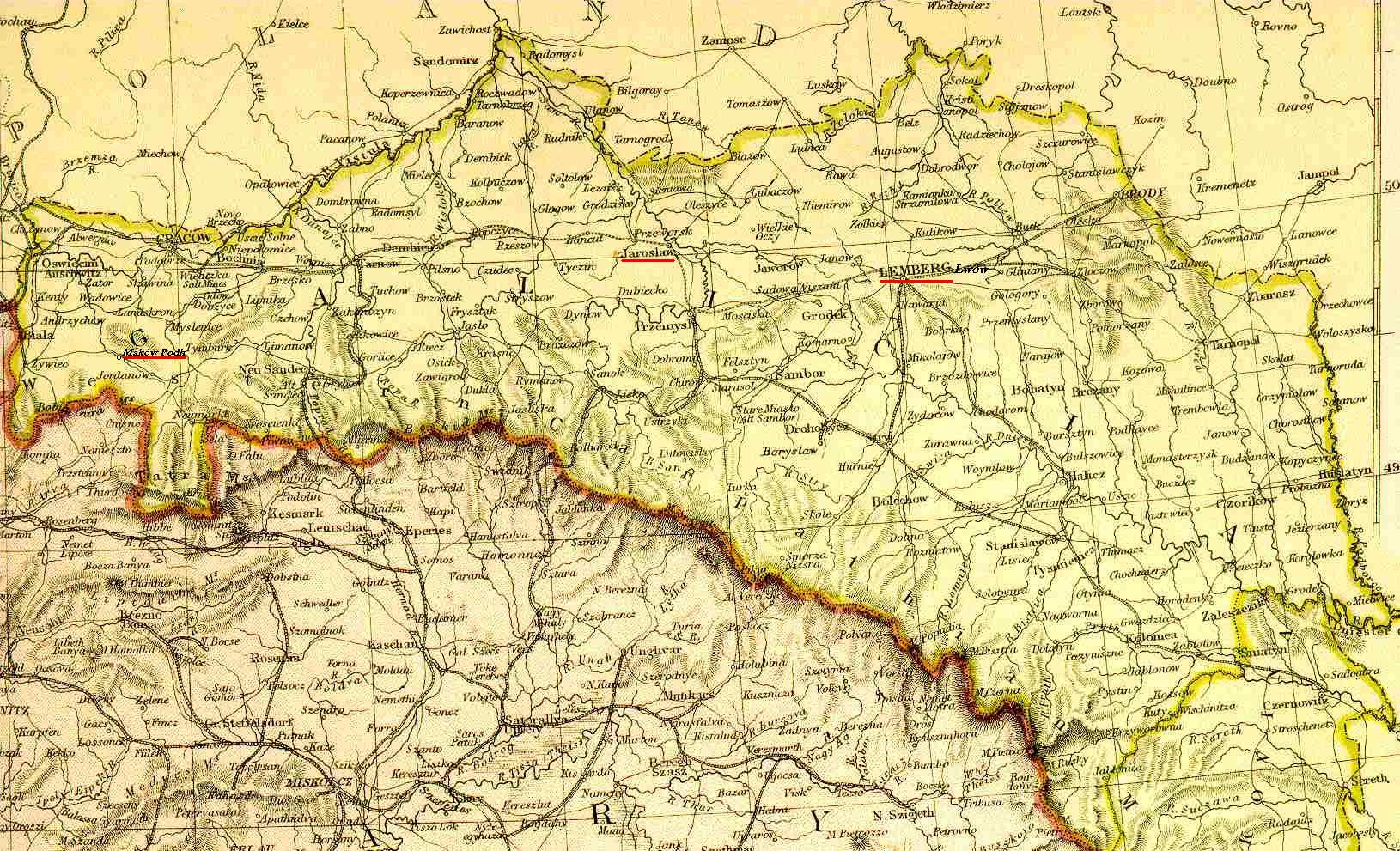
Бучач на мапі Галичини у складі Габсбурзької монархії, 1800 р.

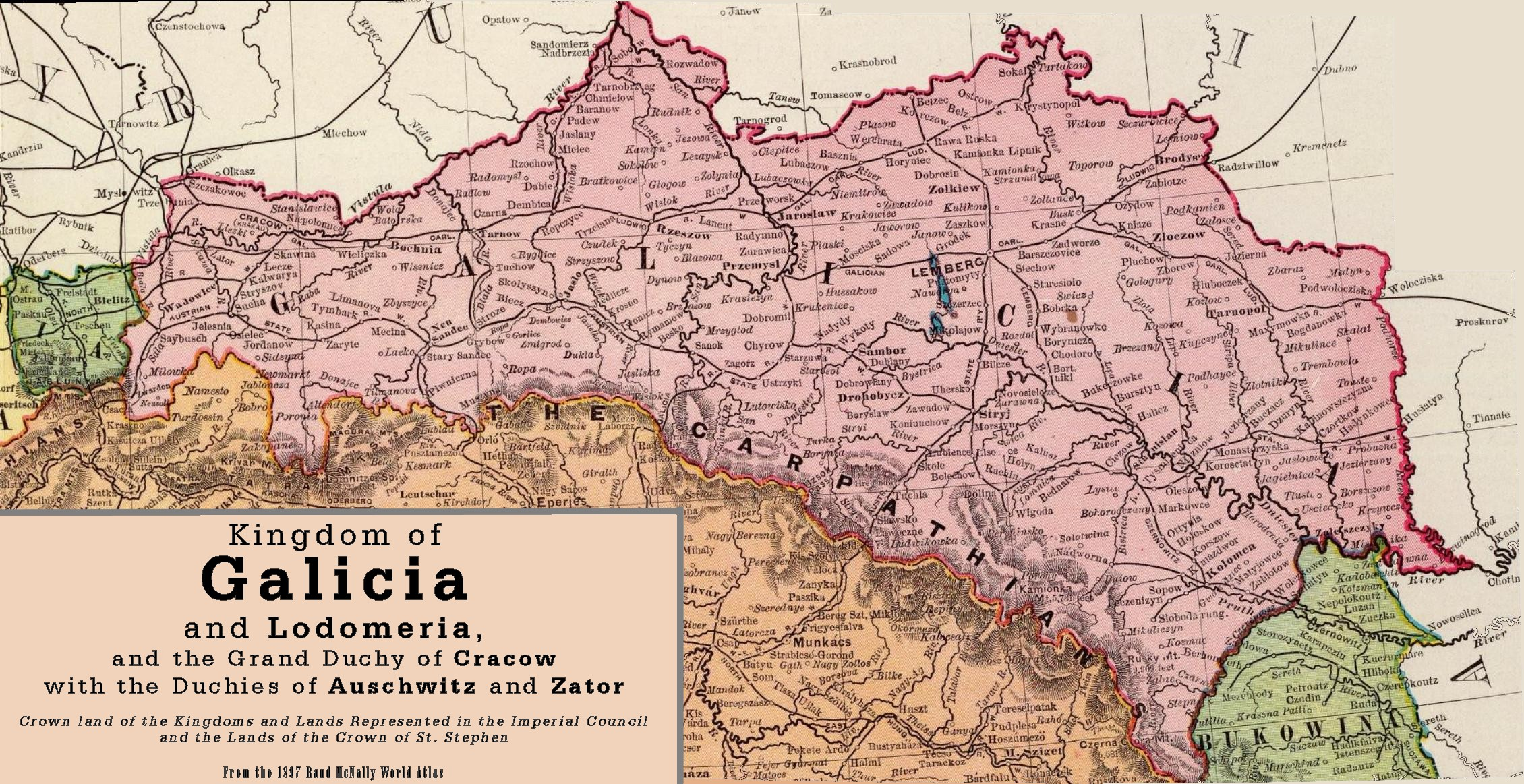
Бучач на мапі 1897 р.

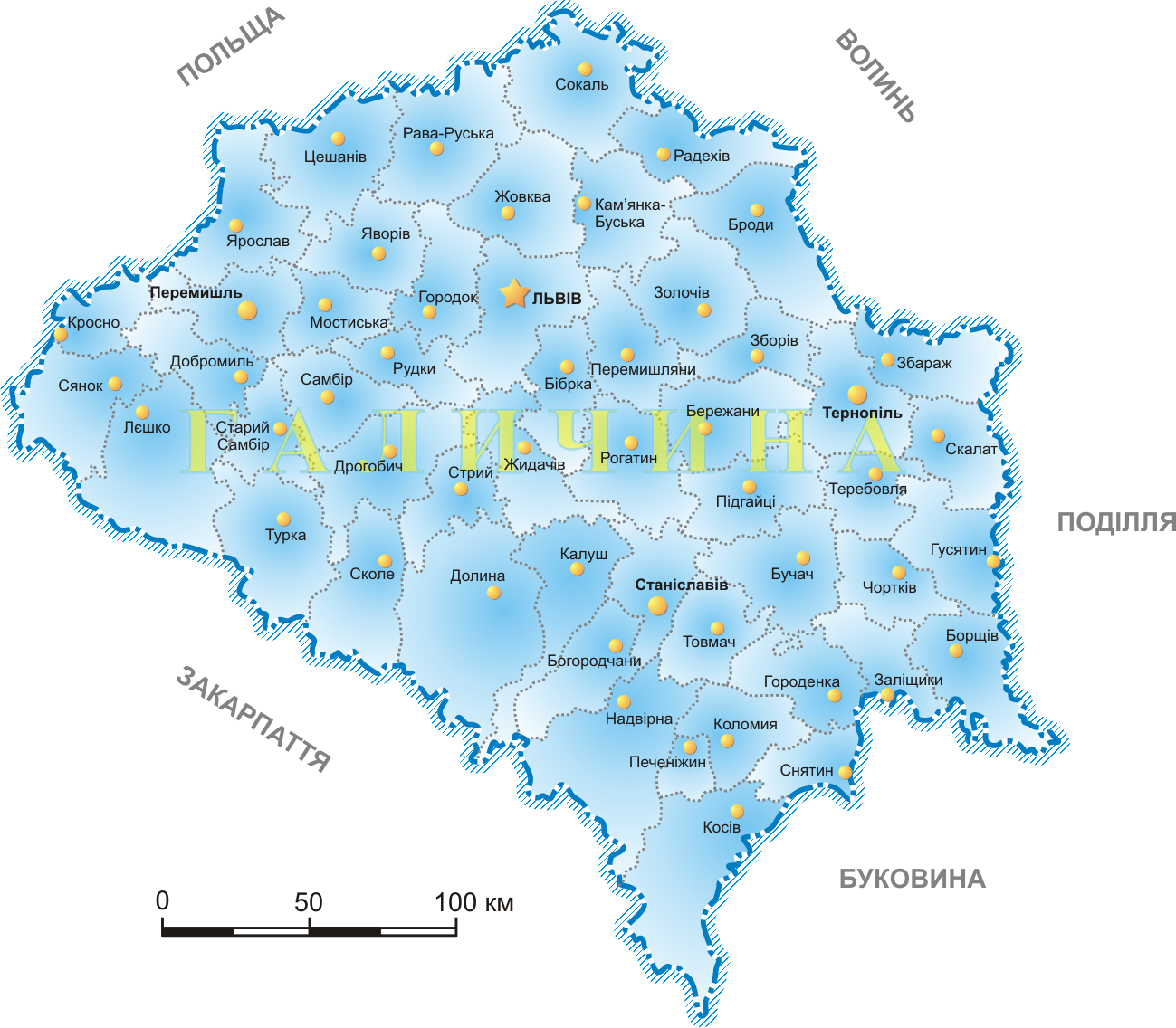
Бучач — повітовий центр Східної Галичини (1910 р.)

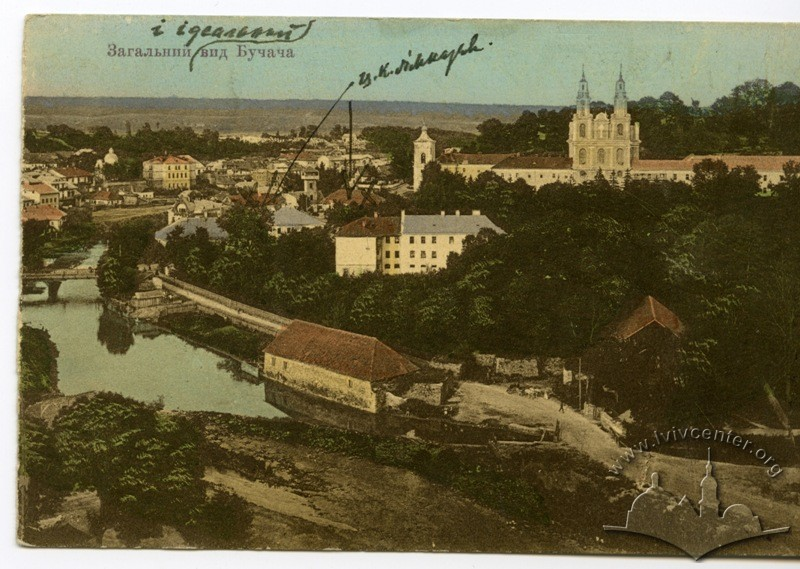
Бучач із замку

Після першого поділу Польщі 1772 р., Бучач відійшов до Габсбурзької монархії (з 1804 р. — Австрійської імперії).
Наприкінці 1773 року сусідні Монастириська — найближче до Бучача місто — та Чортків стали центрами двох з 13-ти дистриктів Галицького округу Королівства Галичини та Володимирії. 14 березня 1775 року Галицька придворна канцелярія затвердила проект від 11 жовтня 1774 року, за яким реформований Галицький циркул з центром у Станиславові складався з 4-х дистриктів, старі Монастириський, Чортківський дистрикти скасовувалися. Новим дистриктовими центрами ставали, зокрема, Галич, Заліщики. Декретом від 2 вересня 1780 року губернатор Галичини був зобов'язаний провести нову адмінреформу коронного краю. 22 березня 1782 року цісарева Марія Терезія видала патент, за яким взагалі скасовувались дистрикти, створювалися 18 циркулів (округів). Остаточні межі циркулів були затверджені цісарським патентом від 25 листопада 1783 року. — Бучач і навколишні села ввійшли до складу Станиславівського округу Габсбурзької імперії.
3 жовтня 1772 р. власник М. В. Потоцький зі смутком спостерігав за проходженням частин війська монархії Габсбурґів (ночували в Бучачі, вранці 4 жовтня вирушили в напрямку Чорткова). 15 квітня 1773 року з полудня почалась пожежа за язловецькою брамою (або на тодішньому покровецькому передмісті); сильний вітер сприяв пожежі, загорілись 130 будинків.
У 1773 р. при монастирі отців Василіян відкрито вищі філософські курси.
1781 р. почала діяти пошта. 13 травня 1783 року Йозеф II видав декрет про піднесення міст Галичини та Лодомерії, за яким Бучач був віднесений до III-го класу міст (мали власний магістрат). 1786 року місто потрапило під секвестр за рішенням трибуналу (причина невідома). 7 червня 1786 р. через виїзд до Литви дідичка графиня Йоанна Потоцька права на дідицтво міста передала рідному брату чоловіка (каноніку ґнєзненському, краківському) графу Каєтанові Потоцькому. Після цього містом керував магістрат з 4-х осіб: президента (пол. prezes, судді (пол. sędyk), радника (пол. radca) та бурмістра (пол. burmistrz). Для його утримання були призначені 964 морґи землі громади. В цей час було виготовлено печатку магістрату з гербом міста. пізніше магістрат був скасований, було утворено «домініум».

#### У складі Австрійської імперії
Після організації у Львові на початку XIX ст. Галицької крайової будівельної дирекції в місті почав діяти будівельний комісаріат як її територіальний підрозділ. 1811 року: австрійська влада винесла ухвалу, за якою містом вважався населений пункт з міським привілеєм, що мало тільки облікове, не правове значення; трапилася значна пожежа в місті.
Дідичі — графи, каноніки Павел та Каєтан Потоцькі — продали євреям замок, які почали розбирати його на матеріал для будівництва 1812 р. дідичі — каноніки П. та К. Потоцькі — наказали розібрати останню зі спостережних веж Бучача на горі Федір та спорудити з каменю гробницю-каплицю в стилі класицизму на міському цвинтарі. За часів каноніків Потоцьких розпочали будівництво приміщення римо-католицької плебанії (ймовірно, тепер на цьому місці — дитячий садок «Теремок» біля костелу). 27 вересня 1818 р. помер дідич П. Потоцький.
Після Віденського конгресу влітку 1815 року Тернопільський край повернено Австрійській імперії. Чеський письменник Карл Запп, подорожуючи Галичиною в 1830-х, залишив цікаві спостереження про побут і звичаї Бучача, сіл повіту; польський архітектор, художник Єжи Ґлоґовський виконав кілька акварелей з краєвидами міста. В I-й половині XIX ст. в місті вироблялись орнаментальні тканини поряд з такими містами, як Борщів, Косів, Яворів, Броди, Сокаль. У 1830-х роках почала діяти Бучацька золототкацька мануфактура. 1831 року: епідемія холери забрала 770 бучачан (110 християн. 660 юдеїв), згоріла синагога.
Після створення 2 травня 1848 року у Львові Головної Руської Ради (ГРР) в місті почала діяти окружна Руська Рада. Зокрема, окружна Руська Рада в місті скаржилася Головній Руській Раді, що: польські поміщики грабують, мучать народ руський, а австрійський уряд не перешкоджає йому, на скарги селян не звертає уваги, і, взагалі, селяни не можуть поскаржитись на пана, бо він за допомогою … властей покарає їх. У серпні 1848 р. Руська Рада в Бучачі повідомляла ГРР про переслідування українського селянства за підтримку вимоги поділу Галичини на 2 провінції.
Скасування панщини 1848 р. сприяло розвитку економіки, основне місце в якій продовжувало займати рільництво, що мало натуральний характер. З 1856 р. тричі на тиждень, з 1861 р., після побудови залізниці з Відня до Львова, — щодня ходив поштовий диліжанс. 1863 р. почав діяти телеграф, звичайна пошта — в 1871 р.
29 липня 1865 р. велика пожежа, під час якої згоріло 220 будинків, у тому числі ратуша, монастир і його бібліотека, церква, костел та синагога, і, найприкріше для істориків, — архіви магістрату, суду та інші цінні документи, відсутність яких дуже ускладнює працю дослідників міста.

#### У складі Австро-Угорщини (з1867р.)

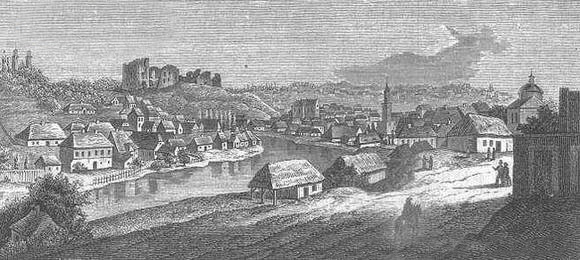

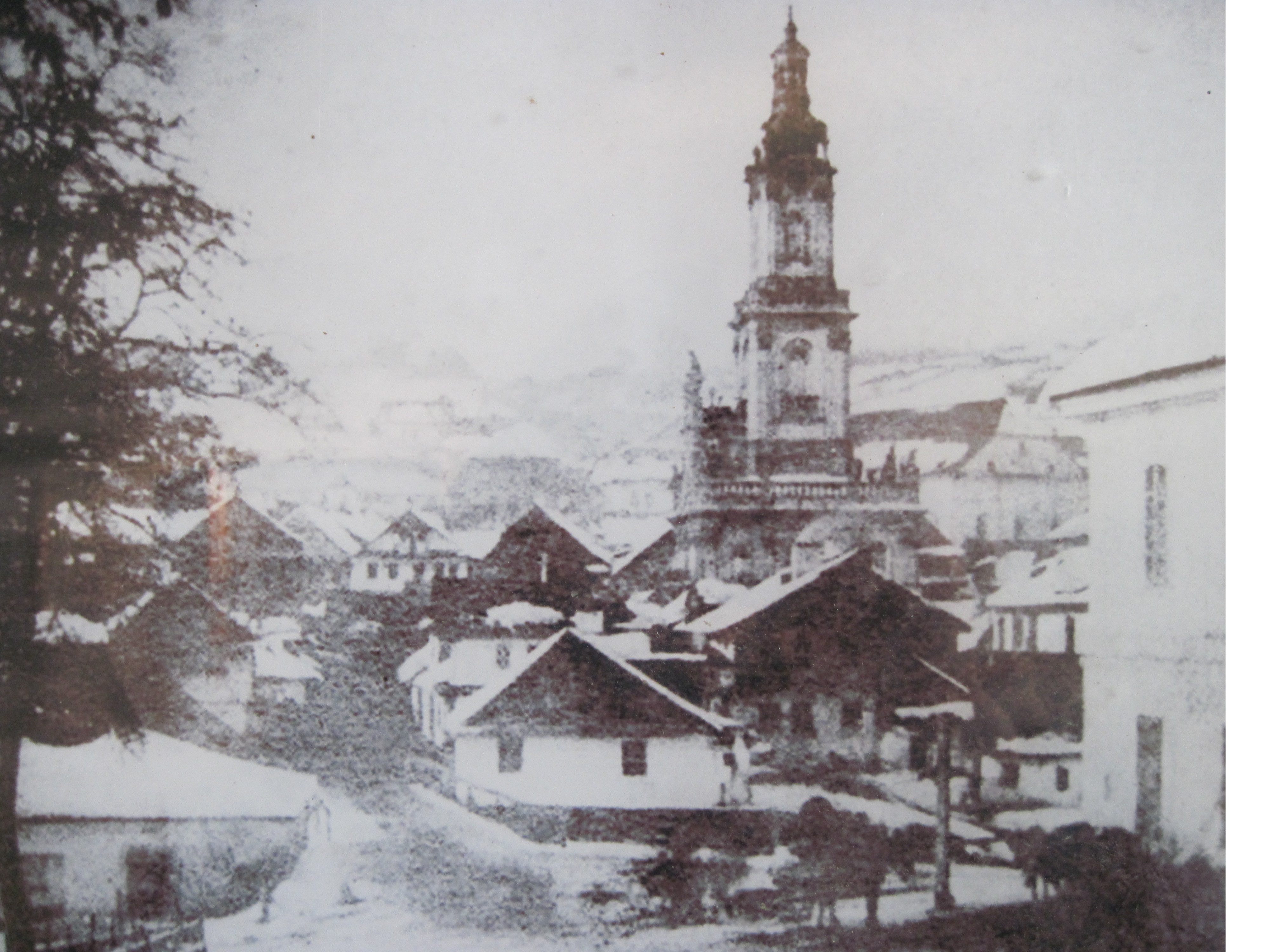
Центр міста і ратуша зі старим дахом

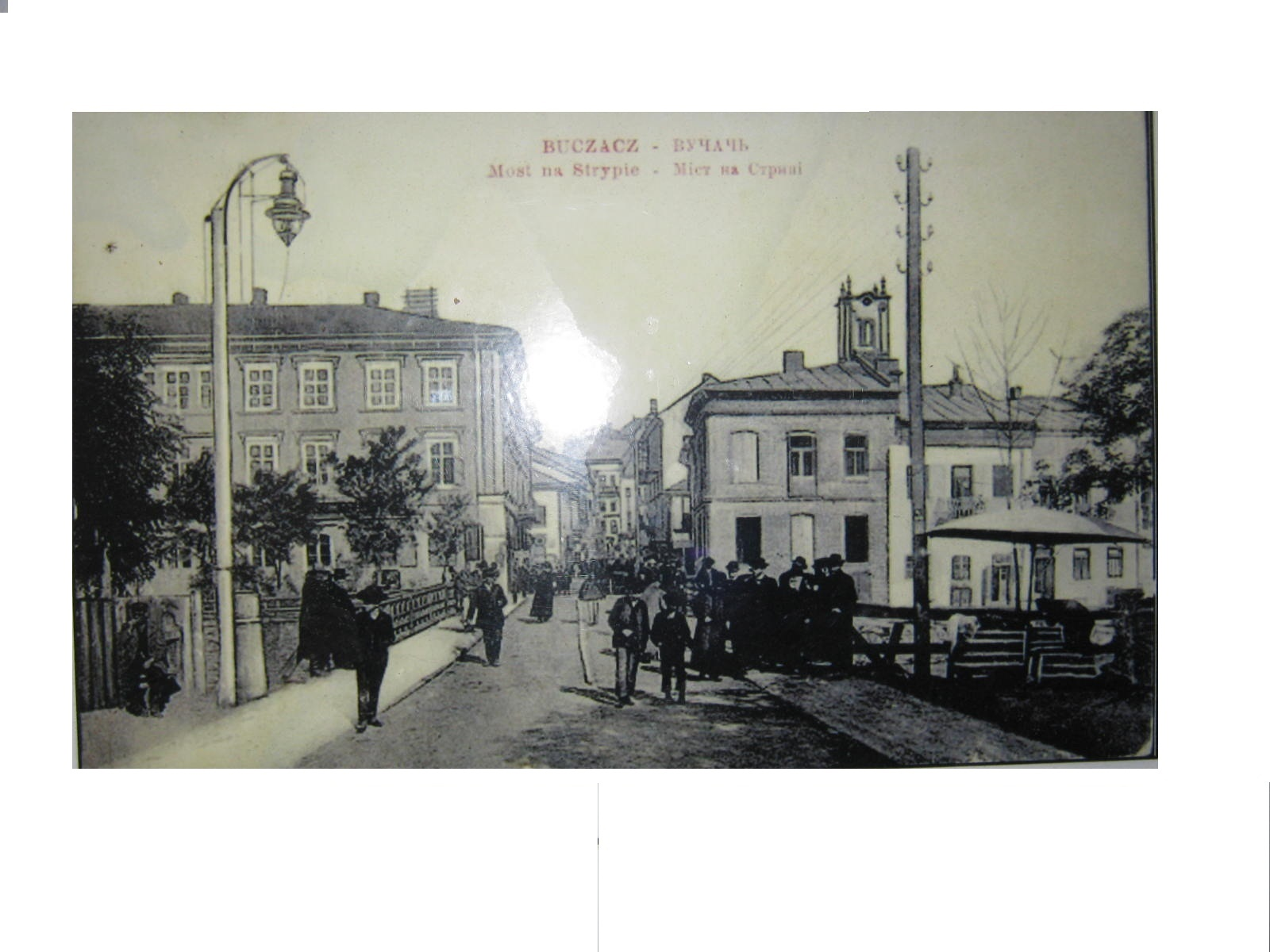
Бучач до I-ї світової війни. Справа за мостом — будинок банку «Праця» — осередку української громади міста

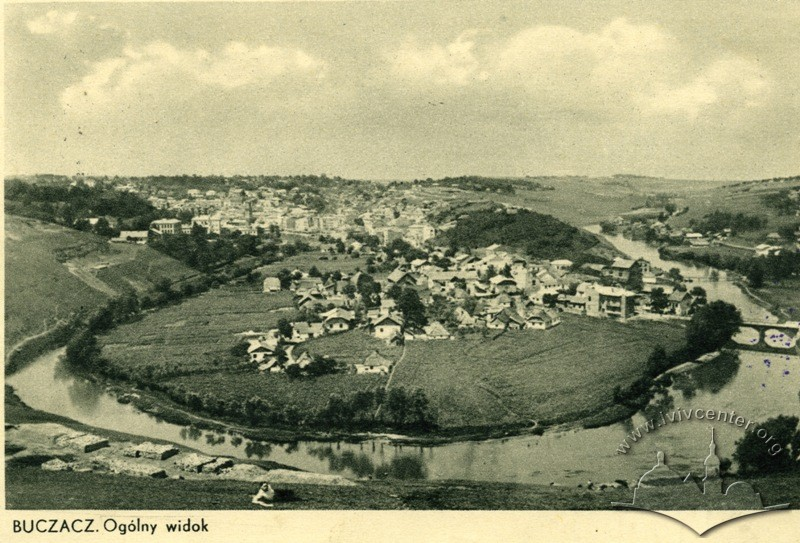
Вигляд на місто з відрогів гори Федір

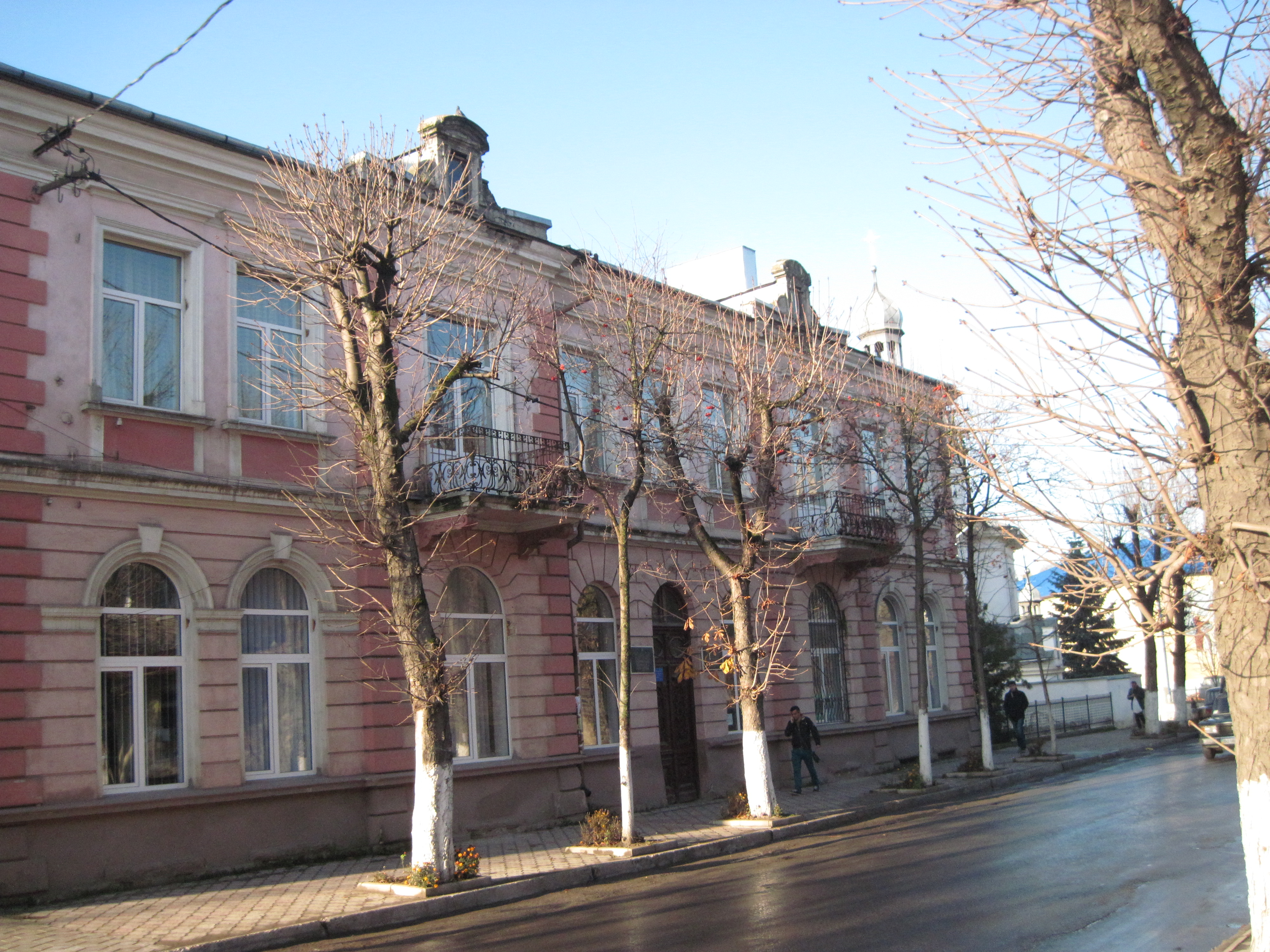
Будівля повітового староства (тепер бібліотека), осінь 2013

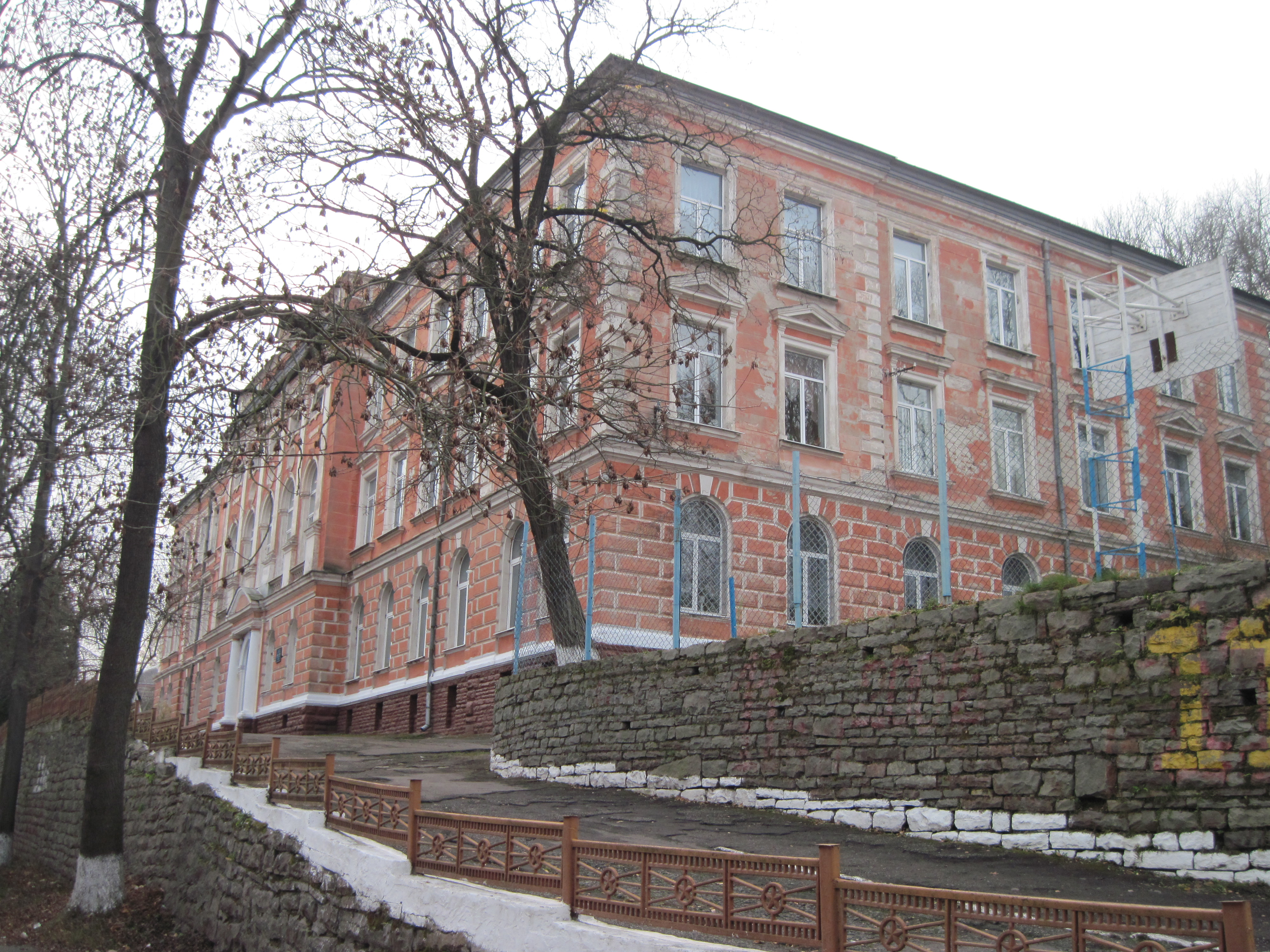
Ґімназія імени В. Гнатюка, осінь 2013

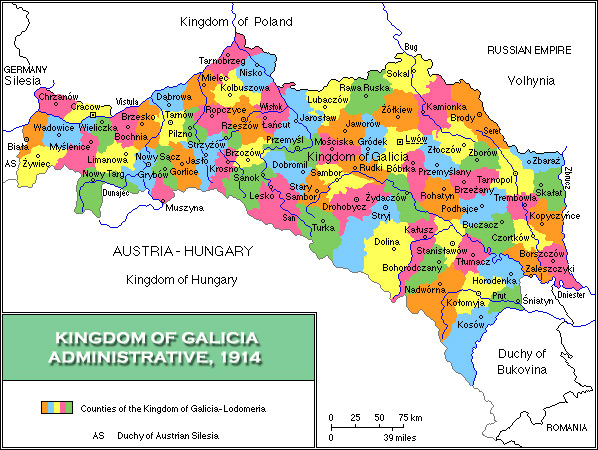
Бучач на мапі Адміністративний поділ Королівства Галичина, 1914 р.

Станом на 1880 р.: територія міста — 3055 моргів. Прокладення через місто в 1884 р. залізниці Станиславів — Гусятин призвело до пожвавлення розвитку промисловості й торгівлі, Бучач став одним з найбільших торгових містечок Галичини. У другій половині XIX століття Бучач славився ткацькими виробами та килимами, які виробляла фабрика в Підзамочку (була закладена в II-й половині XIX ст., за графа Оскара Потоцького) на засадах місцевого народного ткацтва (зокрема, працювали майстри Володимир, Іван, Степан, Дмитро Нагірянські). Галицький історик та фольклорист Садок Баронч написав перші історичні праці про Бучаччину — «Язлівецькі пам'ятки» (1862 р.), «Пам'ятки бучацькі» (1882 р.), видані у Львові.
1887 р. перебував на гастролях Театр товариства «Руська Бесіда»: серед акторів — Степан Янович (Курбас), дружина Ванда Яновичева, з ними піврічний син Лесь — майбутній реформатор українського театру.
У 1880-х роках під прикриттям протидії полонізації у місті посилились позиції москвофілів. Перед Першою світовою лідерами бучацьких москвофілів були лікар доктор В. Могильницький, гімназійний учитель Онуфрій Ґеців (платний агент). Утворене в місті відділення «Товариства ім. Качковського» утримувало бурсу для гімназистів (сприяли деякі священники — Ульванський, Копистянський), найбільше гімназистів-москвофілів було з Джурина.
15 липня 1893 р. перестала діяти василіянська гімназія в місті. У 1890-х роках збудовано приміщення державної 8-класної гімназії, в якій навчалися, зокрема, Адам Коцко, історик Іван Джиджора, художник Володимир Ласовський, письменник Осип Назарук, поет-січовик Іван Балюк, актор, сценарист Єжи Яніцький, інші відомі люди.
1907 р. заснована філія  філія товариства «Просвіти»: перші загальні збори відбулися 25 березня 1908 р., керівником став учитель гімназії Никифор Даниш(1877–1954) (читальня «Просвіти» існувала до утворення філії, понад 8 років містилася в домі Гриня Бобика; після утворення філії перемістилася до мешкання Гриня Чекановського, де була до 1914 р.). Почесним членом повітової філії «Просвіти» був Володимир Гнатюк — уродженець Бучаччини.
3—17 вересня 1905 року в місті відбулась виставка промислової та сільськогосподарської продукції, одним з переможців — золота медаль — стала продукція «Фірми Бачевського». На загальних виборах до Австрійського парламенту 1907 р. Бучач увійшов до 60-го сільського змішаного округу (IV курія; Бучач, Підгайці, Монастирська, Вишнівчик); депутат — львівський адвокат доктор Генрик Ґабль, заступник — доктор Лонгин Цегельський.
Перед I-ю світовою Бучач був одним із небагатьох повітових центрів Галичини, у якому мешкали міщани-українці; також — не було приміщення «Народного Дому», тому мандрівний театр «Руської бесіди» вистави давав, наприклад, у заїзді Шнітліха.
1914 р. величавим концертом було вшановано 100-ту річницю народження Тараса Шевченка.

### Перша світова війна

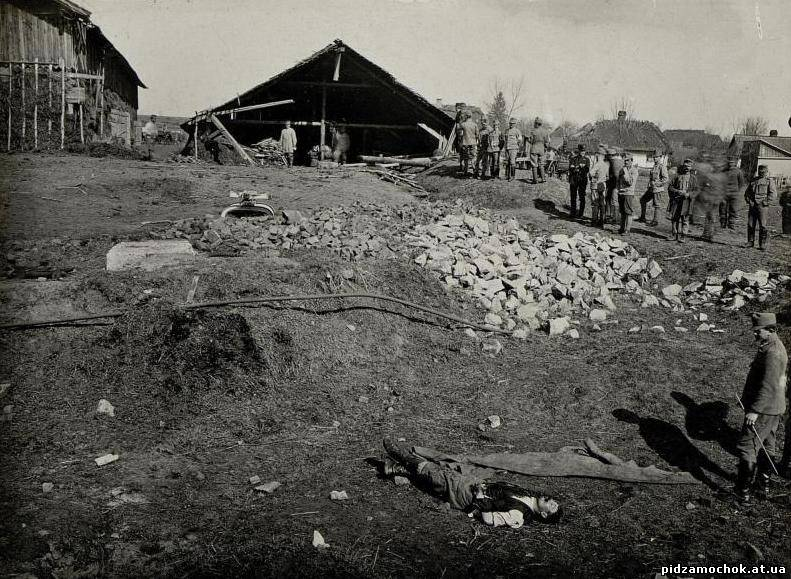
Наслідки бомбардування Бучача росіянами, 1916

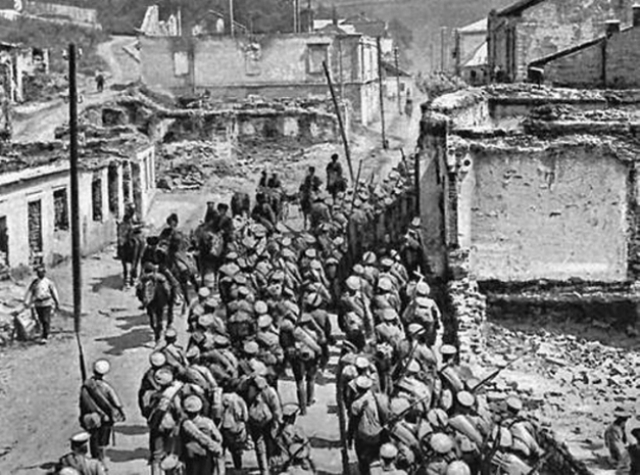
Московські війська вступають у зруйнований ними Бучач, 1916 рік

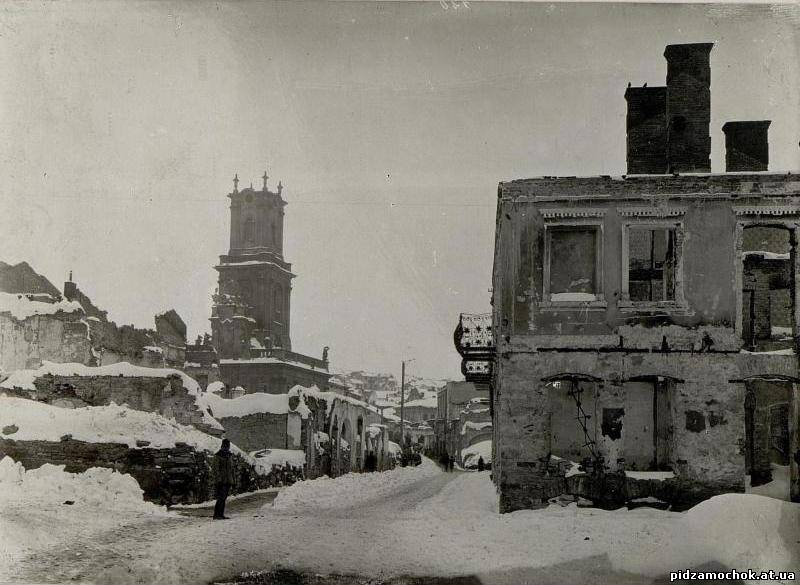
Бучач після руйнації росіянами в І-шу світову

Під час Першої світової війни в межиріччі Серету і Стрипи проходила лінія фронту. 15 серпня 1914 року в місто вступила Російська імператорська армія (розташовувався штаб 7-ї армії; після Лютневої революції в Росії активізувались більшовики), стояла тут безперервно до липня 1917 року, коли його знову відвоювали австро-угорсько-німецькі війська. Під час відступу росіян в ході П'ятої Галицької битви 12 липня 1917 р. місто залишили частини 7-ї російської імператорської армії, у місто увійшли частини армій Німецької імперії, Австро-Угорщини під командуванням генералів фон Ботмера, Вінклера.
На початку І-ї світової російські війська спричинили пожежу, вся середина міста і передмістя поза церкву Св. Покрови вигоріла дотла (згарища залишались до початку ІІ-ї світової). Місто (як Галич, Гусятин зокрема) було сильно зруйноване. В останні дня жовтня 1918 у місті була невелика військова залога, відділ для охорони тунелю на Нагірянці (в основному — галичани-ополченці), відділ саперів (в основному — боснійці-ополченці), які провадили вузькоторівку до Золотого Потоку. З проголошенням ЗУНР частини склали зброю. Шефом експозитури для відбудови поселень був майор Віктор Лучків. Станиця жандармерії була трохи більша, ніж у мирний час, серед них — українці (зокрема, заступник команданта Павло Кухтин з Переволоки). Останнім повітовим старостою був Людвік Бернацький, його заступником — барон Лєвартовський, посадником міста — Прусак.
За москвофільство було арештовано і вивезено до Талергофу: Івана та Стефана Беріз, Івана Лісовського, Григорія Громадського, Н. Мандіровича, д-ра Володимира Могильницького з дружиною, Антіна Шведу, Н. Нагірянського, Кирила Крижанівського (помер на тиф у таборі).

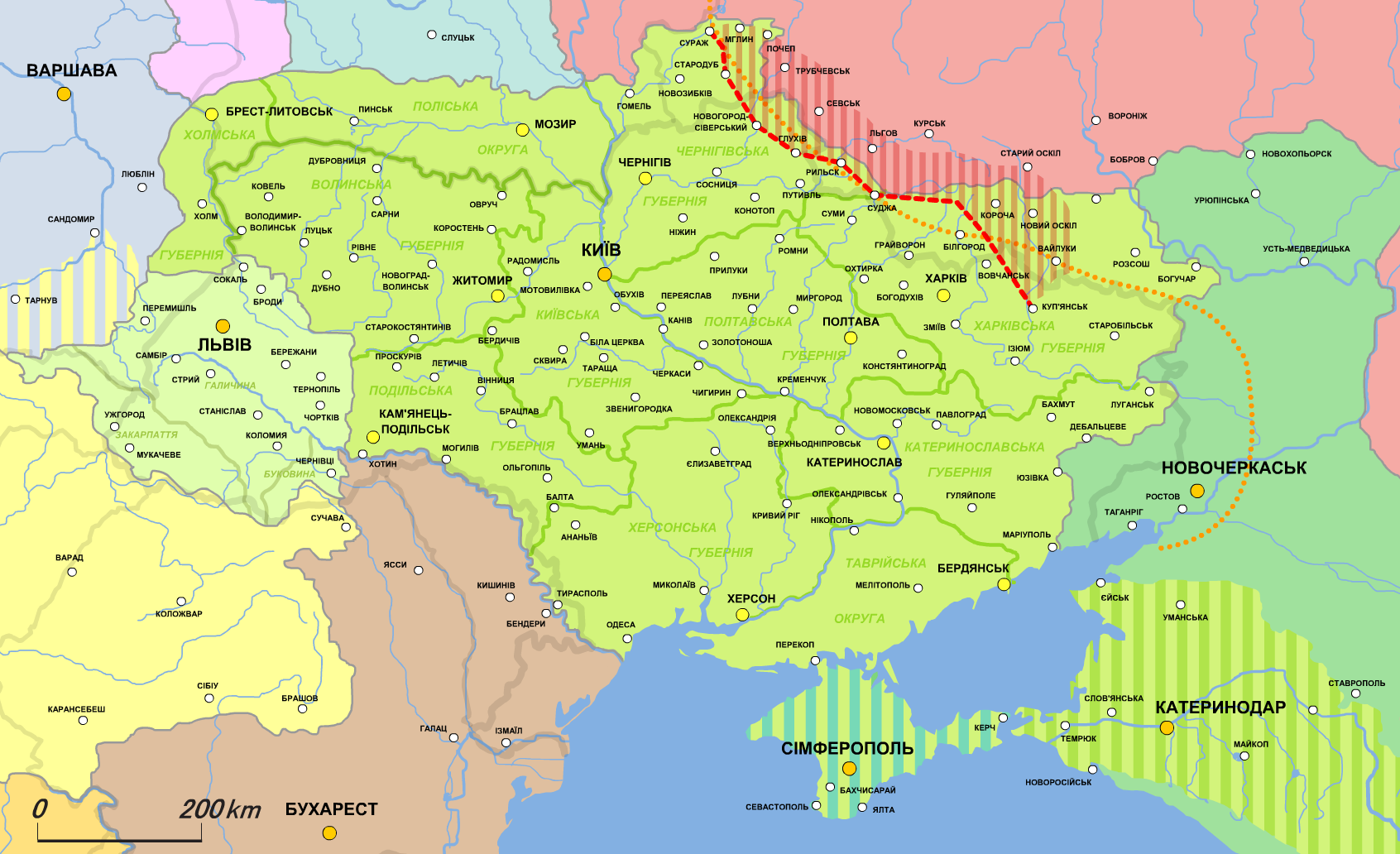
У складі ЗУНР (листопад 1918 року):
ЗУНР
Українська держава
Кримський крайовий уряд
Кубанська народна республіка
Всевелике Військо Донське
Білоруська народна республіка
Литовська республіка
Польська республіка
Австро-Угорщина
Румунське королівство
Королівство Сербія
Радянська Росія

Читальня «Просвіти» під час I-ї світової війни не діяла.

### Західноукраїнська Народна Республіка
1 листопада 1918 року українці перебрали владу в Галичині і створили Західноукраїнську Народну Республіку (офіційна назва від 13 листопада 1918 року). Перехід влади до українців у місті відбувся швидко (як і в Станіславі, Стрию, Коломиї, Бродах, Збаражі), спокійно. 1—2 листопада 1918 року місто увійшло до складу Української держави — ЗУНР. 2 листопада було встановлено владу Української держави в місті та повіті Бучач.
Першим міським головою (посадником) міста тоді був Рогозинський Климентій, першим державним повітовим комісаром (обраний на повітовій нараді більшістю голосів) — доктор Боцюрків Іларіон. Після виборів повітового комісара на зборах 7 листопада 1918 р. за участи 209 делегатів з 70 громад повіту представники власників великої земельної власності, пізніше — представники єврейської громади — склали заяву лояльности ЗУНР. Делегатом до Української національної Ради був Остап Сіяк. Помітний вплив на життя міста того часу мала родина його пароха о. Дениса Нестайка.

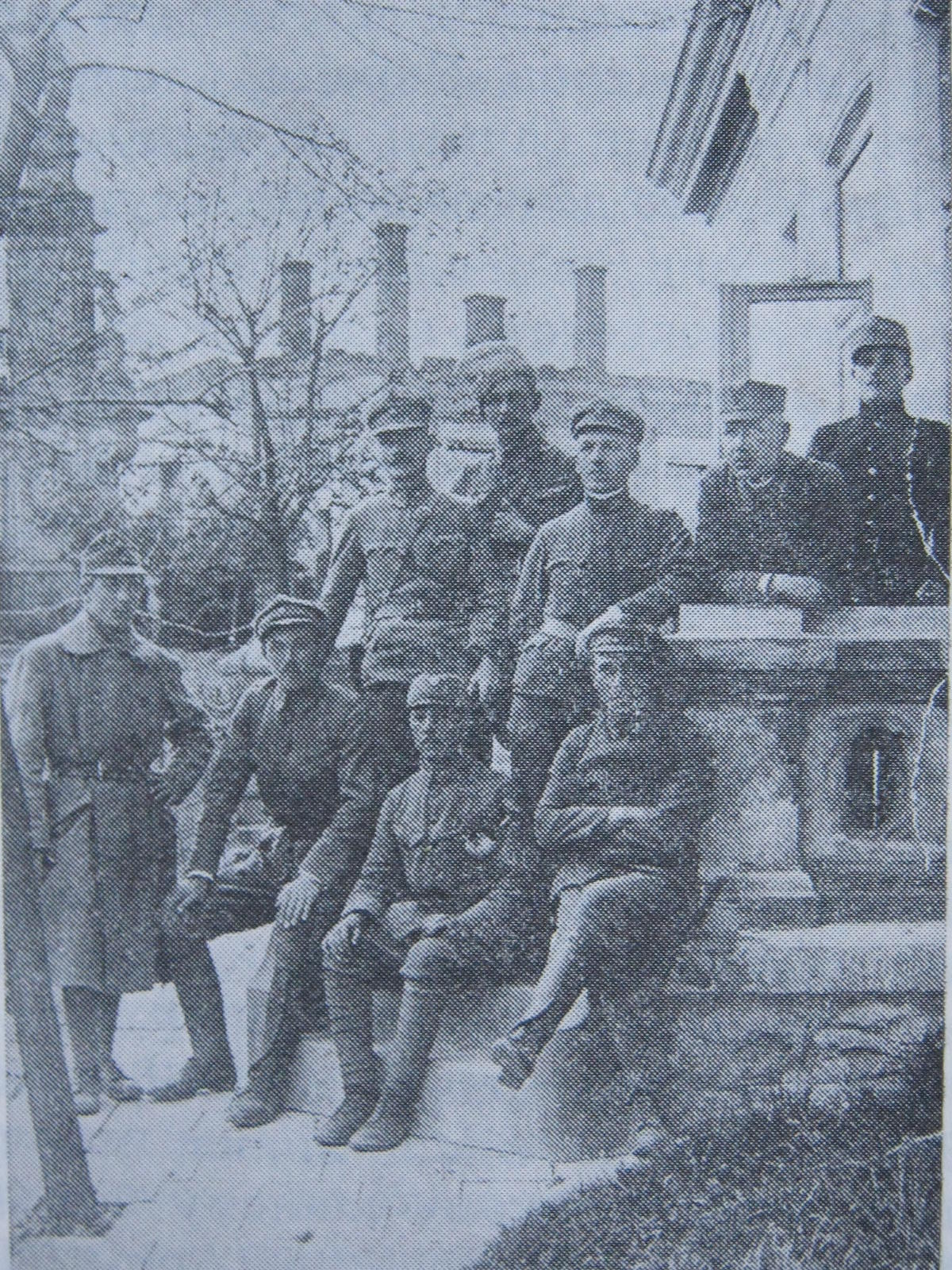
Вояки УГА в Бучачі, 1919 р.

Тимчасові призначення ЗУНР (для повіту): майор інженер Лучків Віктор — військовий командант (невдовзі четар Михайло Босаків), хорунжий Евген Носковський — залізниця, поручник Юліян Нестайко — жандармерія (невдовзі Павло Кухтин), Теодор Марків — начальник суду, Матитчак — скарбовий уряд, професор Василь Винар — шкільництво, Сіяк Остап — пошта.
Зі Станиславова до Бучача евакуйовано уряд ЗУНР за допомогою збройного залізничного загону на чолі з сотником Іваном Сіяком.
Травень — червень 1919 р. — у місті перебувала Начальна Команда Галицької Армії (2-чі: I-й раз — під час відступу до «Трикутника смерті», вдруге — після звільнення міста від польських окупантів під час Чортківської офензиви).
2 червня 1919 р. в монастирі відбулася нарада з участю президента ЗУНР доктора Євгена Петрушевича, державних секретарів, генералів Михайла Омеляновича-Павленка і Олександра Грекова, полковника Віктора Курмановича та інших старшин УГА. Переглядали «фатальну ситуацію на фронті», вирішили використати всі можливості для оборони Галичини, у крайньому випадку — перевести УГА за Збруч.
У період ЗУНР в місті було відкрито українську гімназію (всього в ЗУНР — 20).
10 червня 1919 року передові частини II-го Корпусу УГА підійшли до міста, куди противник перекинув резерви, виявлені летунами УГА. Важливу роль при звільненні міста відіграла артилерія УГА. 11 червня місто було визволене від польських військ. Першими увійшли в місто артилеристи сотника Степана Когута, батарейці Володимира Ґалана, які відбили сильну контратаку уланів. Безпосереднім учасником подій був отаман Степан Шухевич, який відзначав дії начальника штабу II-го Корпусу УГА Альфреда Шаманека. В ті дні добровольцями стали УГА близько 5 000 мешканців міста та повіту. 19 червня 1919 р. до міста переїхала НКГА, у Бучачі почала формуватися 16-та Бучацька бриґада (комендант — отаман Антін Виметаль.
Місто було одним з орієнтирів планованого напрямку наступу армійських груп польських генералів Ю. Галлера (Сокаль — Красне — Бережани — Бучач) та Івашкевича (напрямок Самбір — Дрогобич — Стрий — Бучач) весню 1919 р. Бучач — один з опорних пунктів базування УГА (також Чортків, Заліщики) під час відступу УГА під натиском поляків наприкінці травня 1919 р. Місто входило до планованого коридору наступу УГА (під командуванням генерала М. Тарнавського; напрямок Чортків — Бучач — Станіслав — Калуш — Стрий — Лавочне) для отримання виходу до Чехословаччини.

### У складі Польської республіки
Після закінчення першої світової війни почала діяти Версальсько-вашингтонська система. Бучач, як частина ЗУНР, був анексований Польщею. У липні 1919 року місто окупували польські війська.
Наприкінці липня — на початку серпня 1920 р. більшовики створили в Чорткові ударну групу для наступу на Бучач. У серпні 1920 р. в місті перебував штаб Дієвої армії УНР під командуванням генерала М. Омеляновича-Павленка. 6 серпня більшовиками було проведено гарматний обстріл міста, війська УНР опинились в небезпеці оточення, тому генерал М. Омелянович-Павленко віддав наказ покинути місто. 11 серпня при допомозі Волинської та Київської дивізій місто було звільнене від червоних. До 17 серпня бойових дій не було. 18 серпня за наказом командування війська УНР покинули місто через прорив червоними лінії фронту в районі Ходорова.
18 серпня — 15 вересня 1920 р. під владою більшовиків. Бучацький ревком (голова М.Галон) виконував декрети більшовицького Галицького революційного комітету (Галревкому), що містився в Тернополі. Каральним органом була Галицька Чрєзвичайна (Надзвичайна) Комісія (ГЧК, ГНК, так звана ГАНКА). В місті ГАНКА (чекісти) організувала показовий суд..
Від більшовиків місто 16 вересня звільнили частини Дієвої Армії УНР (Бучацький повіт визволяла середня група під командою генерала Олександра Загродського в складі 1-ї Запорізької, 2-ї Волинської, 6-ї січової дивізій група.

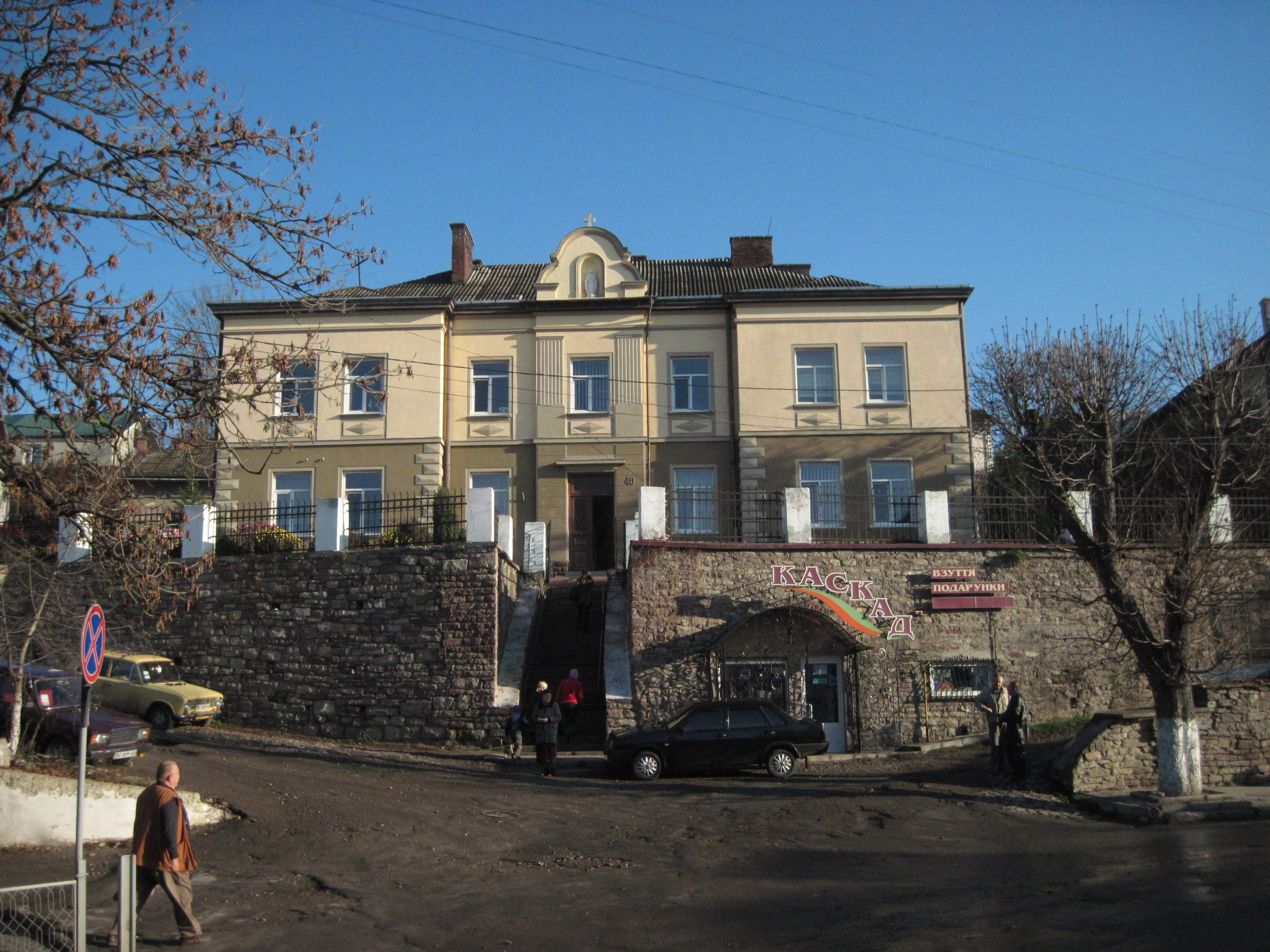
Дитяча захоронка (тепер поліклініка), осінь 2013

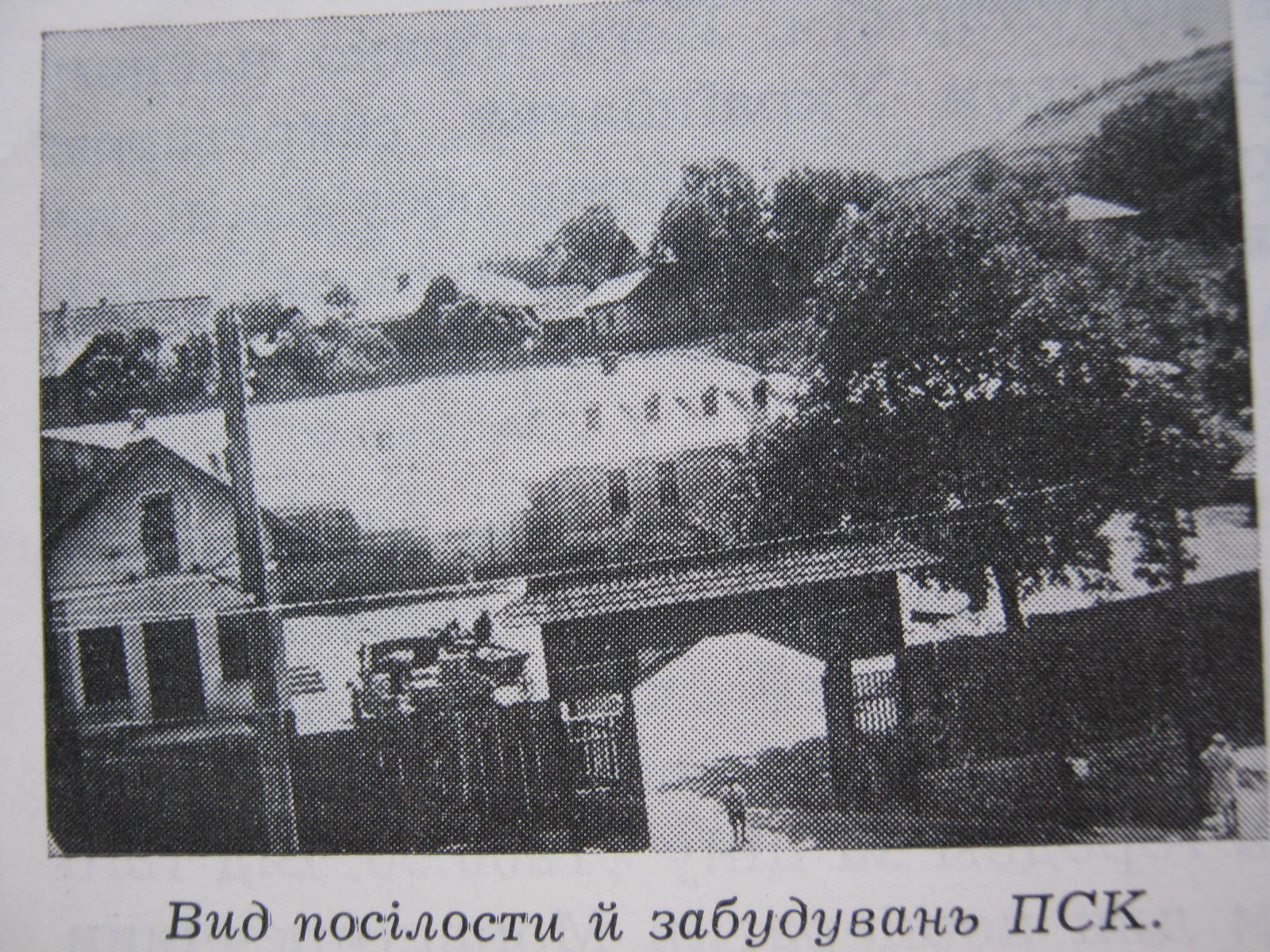
Забудова Повітового Союзу Кооператив

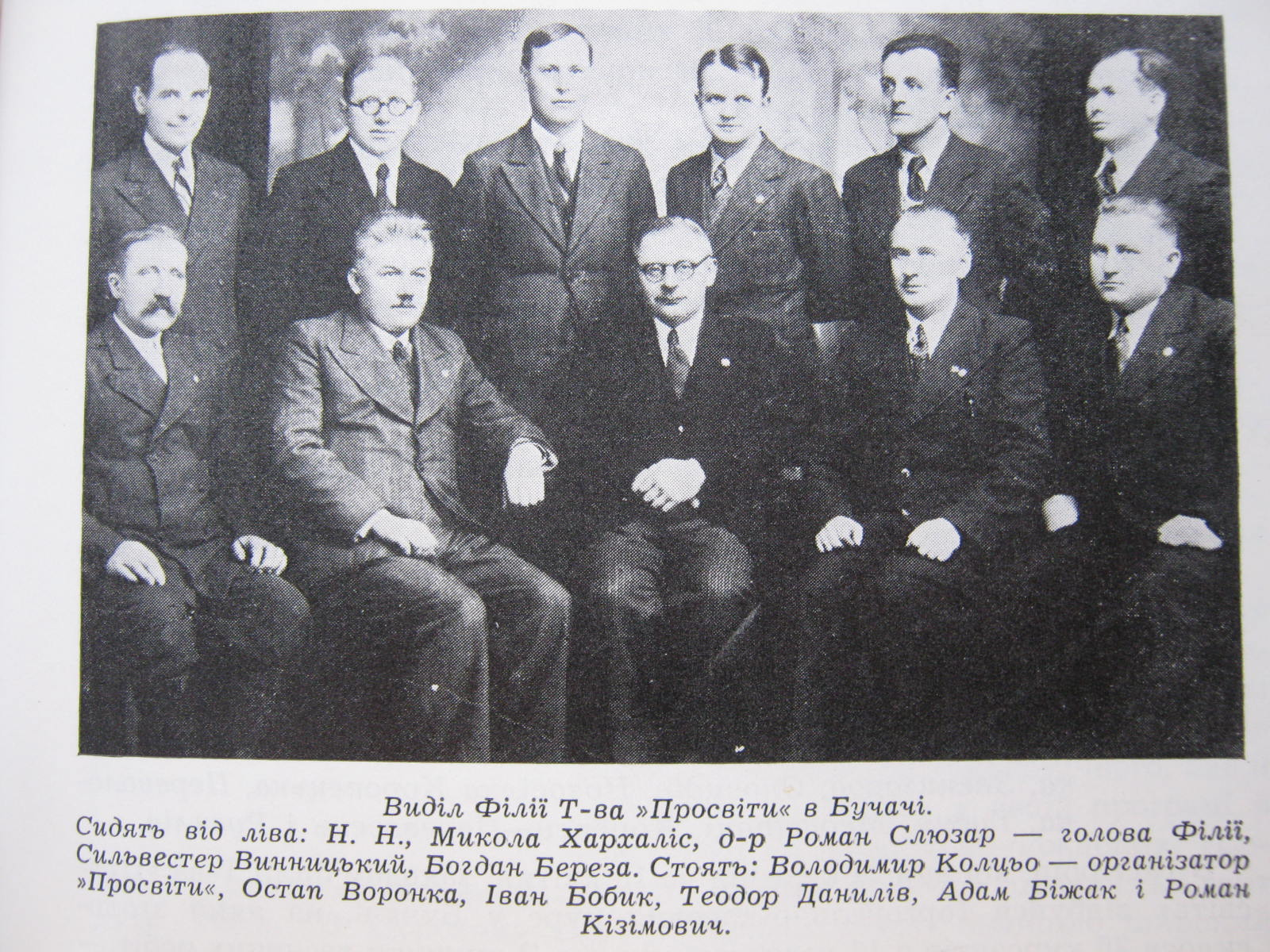
Діячі «Просвіти» Бучача, повіту

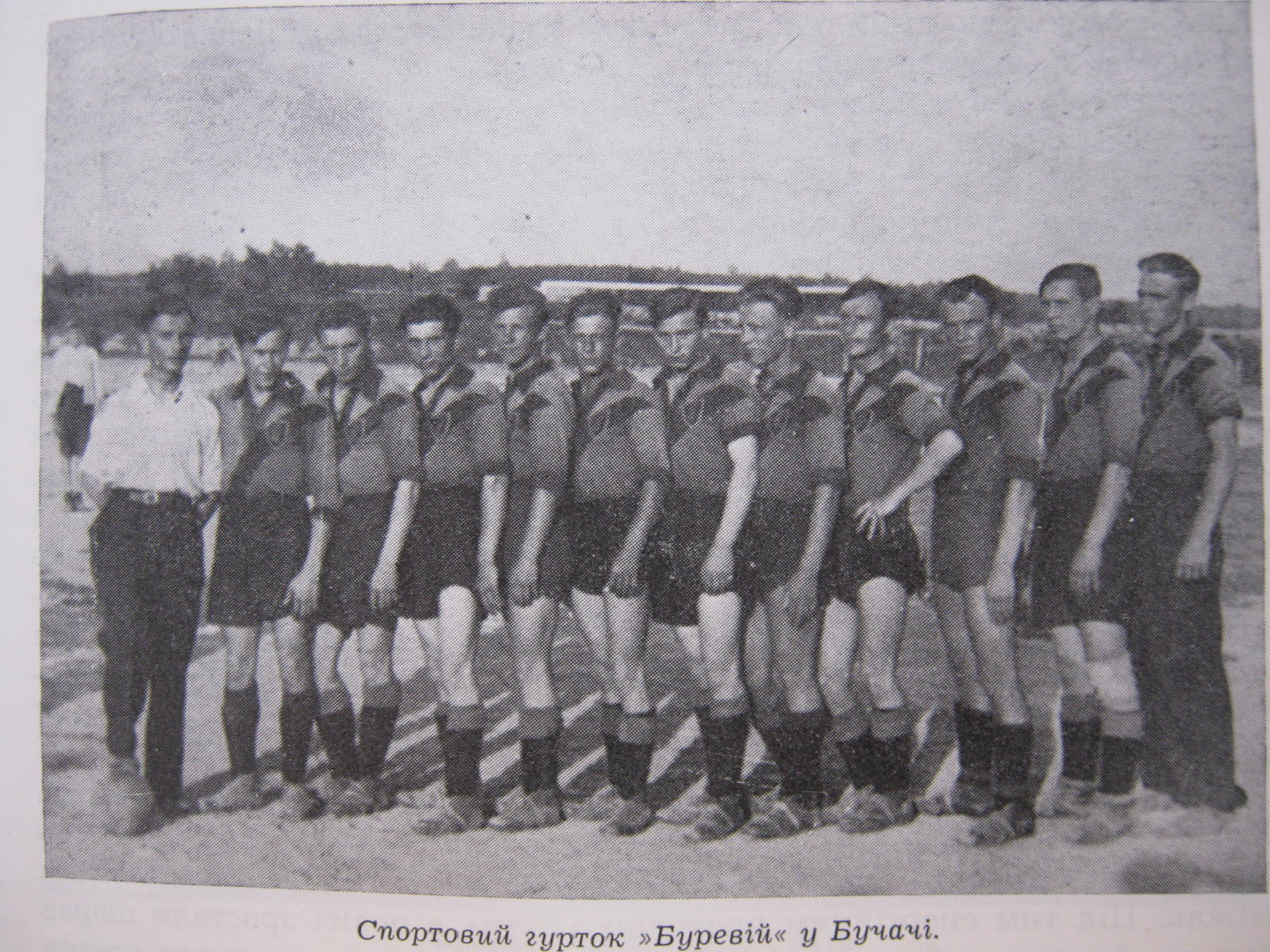
Команда «Буревій»

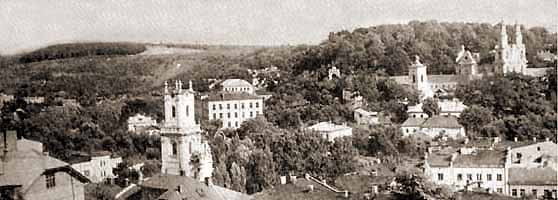
Старий Бучач

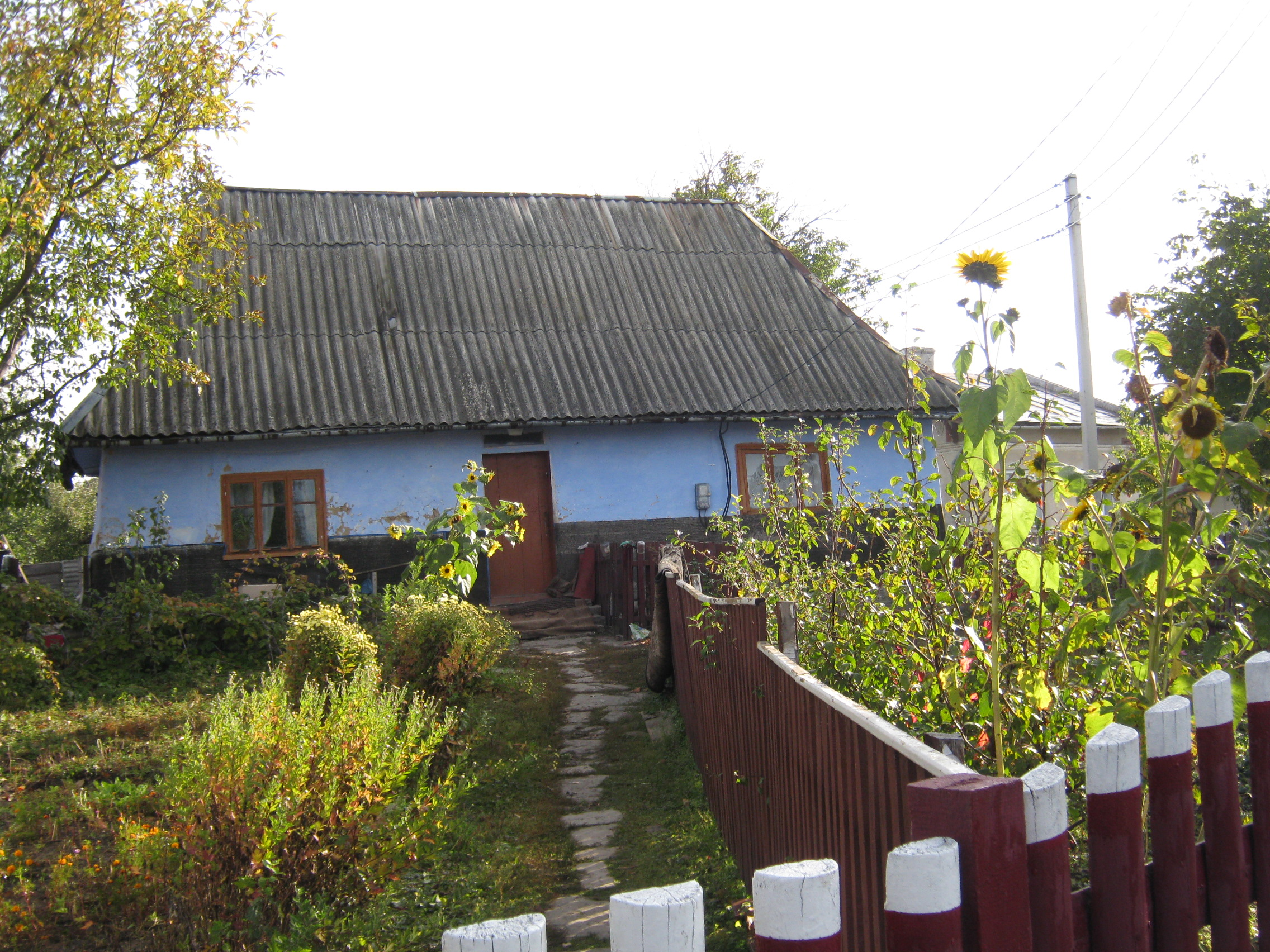
Стара хатина. Бучач-Нагірянка

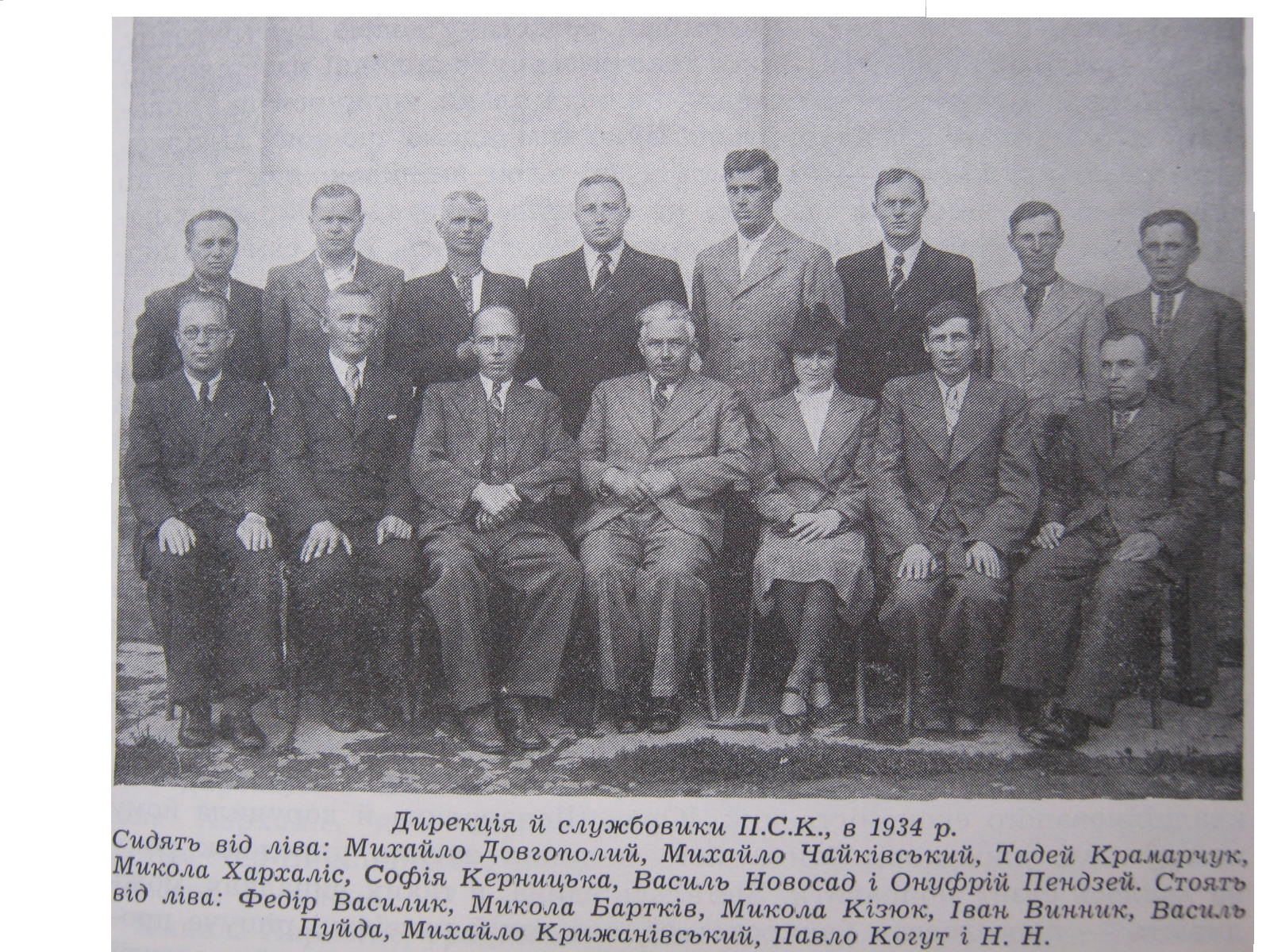
Керівництво Повітового Союзу Кооператив

3 грудня 1920 уряд Польщі видав закон щодо тимчасового адміністративного поділу, за яким Бучач став центром повіту польської держави і був ним до 1939 року. Тодішній польський уряд не думав надавати Галичині автономію, посилив заходи, щоб припинити український розвиток, проводячи політику полонізації.
1921 р. значна частина міста (центр, найближчі вулички), спалена в перших роках I-ї світової, була в руїнах. Усупереч утискам українського населення з боку польської окупаційної адміністрації, вона докладала певних зусиль для збереження, відновлення обличчя міста.
1922 р., за почином учнів та учениць-семінаристок створено бібліотеку (містилась в найбільшій з кімнат банку «Праця». Після війни 1918—1919 років, попри тиск влади, відновлюють роботу українські громадські організації «Просвіта», «Пласт», «Сільський господар», «Рідна школа», «Сокіл»; члени повітових філій товариств «Просвіта» та москвофільського «Товариства ім. Качковського» утворюють «Українське міщанське братство» (УМБ), яке діяло на основі статуту «Просвіти» (1923 р.): у 1923—1924 роках було збудовано будинок УМБ, засновано бібліотеку товариства «Просвіта», 1924 року — повітову учительську бібліотеку.
24 серпня 1924 р. відбулись установчі збори «Бучацького Повітового Союзу кооператив» (ПСК) (головою Надзірної (тепер спостережної) Ради було обрано пароха Бучача о. Дениса Нестайка, після нього був о. Іван Галібей; директорами були доктор Роман Слюзар, Сильвестр Вінницький.
Педагог, музикант Софія Ілевич відкрила в місті музичну школу на початку 1920-х років. 1927 р. в місті відкрив адвокатську канцелярію доктор Михайло Гринів.
Перед Другою світовою в місті діяли такі Марійські дружини (надалі М. Д.):
- М. Д. Пань — канонічно ериґована, аґреґована до Риму у 1932 р., мала 27 членкинь, провідник о. М. Р.
- М. Д. дівчат-міщанок — членкинь 75, провідник о Висаріон Бородайко ЧСВВ
- М. Д. учнів при Інституті отців Василіян, членів 54, провідник о. Йосафат Маркевич ЧСВВ
- М. Д. учнів державної ґімназії, членів 40, провідник о. Іван Терешкун
- М. Д. учениць державної ґімназії, членкинь 29, провідник о. Іван Терешкун
- М. Д. ремісників, членів 33, провідник о. Макарій Ґрень ЧСВВ.[165]

За цей час було зведено будинок «Каси хворих», до якого після І-ї світової перенесли «скарбовий уряд».
1 квітня 1934 р. територія міста розширена шляхом вилучення із села Нагірянка присілку Гавронець і включення його до міста.

### Перші «совіти»
Вересень 1939 р. Галичину зайняли червоноармійські війська, 18 вересня 1939 р. в місто прийшов тоталітарний сталінський режим.
Прихід нової влади по-різному зустріли представниками як етнічних громад Бучача (української, єврейської, польської), так і різних соціальних прошарків — інформовані жителі знали про Голодомор, репресії 1937–1939. На жаль, для нової влади чільні представники української громади міста становили «буржуазно-націоналістичну» загрозу, були «занадто інтелігентними та свідомими», тому їх переслідування не забарилось (зокрема, у квітні 1940 року з двірця (залізничної станції) Бучача до Казахстану виїхало 28 товарняків з 694 особами), а закінчилось воно жахливою різнею перед відступом більшовиків з Бучача. Тільки 1989 року рештки 148 бучачан, знайдених у підвалі церкви Св. Покрови, були поховані в спільній могилі біля цього храму.
Спротив новому режиму чинили українці (зокрема, члени ОУН), поляки (створили підпільну організацію для боротьби з більшовиками).
За нової влади почала виходити районна газета «За нове життя», на базі майстерні створили ливарно-механічний завод, відкрили зооветеринарний технікум (перевели з Язловця). Під час відступу більшовики знищили та спалили міський архів.

### Гітлерівська окупація

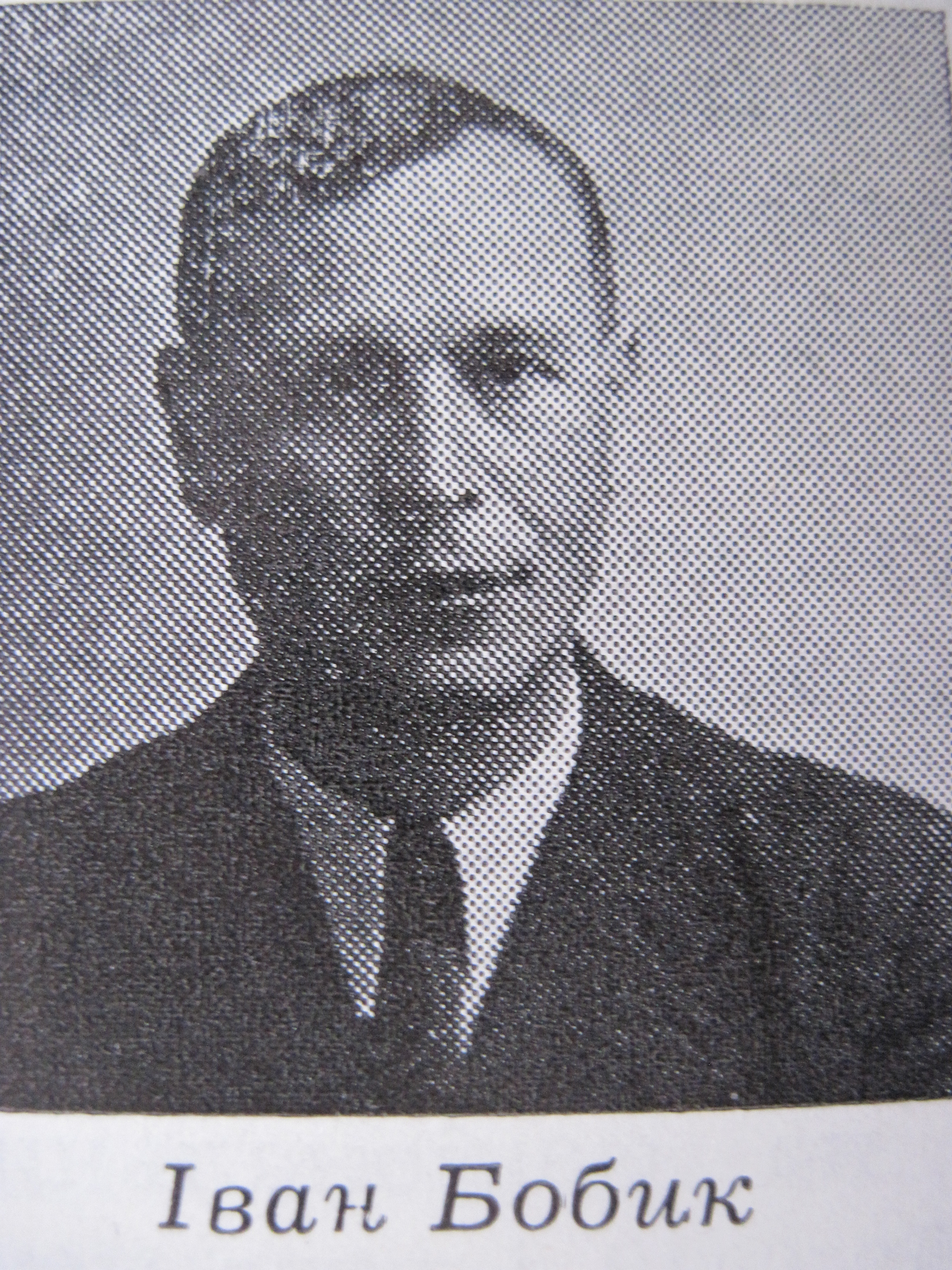
Староста Іван Бобик

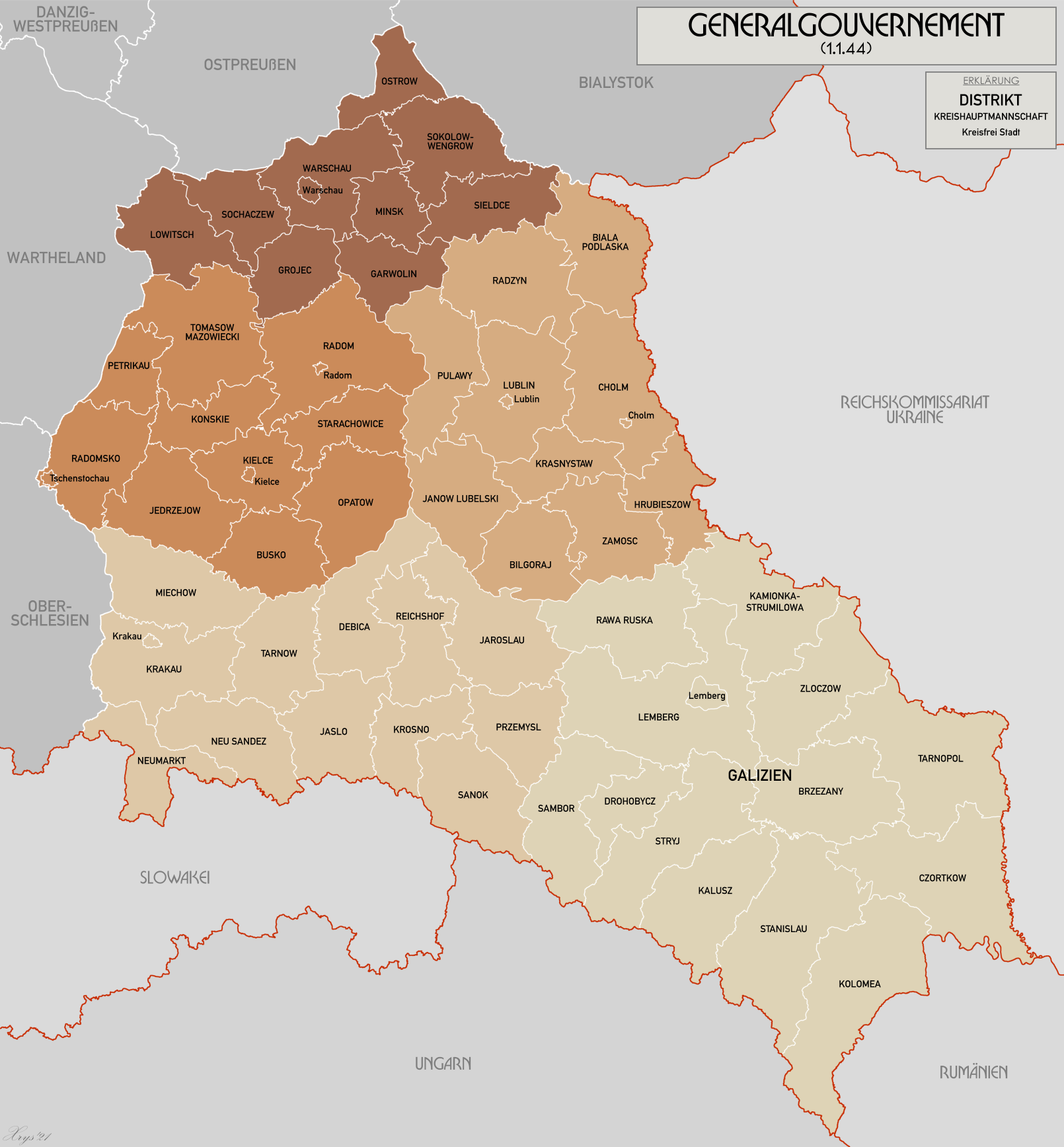
Повіти Дистрикту Галичина на мапі Генерал-губернаторства Польща

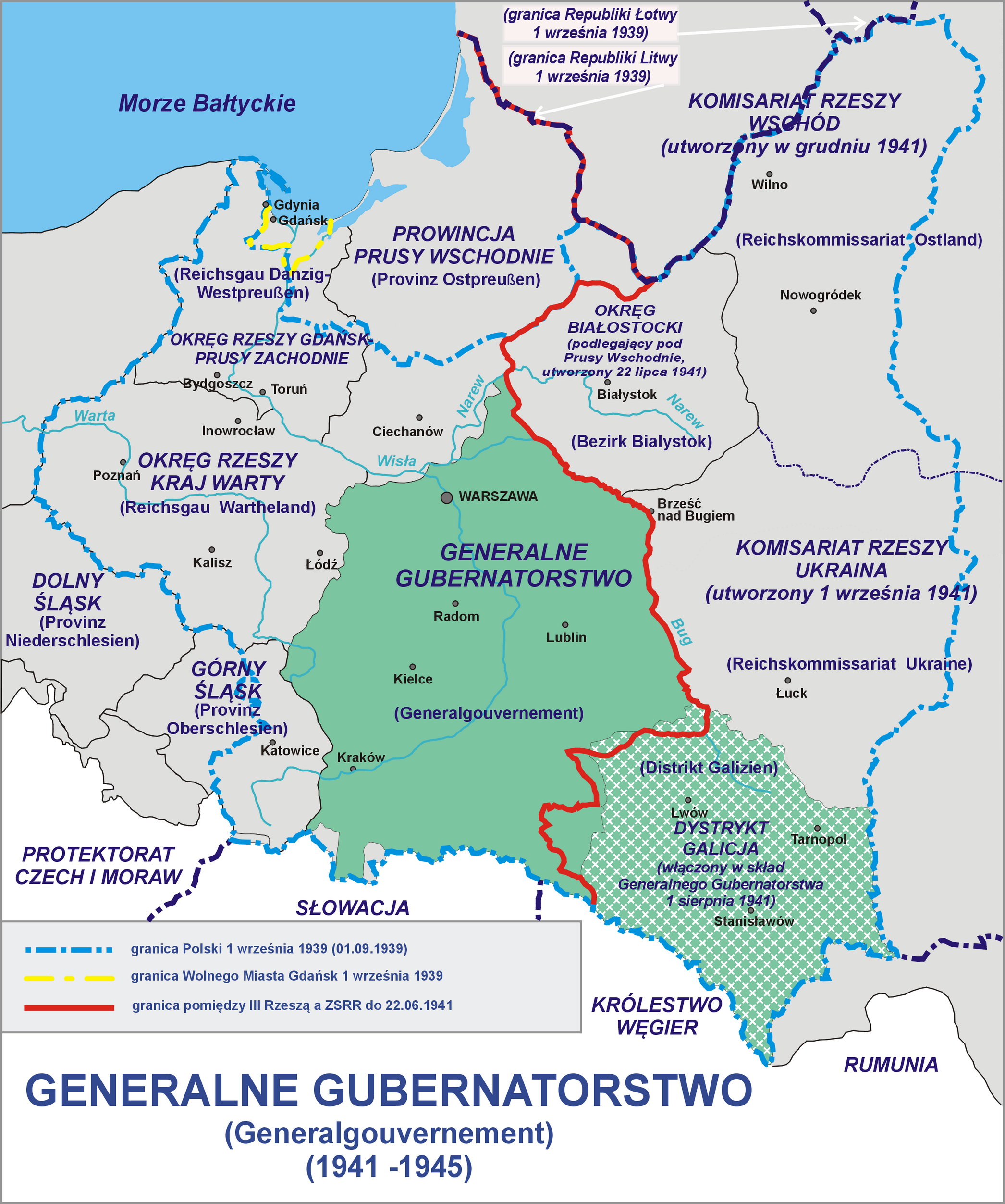
Ґенеральна губернія, Дистрикт Галичина, Райхскомісаріат Україна у 1941—1945 рр.

Аерофотосвілину повоєнного міста дивіться в Ізраїльській вікі.
5 чи 7 липня 1941 р. Бучач зайняли війська вермахту. Проведений нашвидкуруч перепис встановив: проживали понад 8000 євреїв, трохи більше 3600 українців, 3500 поляків. Спочатку Бучач увійшов до окружного староства (крайсгауптманшафту) Бережани, а згодом — входив до окружного староства Чортків (нім. Kreishauptmannschaft  Tschortkau). Крайсгауптмани: Ґерхард Літтшваґер, Ганс Куят.
З 1 березня 1943 ляндкомісаром Бучача був нім. Verwaltungsobersekretär Вальтер Гофер. 1 липня 1943 року було утворено «Ляндкомісаріат Бучач» (нім. Landkommissariate Buczacz).
Гітлерівці знищили близько 7500 жителів міста і району, переважно євреїв. Молодих людей примусово вивозили на роботу до Німеччини. Під час Другої світової війни колію залізниці у напрямку до Станіславова було зруйновано, пізніше — розібрано, не відновлено по цей час (місцями залишилися насипи — «штрики»).
Перше повідомлення влади для єврейської громади було у серпні 1941 р. 800 молодих чоловіків були ув'язнені в бучацькій тюрмі, наступного ранку розстріляні. Частина молодих робітників була переведена до концтабору у Великих Бірках (ніхто не повернувся). Восени 1942 р. утворили «ґетто» та окремий табір біля вулиці Підгаєцької; число євреїв доходило до 15000 осіб. 17 жовтня 1942 р. гітлерівці розпочали першу масштабну так звану «Акцію» у Бучачі. Нацистська поліція порядку та, під примусом, українська поліція нападали на єврейські домівки і насильно конвоювали мешканців на міську площу; деякі євреї ховались в підвалах та бункерах, тож почалися ретельні обшуки. Більшість бункерів були добре замасковані, гітлерівці розбирали будинки та руйнували фундаменти, сподіваючись знайти захованих. Багато спромоглися втекти з площі, де їх зібрали перед відправленням, близько 200 вбили при спробі втечі. Того дня заарештували 1600 осіб, яких потім відправили на залізничну станцію для транспортування в запечатаних товарних вагонах у табір смерті в Берґен-Бельзен. 30 листопада 1942 р. була ще одна «акція» (знищено 1800 осіб). У червні 1943 р. місто проголошене «Юденрайн» (вільне від євреїв), залишки примусово вивезені ніби до Копичинець, розстріляні в околиці Товстого. Місто було визначене гітлерівцями як «Judenfrei» у квітні-травні 1943 р. (жоден єврей, під загрозою негайного розстрілу, не мав права перебувати). Залишились живими близько 50 осіб.

### Другі «совіти»

#### Репресовані

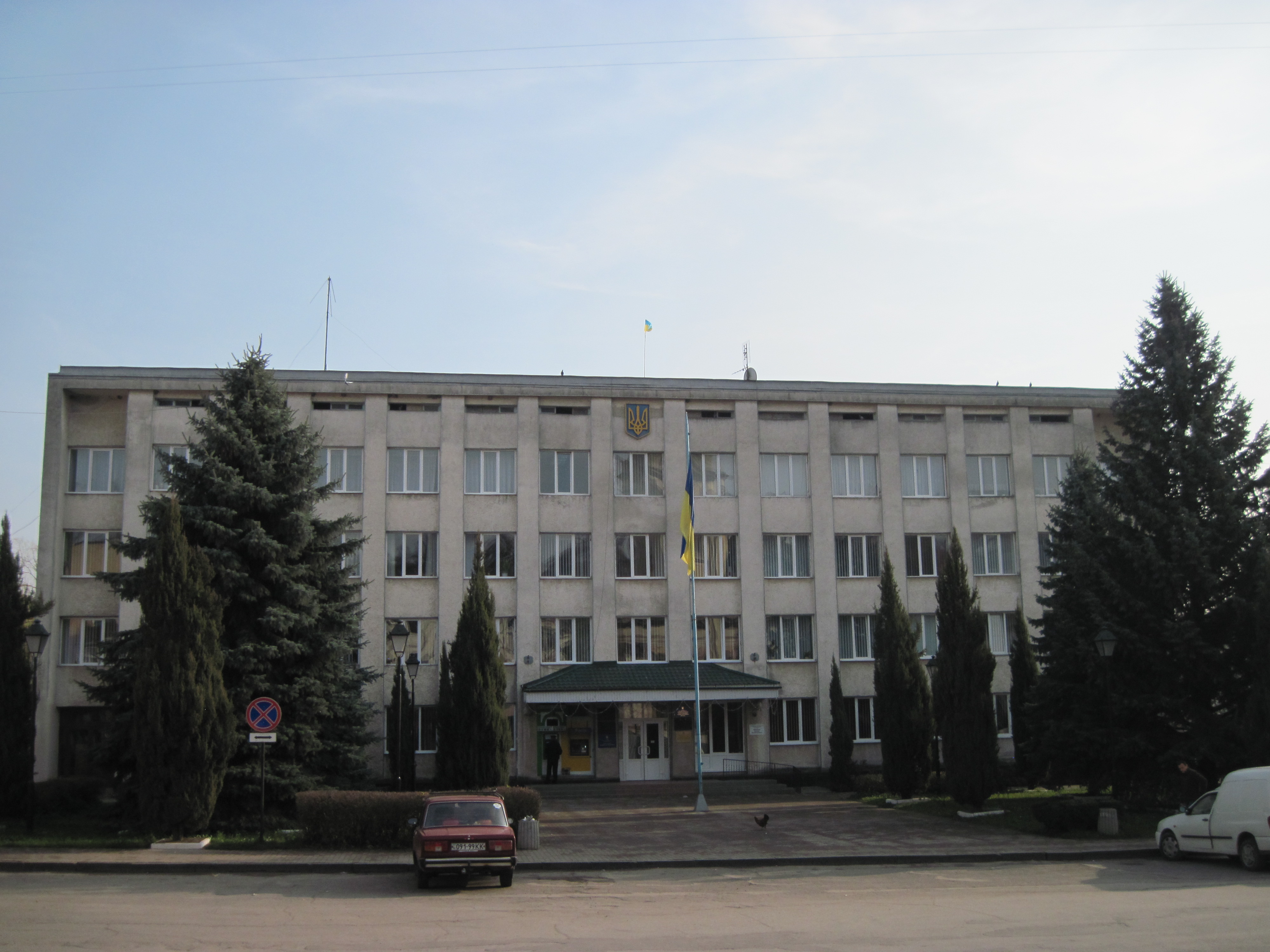
Будівля райдержадміністрації, осінь 2013 (аналогічний до будівлі Любомля

Червона Армія вдруге зайняла Бучач 21 липня 1944 року, місто стало районним центром УРСР. Боротьбу проти гітлерівських окупантів вели ОУН та підрозділи УПА. За 100 м за корпусом СПТУ височить символічна могила-курган, насипана 1992 року в пам'ять полеглих за волю України членів ОУН, вояків УПА.
Одним зі «звичаїв» в роботі місцевого НКВД було залишати тіла вбитих біля стіни власної будівлі на кілька діб. Родичі загиблих боялись чи остерігались підійти, бо могли отримати по 25 років тюрми чи таборів. Тіла потім вивозили, зокрема, на міський цвинтар на Федір-горі, де їх іноді їли собаки. Зокрема, так сталось із загиблим повстанцем Дмитром Тичишиним (псевдо «Меч»), тіло якого 3 доби лежало біля «управи», після вивезення його на цвинтар собаки відгризли голову.
Після війни старе місто частково відбудували; розширили територію шляхом передмість, житловий, промисловий потенціал. Тоталітарний режим і надалі проводив «зачищення» міста від «буржуазно-націоналістичного елементу»: потрапляли в тюрми, табори та на спецпоселення представники довоєнних інтелігенції, підприємців; іноді повторно, після повернення до Бучача (родини Берез, Крушельницьких та ін.). З храмів діяла тільки Миколаївська церква, примусово переведена до РПЦ. Костел Внебовзяття, монастир отців Василіян, церква св. Покрови використовувались не за призначенням (у них розміщувалися склади, музеї), було частково зруйновано придорожні статуї роботи Й. Ґ. Пінзеля. На жаль, почали приживатись безбожництво, лихослів'я, пияцтво та інші неодмінні атрибути більшовицького способу життя, в приміщенні колишнього відділку НКВД облаштували кафе «Золота рибка».
1947 р. організовано автошколу, 1950 р. — школу механізації сільського господарства (тепер СПТУ № 26). 1951–1980 рр. діяла обласна школа майстрів сільського господарства, 1952 р. в приміщенні колишнього млина Потоцьких почала працювати ГЕС (працювала до 1972 р.), 1953–1956 рр. — школа медичних сестер (медучилище).
1955–1958 рр. на західній околиці міста побудовано цукровий завод, біля нього — селище цукровиків і середню школу. Відкрито дитячі школи — художню (1960 р.), музичну (1963 р.) та спортивну (1965 р.). На східній околиці міста, біля Трибухівців, у середині 1970-х зведене навчальне містечко радгосп-технікуму; Бучацький коледж Подільського ДАТУ, створений на його базі 1999 року, — один із найбільших навчальних закладів України цього профілю. 30 грудня 1982 р. — початок діяльності Бучацького історико-краєзнавчого музею.
Початок 1970-х — реконструкція центральної частини міста: знесено пам'ятник В. Леніну, зведено адміністративну будівлю. Кінець 1980-х: стан будівель монастиря оо. Василіян був аварійним, ратушу почали відновлювати.

### Період незалежної України

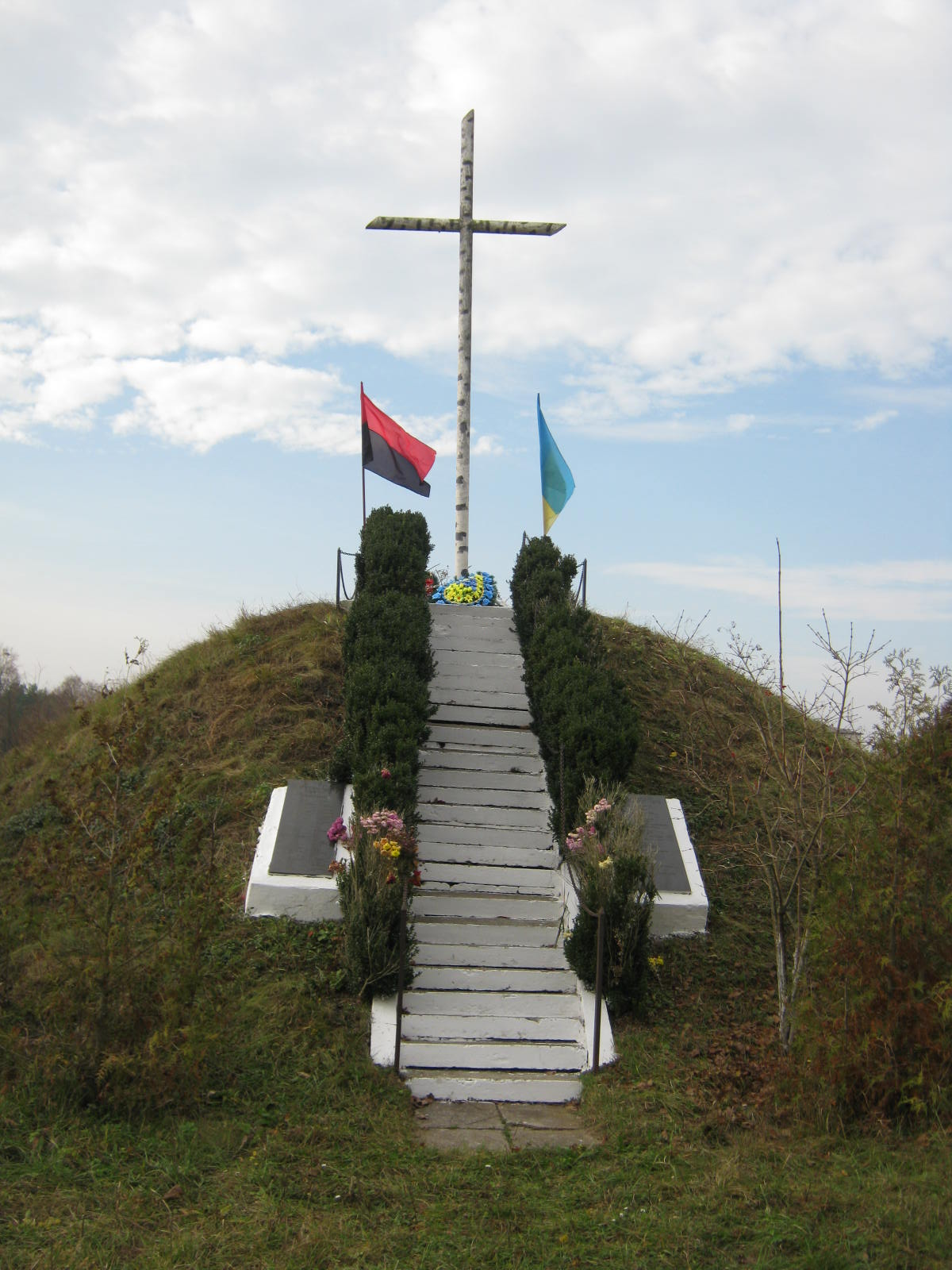
Символічна могила вояків ОУН, УПА. Гора Федір

Після відновлення незалежності України місто почало набувати європейських обрисів: позбулось частини «радянського спадку», частково відновлено пам'ятки архітектури, почастішали відвідини іноземних туристів. Спеціалістами кафедри реставрації та реконструкції архітектурних комплексів (РРАК) Львівської політехніки (завідувач — уродженець Бучача Микола Бевз) розроблена науково-проектна документація для відкриття історико-культурного заповідника в місті, спроби створення якого були невдалими. Донині не відреставровано ратушу, у незадовільному стані — приміщення художньої школи.
Почала виходити газета «Золота Пілава» (тепер «Нова доба»), інтернет-видання «Бучацькі оголошення», сайти «Бучач сьогодні» [Архівовано 30 березня 2015 у Wayback Machine.], новини». У серпні 2000 року у Бучачі відбувся Синод Єпископів УГКЦ, на якому було створено дві нові єпархії — Стрийську і Сокальську, реорганізовано Тернопільську і Зборівську: утворено Тернопільсько-Зборівську та Бучацьку єпархії. 24 листопада 2013 р. на Майдані Волі відбулось громадське віче на підтримку асоціації України з ЄС. 26 листопада 2013 р. в актовому залі Бучацької райради відбулась спільна сесія Бучацьких міської та районної рад, на якій одноголосно було підтримано підписання Угоди про асоціацію України з ЄС у Вільнюсі (в тому числі депутати-регіонали. 23 лютого 2014 р. відбулася панахида за загиблим під час Протистояння в Києві 20 лютого 2014 р. Героєм України, уродженцем Зубреця Ігорем Костенком.
До 19 липня 2020 р. належало до Бучацького району.
З 11 грудня 2020 р. центр Бучацької міської громади.

## Політика

### Парламентські вибори, 2019
На позачергових парламентських виборах 2019 року у місті функціонували 10 окремих виборчих дільниць № 610137–610145, 610202.
Результати
- зареєстровано 8993 виборці, явка 51,91%, найбільше голосів віддано за «Слугу народу» — 32,29%, за «Голос» — 16,30%, за «Європейську Солідарність» — 12,66%.[185] В одномандатному окрузі найбільше голосів отримав Микола Люшняк (самовисування) — 26,48%, за Ігоря Сопеля (Слуга народу) — 22,28%, за Степана Брацюня (Конгрес українських націоналістів) — 20,85%[186].

## Населення
- 1854 р. проживало 6683 мешканців[187]
- 1870 р. — 8959 мешканців, з них 6,077 (67.9 %) були юдеями.[188]
- 1880 р.: всього 8967 жителів, у тому числі: юдеїв — 6077 (67,8 %), римо-католиків — 1816 (20,25 %), греко-католиків — 1066 (11,9 %)
  - за іншими даними, всього — 9970 осіб; з них: українців — 1761 (17,7 %), 1920 поляків (19,3 %), 6281 (63,0 %) єврей,[189] 8 (0,1 %) євангелістів; будинків — 1017.[190]
- 1890 — 11106 осіб[191]
- 1900 р.: всього — 11756 осіб, з них: українців — 1948 (16,6 %), 3078 поляків (27,1 %), 6730 (57,3 %) євреїв.[127] Рік невідомий: всього — 13000 осіб, з них: українців — 2000, поляків — 3500, євреїв — 7500.[30]
- 1921 р.: всього — 7517 осіб, разом із приміськими селами Нагірянкою і Підзамочком — 12309; 847 будинків[127]; євреї — 51,3 %.
- 1931 р.: 10000 мешканців,[192] в місті 1110 мешкальних домів.
- 1939 р.: 2400 (21,6 %) українців, 3550 (32,0 %) поляків, 5150 (46,4 %) євреїв.[127]
- 1947 р. в місті проживало 3288 осіб.[174]
- 1999 року — 14600 мешканців.[193]
- 2012 — 12547[194]
- 2016 — 12597[195]

### Чисельність
| 1959     | 1970     | 1979     | 1989     | 2001     |
| -------- | -------- | -------- | -------- | -------- |
| ▼ 7 043  | ▲ 11 212 | ▲ 12 845 | ▲ 13 657 | ▼ 12 549 |
| 2003     | 2004     | 2005     | 2006     | 2007     |
| ▲ 12 570 | ▲ 12 585 | ▼ 12 561 | ▲ 12 581 | ▬ 12 582 |
| 2008     | 2009     | 2010     | 2011     | 2012     |
| ▼ 12 533 | ▼ 12 522 | ▼ 12 480 | ▲ 12 514 | ▲ 12 547 |
| 2013     | 2014     | 2015     | 2016     | 2017     |
| ▲ 12 597 | ▲ 12 631 | ▲ 12 667 | ▼ 12 597 | ▼ 12 550 |
| 2018     | 2019     | 2020     | 2021     | 2022     |
| ▼ 12 433 | ▬ 12 414 | ▼ 12 378 | ▼ 12 321 | ▼ 12 171 |

### Національний склад
Розподіл населення за національністю за даними перепису 2001 року:
| Національність  | Відсоток |
| --------------- | -------- |
| українці        | 98,75%   |
| росіяни         | 0,84%    |
| поляки          | 0,17%    |
| інші/не вказали | 0,24%    |

### Мова
Розподіл населення за рідною мовою за даними перепису 2001 року:
| Мова            | Чисельність, осіб | Відсоток |
| --------------- | ----------------- | -------- |
| Українська      | 12 422            | 99,29%   |
| Російська       | 68                | 0,54%    |
| Польська        | 6                 | 0,05%    |
| Білоруська      | 4                 | 0,03%    |
| Румунська       | 3                 | 0,02%    |
| Гагаузька       | 1                 | 0,01%    |
| Словацька       | 1                 | 0,01%    |
| Болгарська      | 1                 | 0,01%    |
| Єврейська       | 1                 | 0,01%    |
| Інші/Не вказали | 4                 | 0,03%    |
| Разом           | 12 511            | 100%     |

## Пам'ятки і пам'ятники

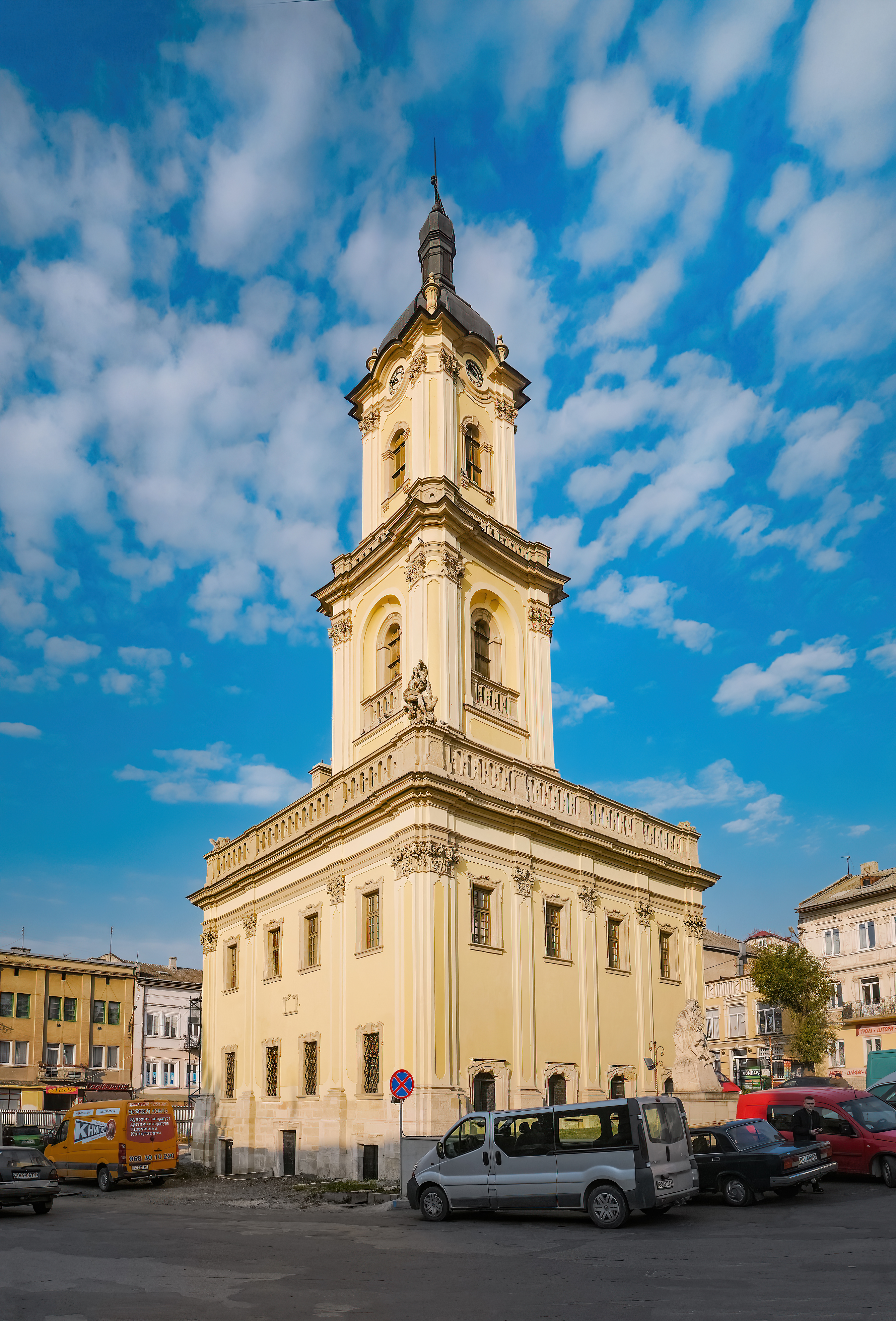
Бучацька ратуша

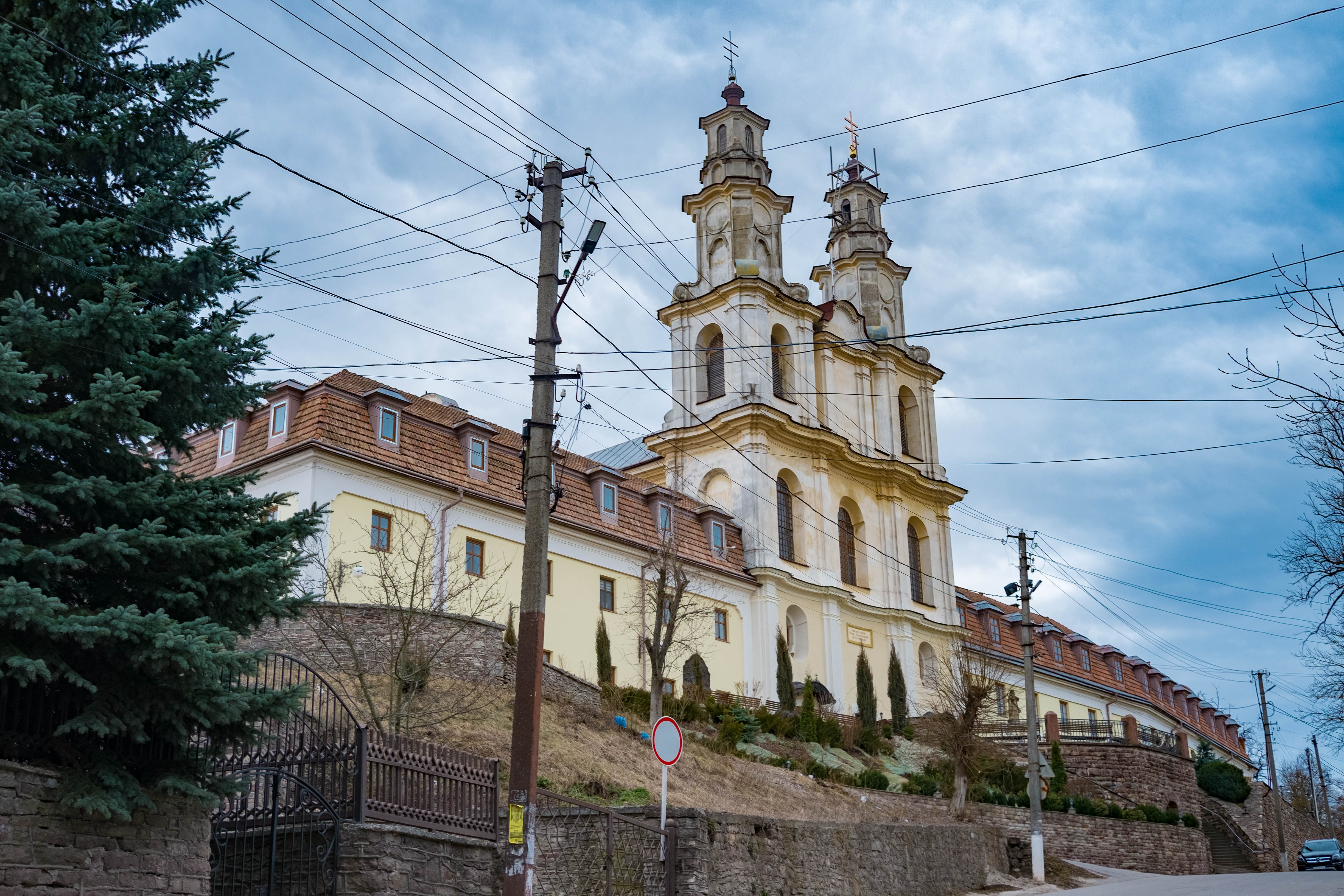
Я. Ґ. Гофман. Віленське бароко. Монастир василіян

### Наявні пам'ятки архітектури
- Фортеця кінця XIV — початку XVII століть.
- Церква святого Миколая (1610) із дзвіницею (XIX століття).
- Комплекс Бучацького монастиря з церквою Воздвиження Чесного Хреста Господнього (Хрестовоздвиженська) (1753—1770) і дзвіницею (1853).
- Бучацька ратуша (1740–1750-ті).
- Костел Внебовзяття Пресвятої Діви Марії (1763) та церква Святої Покрови (бл. 1764), у яких перебувають роботи Пінзеля та його учнів, перший настінний розпис виконав маляр-монах Яків Головацький ЧСВВ.
- церква святого Архистратига Михаїла (1910).
- Будинок Бучацької гімназії (1890).
- Будинок-читальня (тепер районний будинок культури, 1905 р., споруджений польською громадою як «Сокіл польський»[211].
- Церква в урочищі Монастирок (XVI-XVII століття).

### Пам'ятки природи

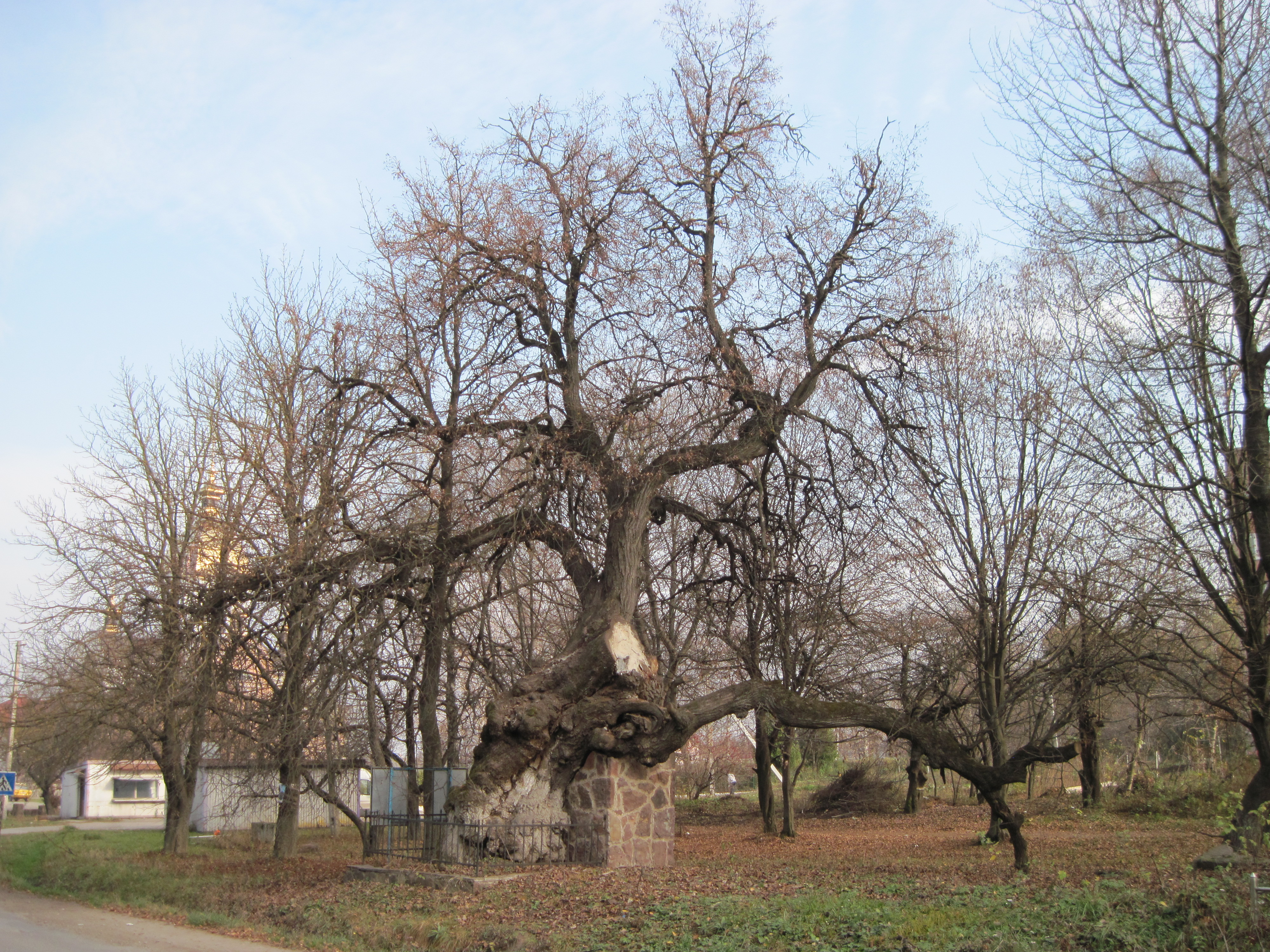
Ботанічна пам'ятка «Бучацька липа» (400-річна), осінь 2013

- Гніздо лип № 1, Гніздо лип № 2 — розташовані на території садиби районної ветеринарної лікарні
- Бучацька липа — дендрологічна пам'ятка.

### Пам'ятки історії та культури

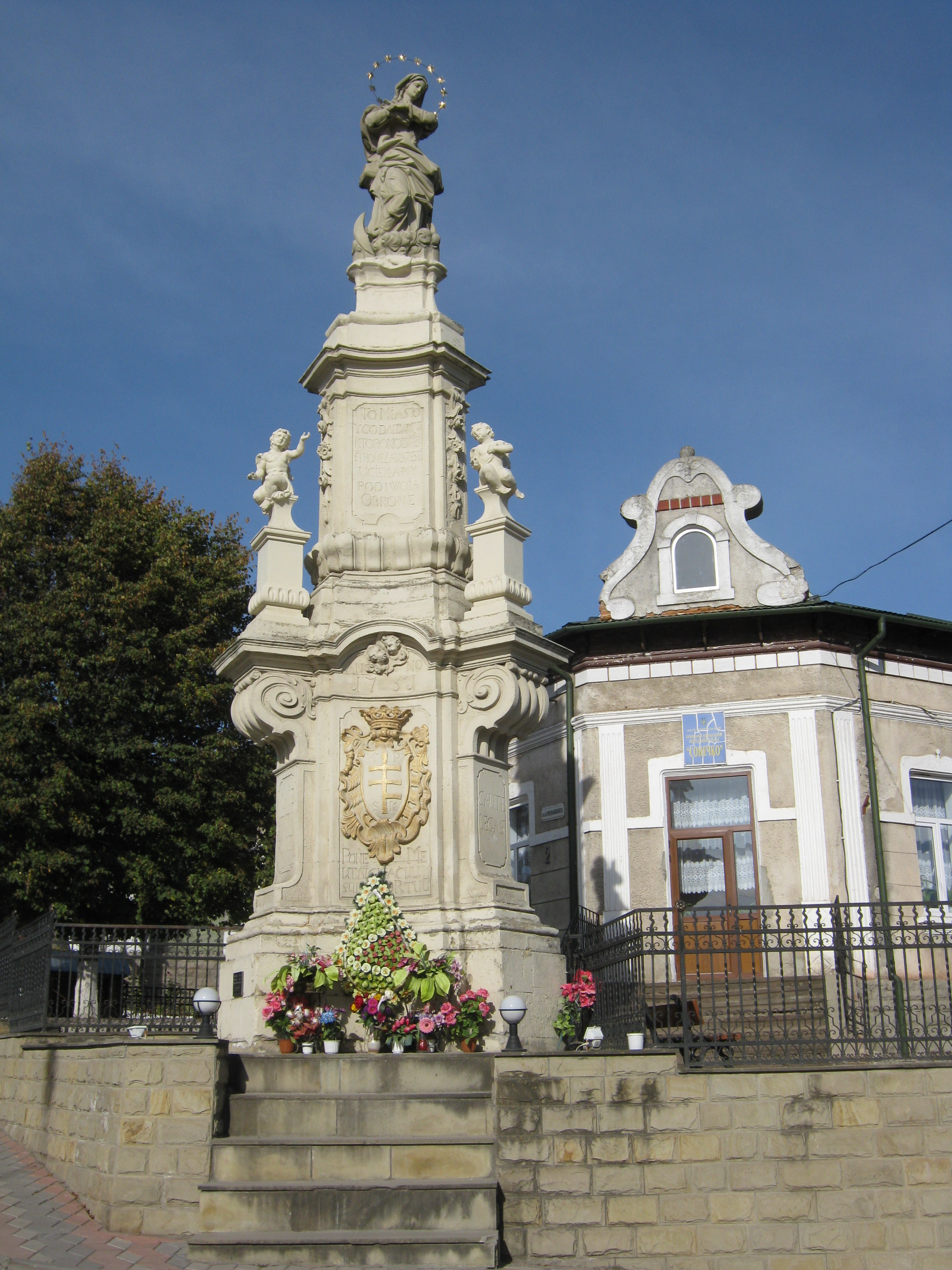
Й.-Г. Пінзель. Статуя Діви Марії

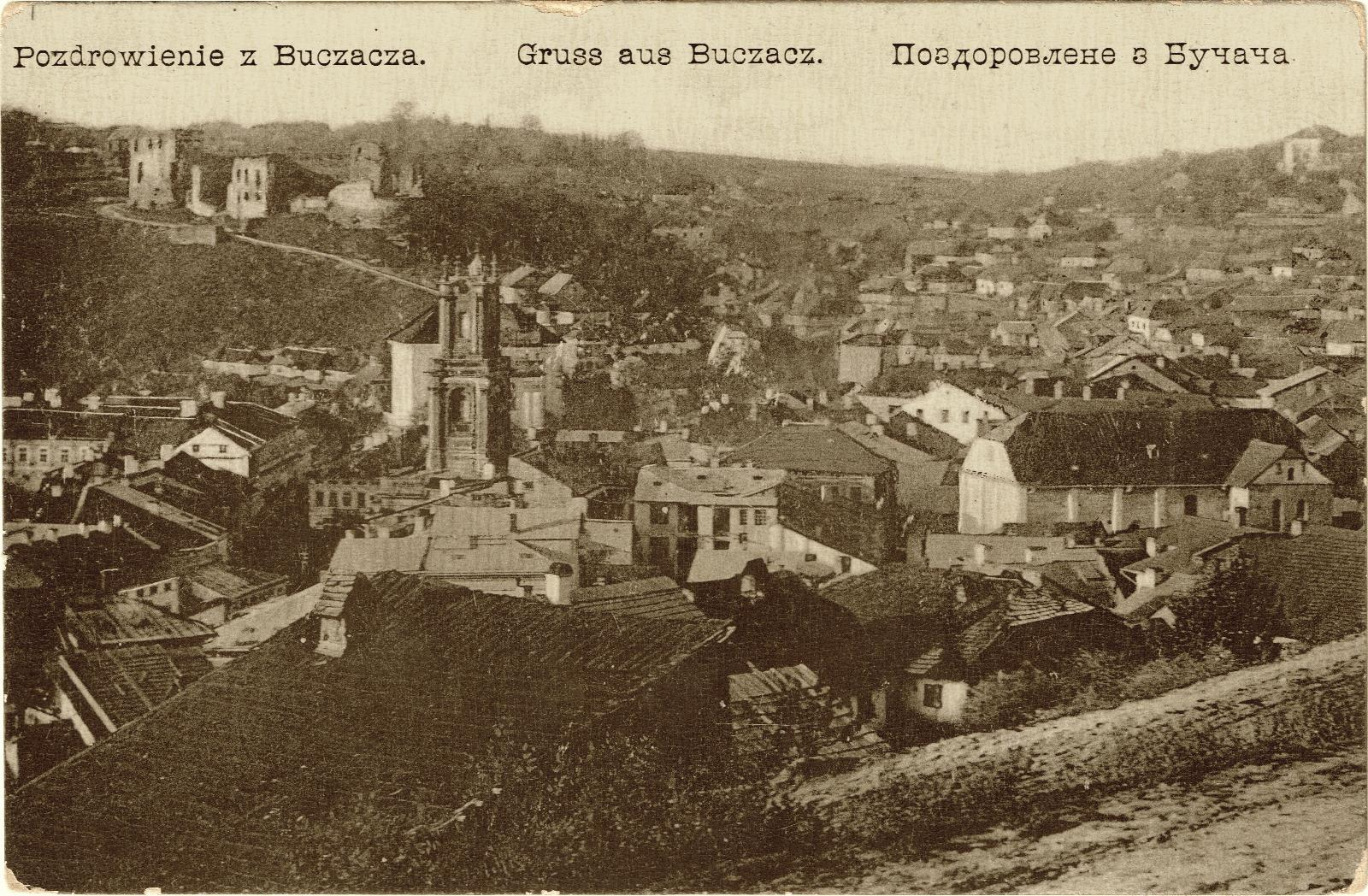
Справа ратуші — синагога

- придорожні монументи-«фігури»:
  - святого Яна Непомука (1750 р., скульптор Й.-Ґ. Пінзель)
  - Богородиці (1751 р., скульптор Й.-Ґ. Пінзель)
  - Ісуса Христа (2003 р., скульптор Роман Вільгушинський)
- погруддя Тараса Шевченка (1968 р.)
- поховання на міському цвинтарі Січових Стрільців і жертв репресій 1940 рр. (1992 р.)
- символічна могила воякам УПА
- символічна могила євреям, які загинули під час Другої світової війни (1992 р.)
- пам'ятник Тарасові Шевченку (1994 р., скульптор В. Савчук, архітектор Микола Бевз), реконструйований влітку-восени 2015 року Романом Вільгушинським
- пам'ятна табличка громадському діячеві, доктору Володимирові Гамерському та композиторові, педагогу Софії Ілевич (2002 р.)
- меморіал Слави (1954 р., реставровано 1984 р.; скульптор Є. Карпов, архітектор О. Зайцев).

### Друковані пам'ятки
У книгозбірні Бучацького монастиря отців Василіян зберігалося Бучацьке Євангеліє (тепер — у м. Львові).

### Пам'ятні дошки
- головнокомандувачу УПА генералу Романові Шухевичу (початок вулиці генерала Шухевича)
- доктору Володимиру Гамерському (будівля теперішнього відділення «Укрпошти»)
- доктору Володимирові Гамерському та вчительці Софії Ілевич (будівля теперішнього райвійськкомісаріату)
- до 300-річчя монастиря отців Василіян (будівля монастиря)
- королю Янові III Собєському
- з нагоди 300-річчя заснування Бучацького монастиря.

### Барельєфи
- Чорноволу В'ячеславу (будівля Бучацького історико-краєзнавчого музею)
- головнокомандувачу УПА генералу Роману Шухевичу (початок вулиці генерала Шухевича)
- Шмуелю Аґнону (вулиця Аґнона)

### Пам'ятники
- Пінзелю (2014)
- погруддя Агнону (вулиця Агнона навпроти «Арт-Двору» (відкритий 26 червня 2016)

### Зниклі пам'ятки та будівлі
- дерев'яний палац Потоцьких (збудований у XVIII ст. навпроти монастиря отців Василіян; згорів 1888 р.)[102]
- Монастир та церква Святої Трійці отців Василіян (православних) (з 1652 — домініканів, розібрана 1808 р.,[212]
- церква Св. Покрови (розташовувалася біля сучасної)[213]
- дзвіниці костелу Внебовзяття Пресвятої Діви Марії[214]
- церква Різдва Богородиці (на Підзамчі)[215]
- Костел Святого Хреста (розібраний бл. 1765 р. для спорудження церкви монастиря)[216].
- Бейт-мідраш
- Велика синагога

## Релігія
У місті діють релігійні громади наступних церков: Української греко-католицької, Православної церкви України, Римо-католицької церкви, Церкви адвентистів сьомого дня, Баптисти та Свідки Єгови.

### Будівлі

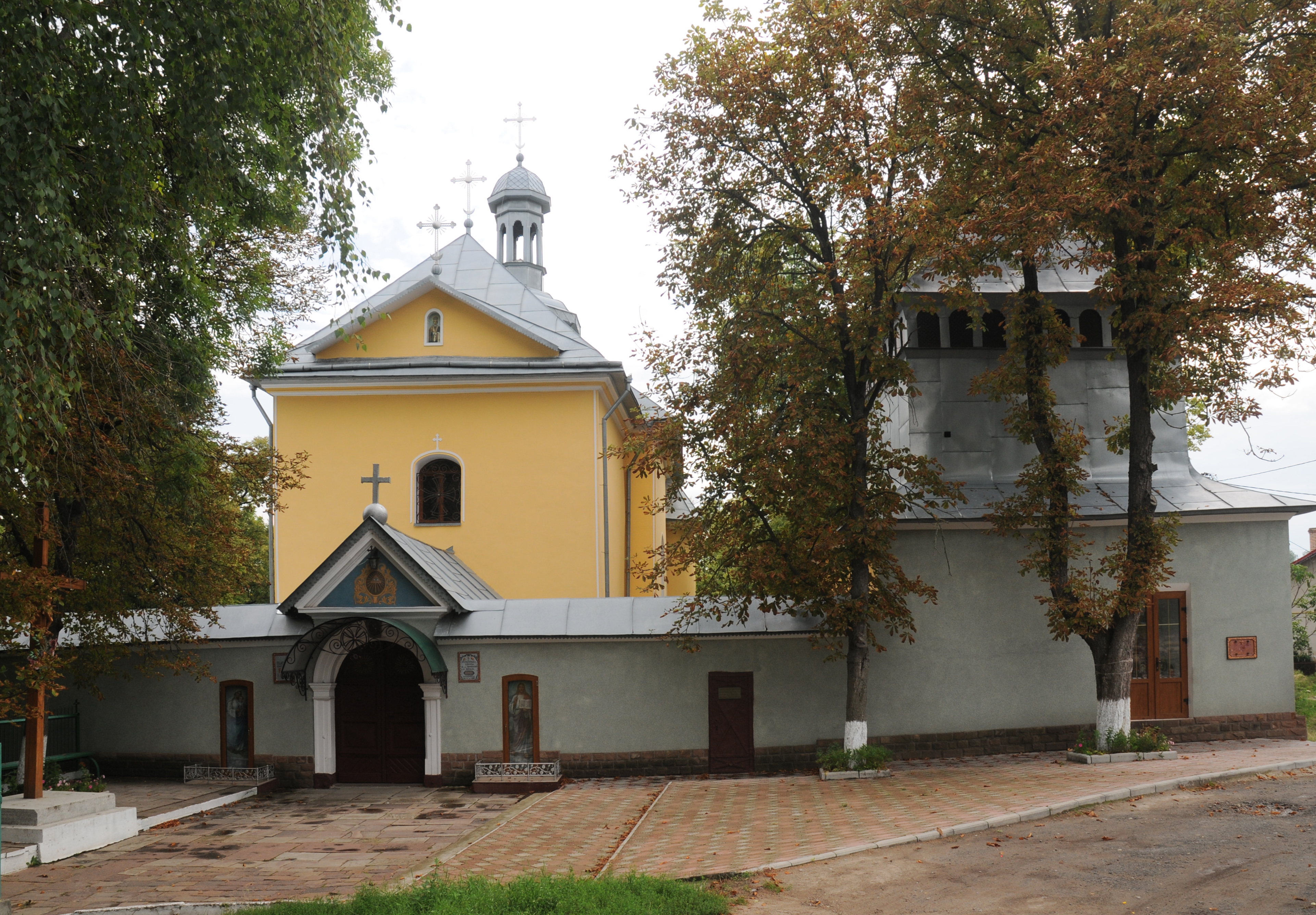
Церква святого Миколая

- УГКЦ — Прокатедральний храм Благовіщення Пресвятої Богородиці, Церква Покрови Пресвятої Богородиці, Монастир оо. Василіян, Церква Воздвиження Чесного Хреста Господнього, Церква святих апостолів Петра і Павла[217], Церква Непорочного Зачаття Пречистої Діви Марії
- ПЦУ — Церква святого Миколая, Церква святого Михаїла, Церква святого рівноапостольного князя Володимира
- РКЦ в Україні — Костел Внебовзяття Пресвятої Діви Марії

### Некрополі

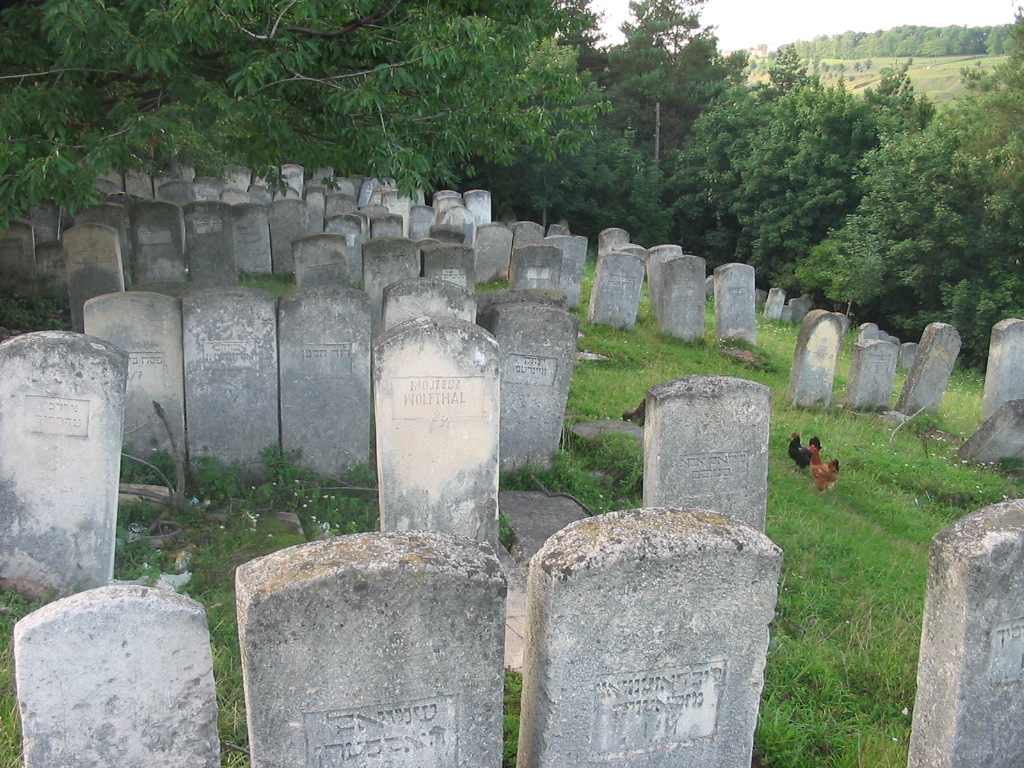
Старе єврейське кладовище

Старий міський цвинтрар (гора Федір) поховані повітові діячі ЗУНР (Теодор Марків, Василь Винар, Климентій Рогозинський, Софія Ілевич, дідича-каноніки Павел Потоцький та Каєтан Потоцькі, бургомістри, посадовці, заможні міщани. На цвинтарі є військовий меморіал: скульптура воїна заввишки 2 м на прямокутному постаменті заввишки 2,5 м., справа і зліва — 22 надмогильні плити з прізвищами загиблих понад 1500 воїнів Червоної армії, які загинули у боях за Бучач та Бучаччину..
Другий цвинтар — на території колишнього приміського села Нагірянки, довкола церкви Св. Михайла (1910 p.). Поховані, зокрема, парохи й душпастирі Бучача (зокрема, о. Денис Нестайко, Ярослав Богатюк), є родинна гробниця Назаруків.
Збереглося засноване у XVI столітті старе єврейське кладовище, або Окописько, розташоване на колишній околиці міста. Останнє відоме поховання тут відбулося до 1940 р. Пам'ятники зруйновано, залишилось багато надгробних плит. Збереглась невелика хасидська гробниця, яку в 2010-х роках ремонтували. Територію частково огороджено. Загальний стан некрополя незадовільний.

## Економіка
Діяли заводи «Квант», «Астрон» [Архівовано 9 квітня 2022 у Wayback Machine.], швейна фабрика «Берізка», на даний момент функціонують ливарний кооператив «Іскра» (керівник — меценат Василь Бабала), сирзавод, дистилярія (ТзОВ «Галіція Дистилері»), національного значення — виробництво коньяків та інших міцних алкогольних напоїв (більше відоме під торговими марками «Бучач», «Грінвіч», «Renuage»; директор — Губський С. П.). В місті розташована «контора» «ДП Бучацьке лісове господарство».
Функціонують підприємства харчової промисловості: масло-сироробний, хлібний заводи, дистилярія (виробництво міцних напоїв) комбінат хлібопродуктів.
3 грудня 2013 р. відкрито СТО «Автоцентр Південний» — першу філію фірми «Magneti Marelli» в Україні.
Не діють: спиртзавод (мальтозний завод), цукровий, виробничо-консервний комбінат.

## Інфраструктура

### Транспорт

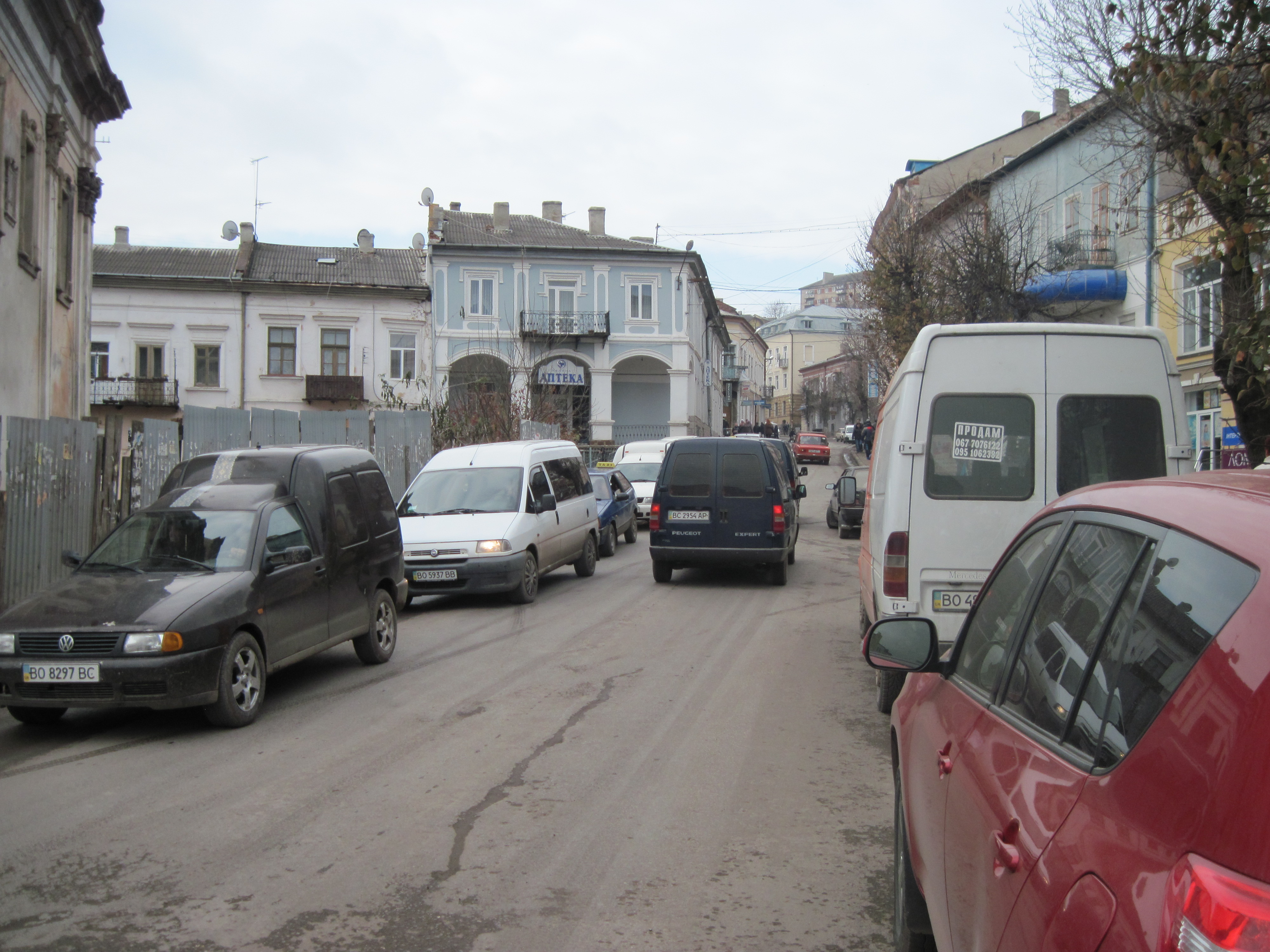
Суботній корок, 2014

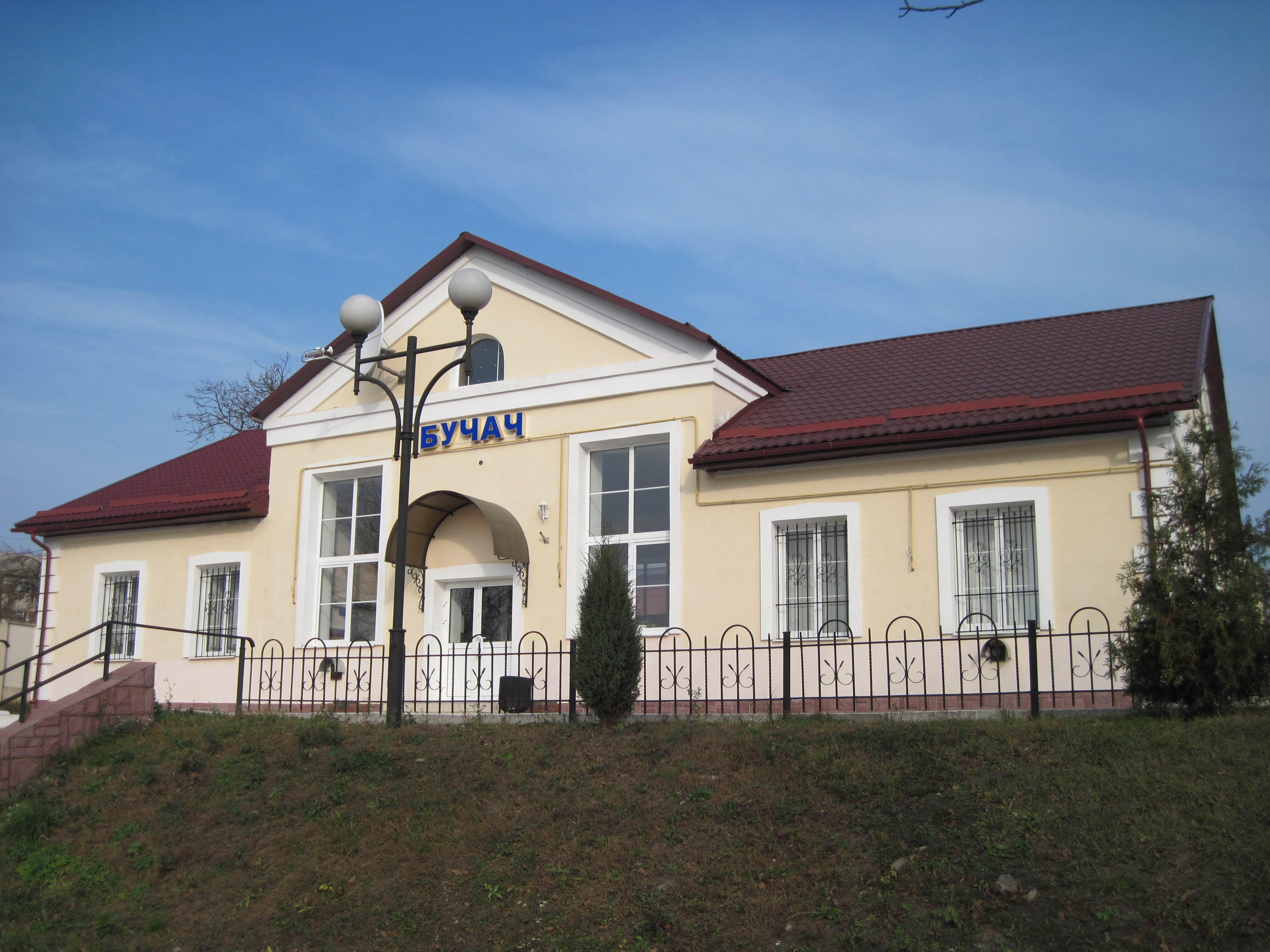
Залізнична станція

#### Історія
У середині XIX століття через місто проходили три муровані дороги — гостинці: Бучач — Озеряни — Монастириська — Нижнів — Станиславів; Бучач — Трибухівці — Чортків — Тернопіль (або Чернівці); Бучач — Зелена — Струсів — Тернопіль. 1856 року прокладено четвертий гостинець: Бучач — Язловець — Товсте. У 1880-х збудовано п'ятий: Бучач — Золотий Потік — Коломия.
Автобусне сполучення діяло вже у 1920-х роках. Від залізничного вокзалу до центру міста можна було доїхати кінним екіпажем (за два-три злоті), автомобілем і автобусом. 1 квітня 1949 року почало курсувати «вантажне таксі» з Бучача до Чорткова двічі на добу: виїзд з Бучача — о 9.00 та 17.00, прибуття — відповідно о 12.00 та 20.00, могли водночас поміститися 16 пасажирів. Тоді ж запрацювало «вантажне таксі» Чортків — Бучач — Монастириська. 16 травня 1950 року почало курсувати «вантажне таксі» з Бучача (відправлення о 9.00) до Тернополя (відправлення назад о 16.00) через Струсів. 1958 р. початок регулярних автобусних рейсів на Львів, Тернопіль і Чортків, міське сполучення.
Влада Австро-Угорщини планувала подовжити наявну залізничну гілку Львів — Перемишляни — Бережани — Підгайці до Бучача (завадила I-а світова війна).

#### Сьогодення
Бучач розташований на перехресті шосейних доріг: Н18 Івано-Франківськ — Тернопіль, Т 2001 Бучач — Скала-Подільська, Т 2006 Бучач — Зарваниця — Городище. Місцеві дороги — на Золотий Потік (веде до дороги Р20), Коропець (до Н18), Язловець, Товстого (до М19).

##### Автомобільний
Працюють служби таксі (кілька фірм, приватні таксисти), автобусне сполучення (підприємство: ВАТ «Бучацьке АТП»). Автостанція (Автобусна станція ВАТ «Тернопільавтотранс 16100» розташовується між так званим «Чорним мостом» та історичною частиною міста (зі сходу). Поруч — будівля Бучацької ДПІ. Безпосереднє міжобласне автобусне сполучення ВАТ «Бучацьке АТП» має з такими містами: Львів, Івано-Франківськ, Чернівці, Хмельницький, Кам'янець-Подільський. Транзитні рейси прямують до Варшави, Києва, Луцька, Рівного, Вінниці, Одеси, Калуша, Яремчого, Трускавця, Рахова та Дунаївців,
Працюють АЗС мереж «Укрнафта» (2; обидві біля виїзду з міста: одна — біля кінцевої зупинки «маршруток», західна околиця, інша — зразу за переїздом, північна околиця), «OKKO», «WOG» (обидві біля дороги на Івано-Франківськ), 2 — мережі «Лана» (одна — біля АЗС «Укрнафта» за переїздом, інша — біля виїзду на Чортків), 2 — «Галнафта» (одна — біля АТП, виїзд на Золотий Потік; інша — біля залізничної станції).
Працюють різноманітні станції технічного обслуговування, серед них — СТО «Бус Сервіс» (біля кінцевої зупинки «маршруток», західна околиця, виїзд у напрямку Івано-Франківська), СТО Експерт (за переїздом, північна околиця, виїзд у напрямку Тернополя), СТО «Автоцентр Південний» (південна околиця, виїзд у напрямку Золотий Потік).

##### Залізничний
У місті (західна околиця) розташована залізнична станція. Залізничне сполучення (вантажне) — тільки в східному напрямку з Чортковом. Після II-ї світової війни залізничне сполучення зі Станиславовом не відновлювалось. Рештки тодішнього насипу можна спостерігати під час руху автотранспортом через Монастириськ — Нижнів до Тисмениці. Між селами Криниця (Хоростятин) та Комарівка біля TIR-паркінгу старий залізничний насип перетинається з автодорогою Н18. Пасажирський залізничний транспорт відсутній (недавно був скасований останній дизель-потяг, який рухався за маршрутом Бучач — Чортків — Гусятин).

### Охорона здоров'я
Діє районна лікарня (має 2 відділення: головне (вул. Генерала Шухевича, 48), і терапевтичне (вул. Галицька, 104 колишня «каса хворих» та приміщення Бучацького радгоспу-технікуму). Також районна поліклініка (вул. Галицька, 40), районна дитяча консультація (вул. Шкільна, 1 біля гімназії), стоматологічна поліклініка (вул. Шевченка, за монастирем Василіян).

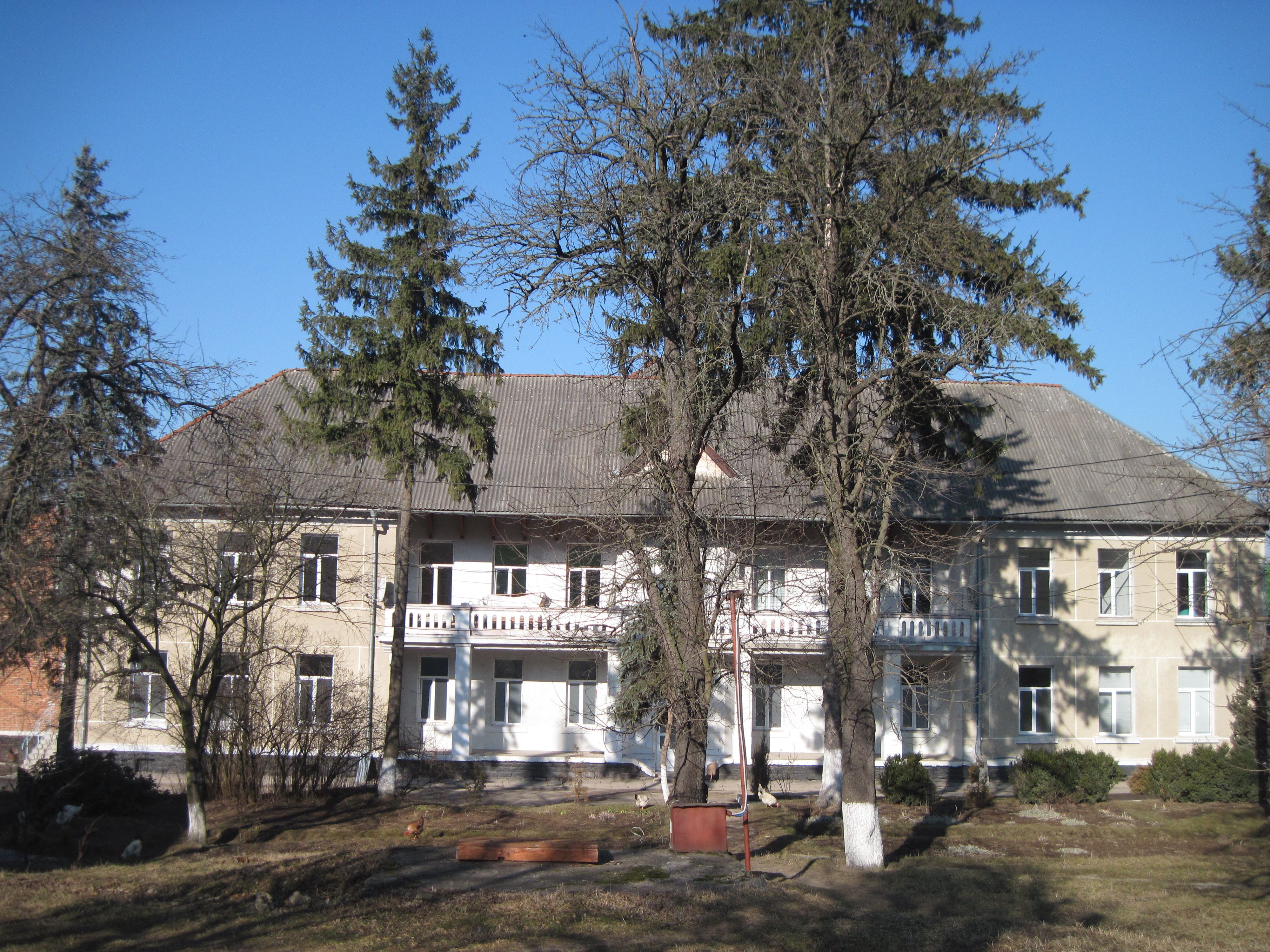
Головний корпус ЦРКЛ, зима 2015
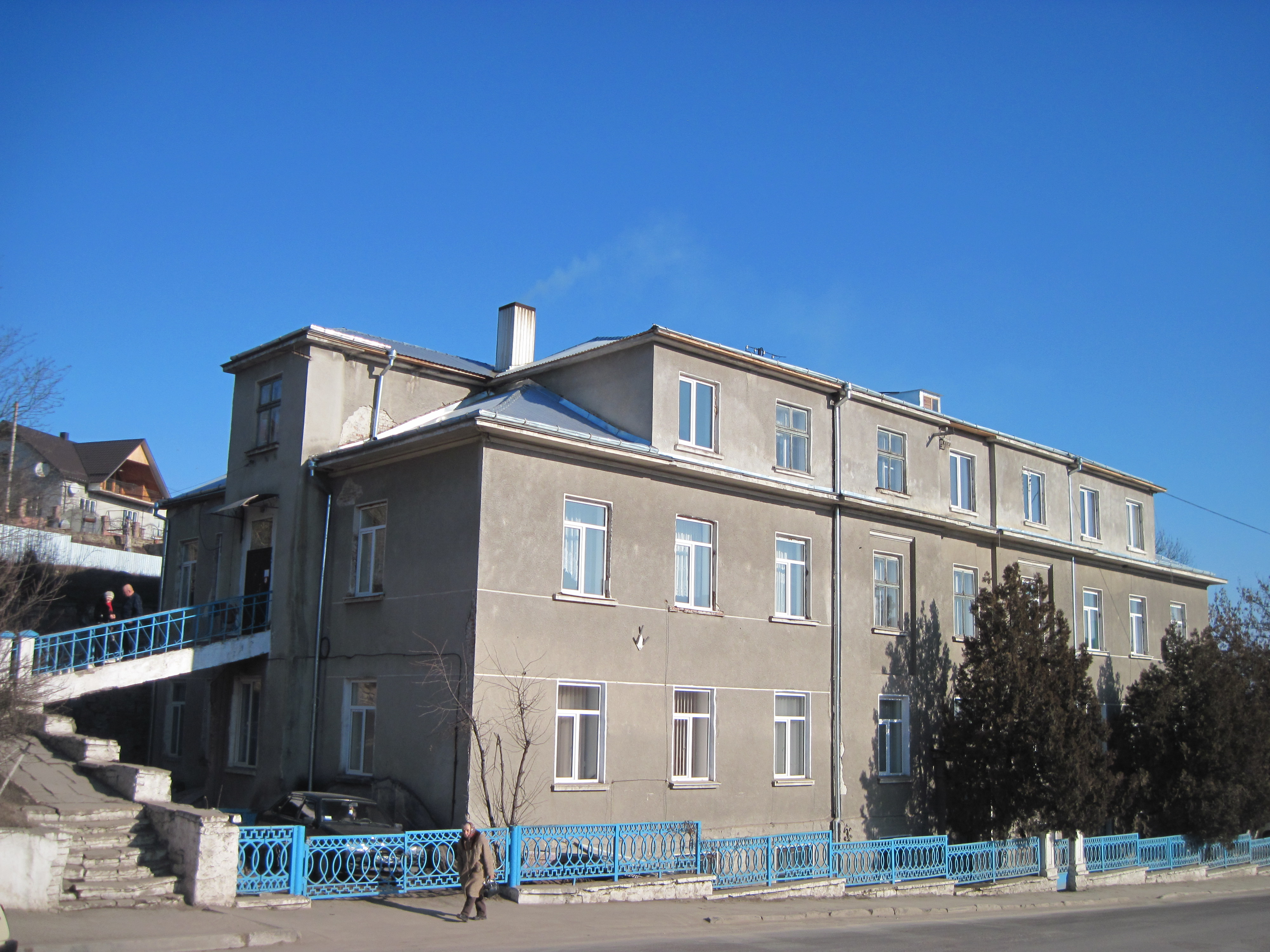
Терапевтичний корпус ЦРКЛ, зима 2015

### Дозвілля та відпочинок

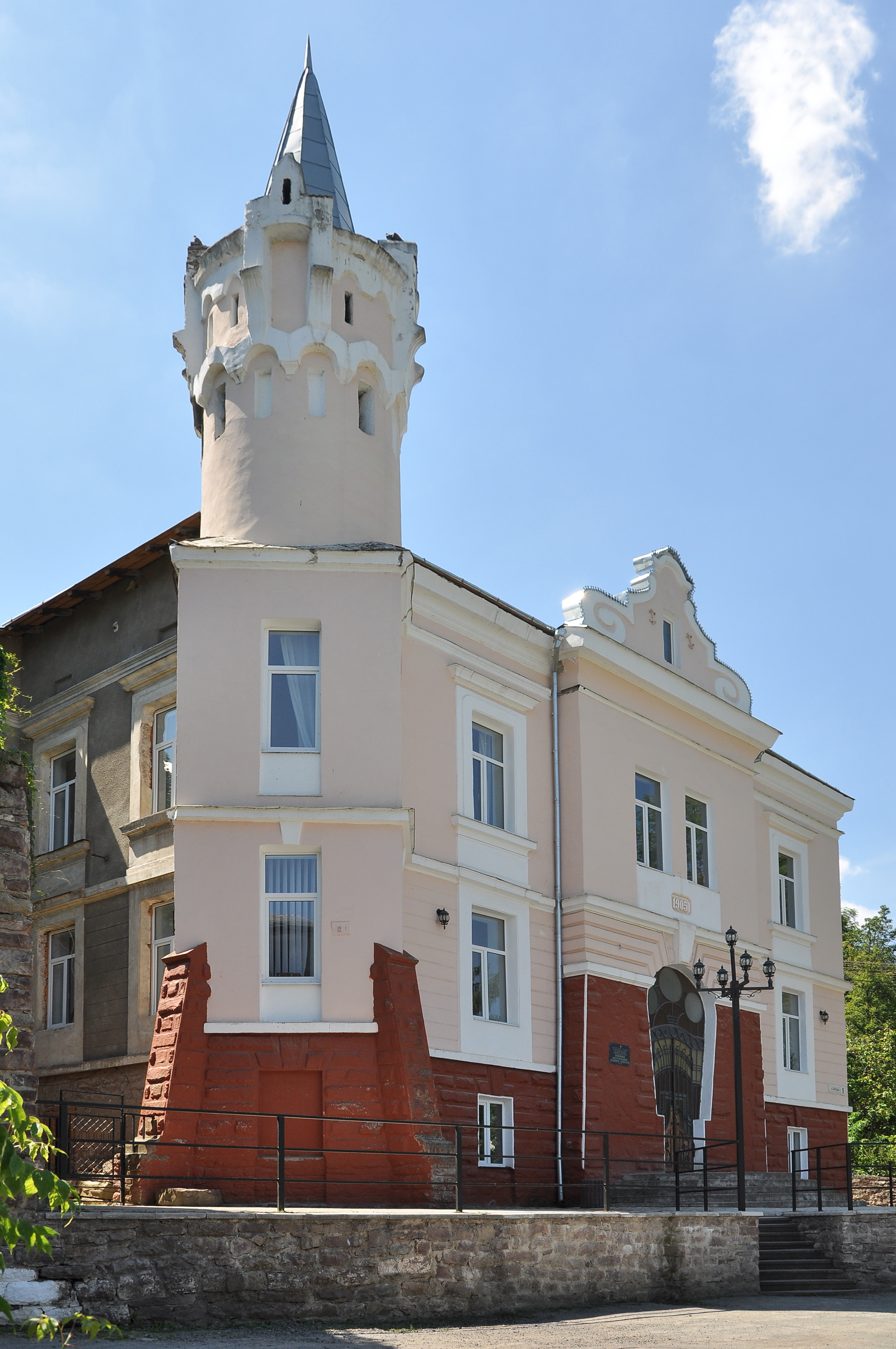
Будинок культури

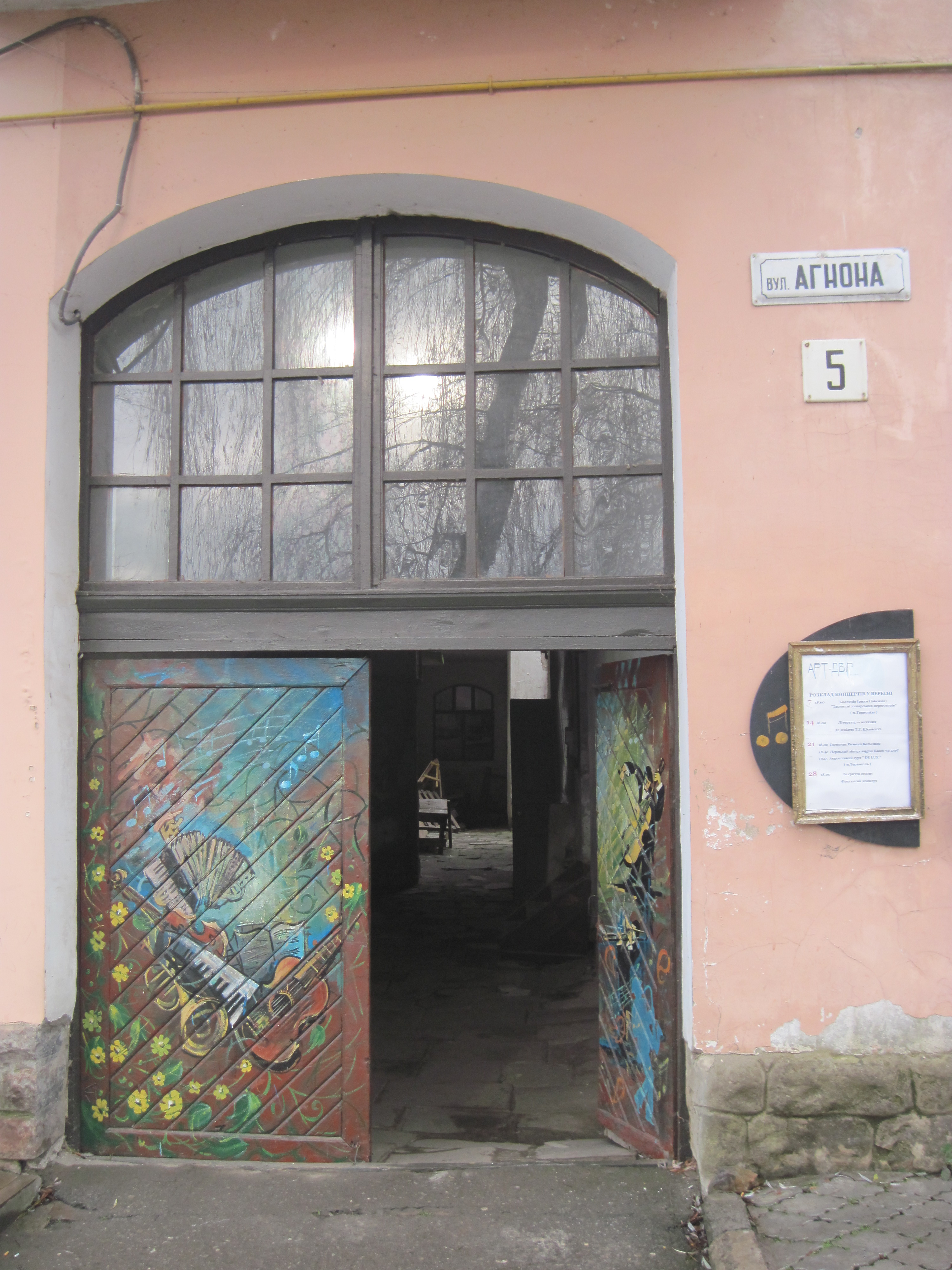
Вхід до АРТ-двору

- «Арт-двір» (вул. Аґнона, 5; працює від травня до кінця вересня; керівник, надхненник — Віктор Гребеньовський)
- 3 парки — центральний, міський (південно-західна околиця міста, біля житлового масиву «Південний» та не збереженого палацу Миколи Василя Потоцького), залишки парку кінця XVIII — початку XIX століть (біля монастиря Василіян)
- 2 басейни — великий відкритий міський басейн (в центрі міста; влітку 2013 року був очищений, прибрано територію довкола нього, проведено пробне наповнення водою, 2014 року наповнений водою), критий 25 м басейн (розташований на території селища цукровиків, не діє).

#### Готелі, ресторани
Перед 1914 р. у місті було 2 готелі («Центральний» на 10 номерів, «Імперіял» — на 8) з ресторанами, звичайних шинків-корчм — понад 10. Були заїжджі двори «Брістоль», «Молдавія» (номер коштував 2,5 — 4,0 корони). Ресторани: Леліґдовича, Рогозинського Климентія, «Казино» (всі працювали за попереднім замовленням), на двірці. Місто було досить брудним.
Нині діють:
- Готелі: «Бучач» (також ресторан, вул. Генерала Шухевича, 1В), «Візит» (готель, вул. Галицька, 19А), колишній «готель Андермана» (не діє, вул. Галицька, 74)[233]
- Ресторани: «Водограй» (вул. Генерала Шухевича, 1), «Замок» (вул. Галицька, 70), «Стрипа» (вул. Генерала Шухевича, 1), «Гостинний двір» (вул. Галицька, 190)[234]

### Спорт
1965 р. на місці старого стадіону «Авангард», розташованого на місці старого футбольного майданчика на г. Федір, де відбувся перший футбольний матч у місті, було збудовано стадіон «Колос». З 4 по 12 жовтня на стадіоні відбулись ігри фінальної частини першості СССР за Кубок «Золотий колос» серед сільських футбольних колективів. 1966—1973 роки: футбольна команда «Колос» — 8-разовий чемпіон області з футболу, чемпіон України серед колективів фізкультури, 3-разовий володар «Кубка „Золотий колос“» серед сільських команд, де представляла радгосп «Дружба».
У місті є два стадіони: міський стадіон — місце проведення змагань ще з довоєнних часів, перебуває у занедбаному стані; «Колос», або центральний — один із найбільших в області, частково з пластиковими сидіннями. Також є спортивний майданчик зі штучним покриттям, спортивні зали та майданчики шкіл, футбольні поля. Є футбольний клуб «Колос».
У місті також проводяться змагання з шахів, волейболу.

## Культура та освіта

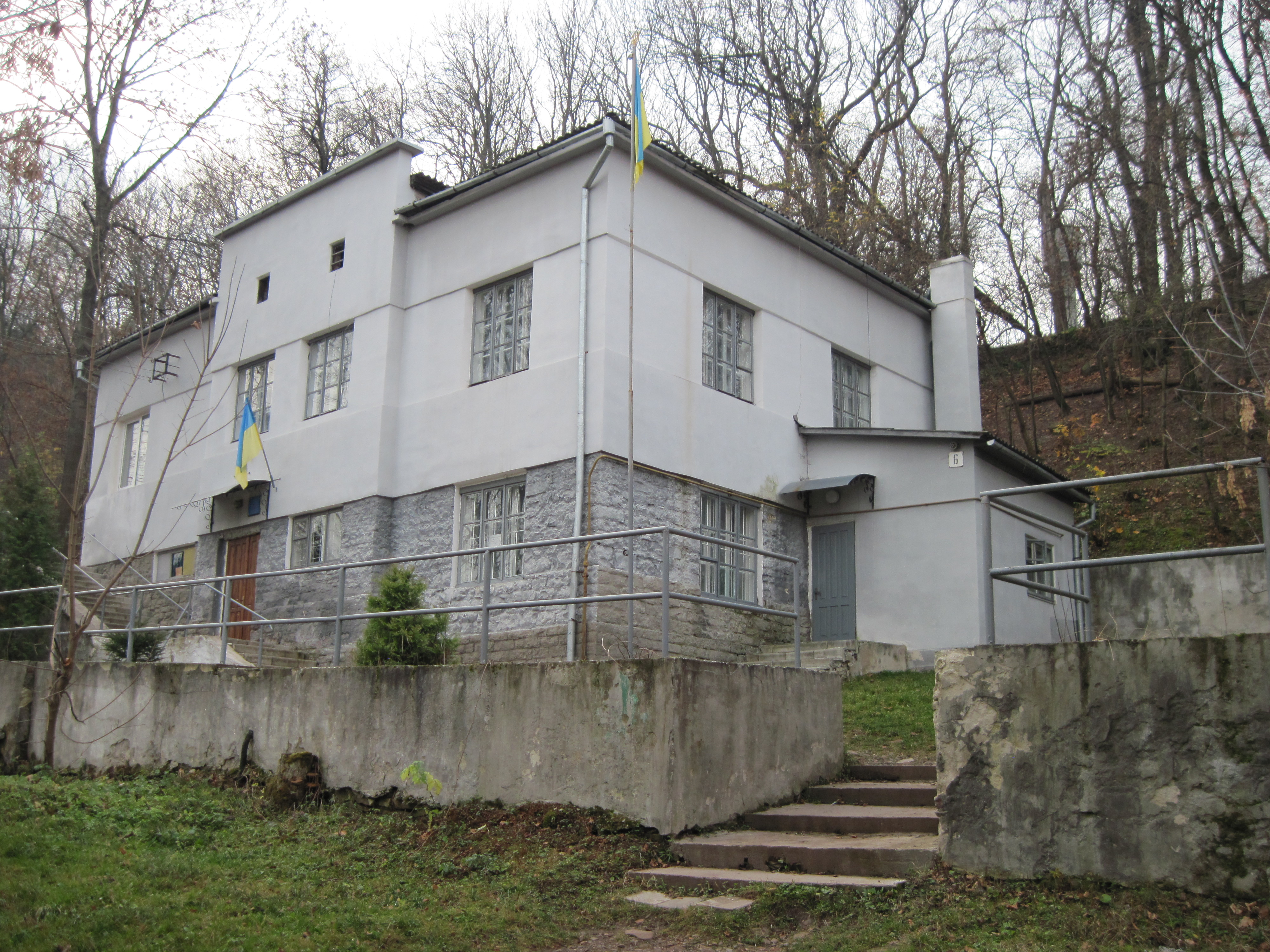
Будинок центру дитячої творчості «Сузір'я». Осінь 2013

Наявні дитячі садки «Сонечко», «Дзвіночок», «Теремок», «Пролісок», «Світлячок».

### Навчальні заклади

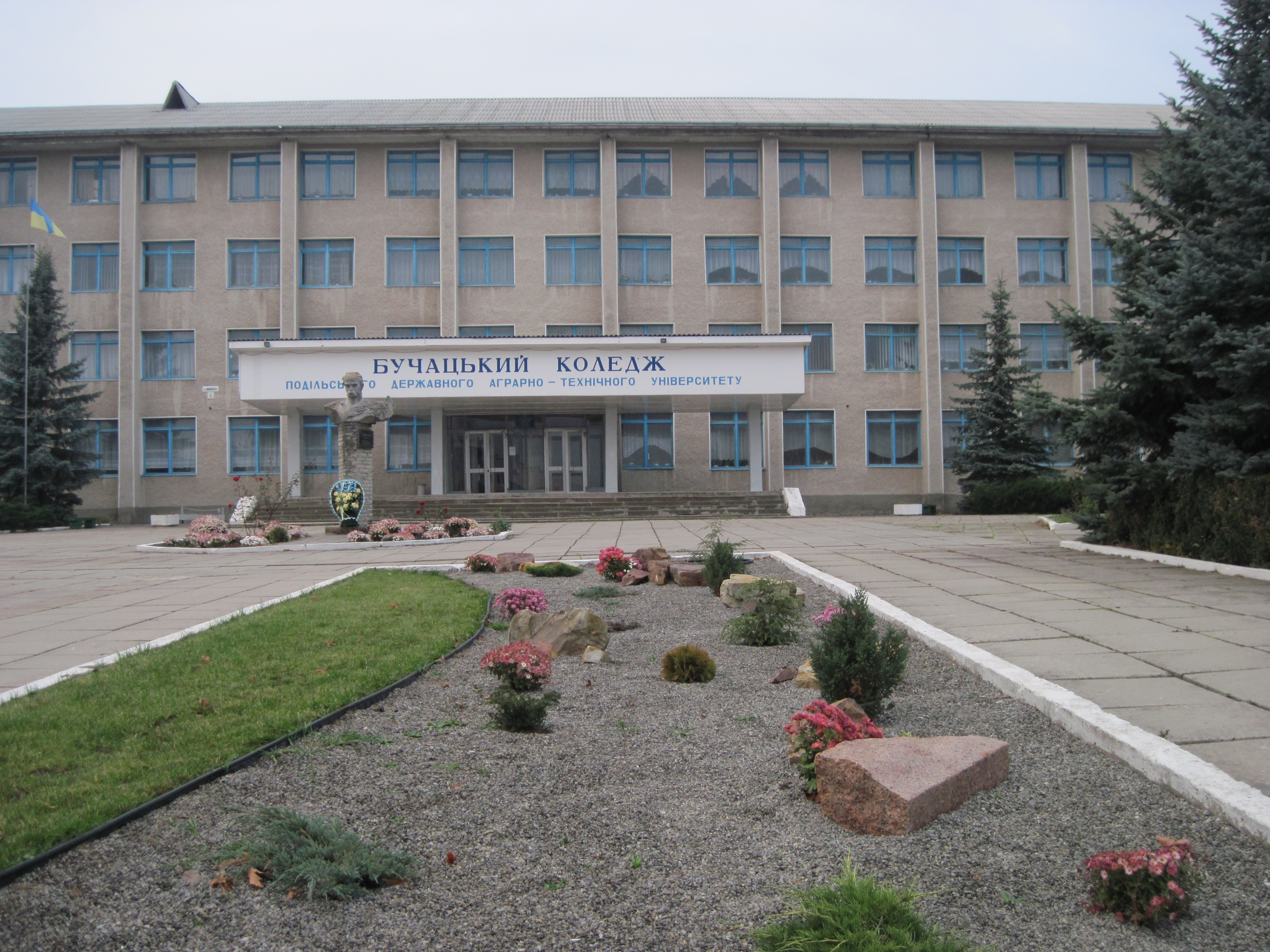
Агроколедж

#### Колишні
- Бучацька василіянська гімназія, Місійний інститут імені святого Йосафата, Цісарсько-королівська «K. K. Kreishauptschule» Школа «на Бараках»
- Бучацька жіноча учительська семінарія
- Бучацьке медичне училище

#### Діяльні
- гімназія імені В. М. Гнатюка технічний ліцей, колегіум ім. Св. Йосафата, 3 загальноосвітні школи
- агроколедж Подільського ДАТУ
- інститут менеджменту й аудиту
- ПТУ-26
- 2 Будинки школяра
- 2 ДЮСШ

### Заклади культури

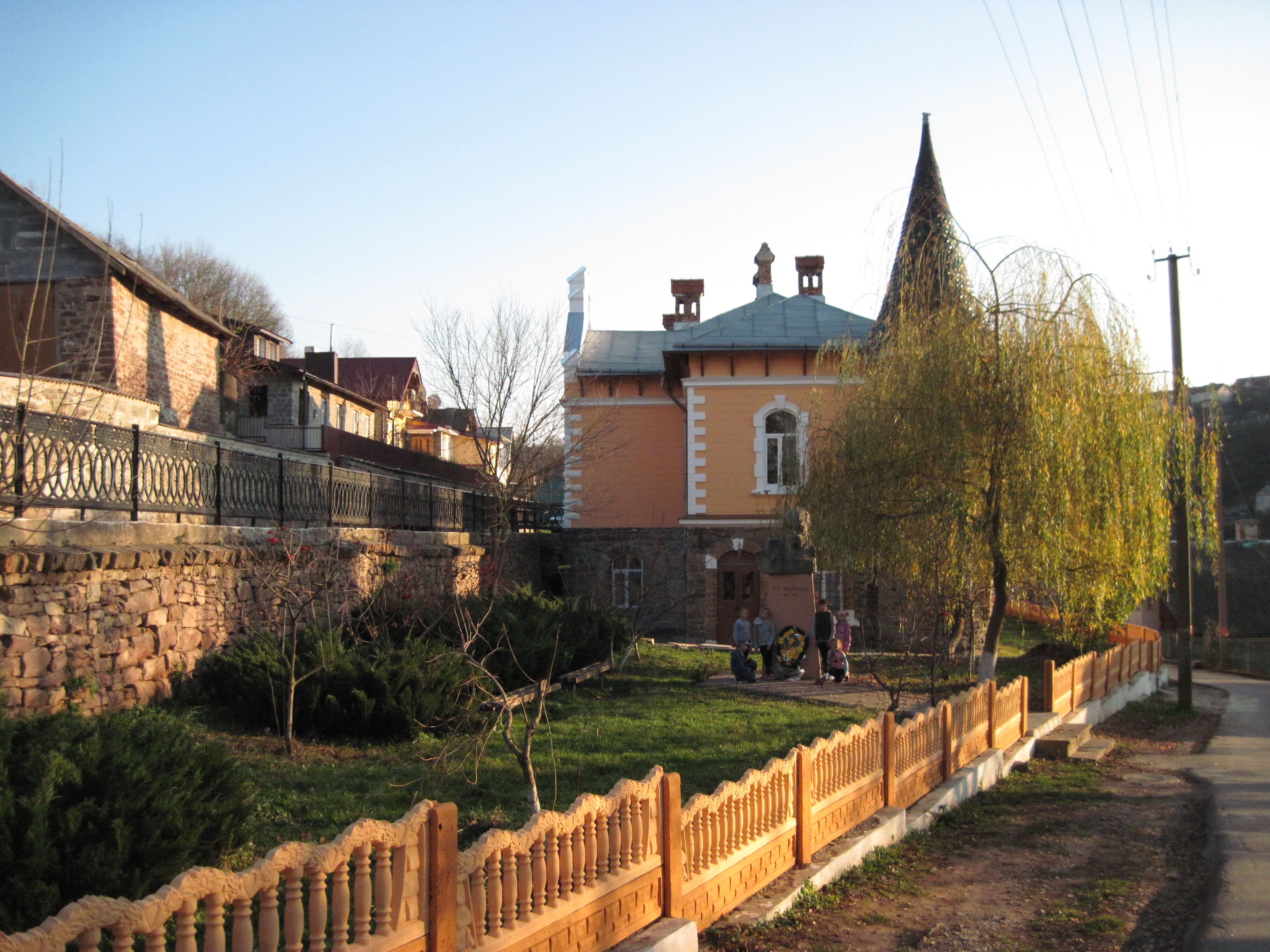
Дитяча музична школа

- районний будинок культури
- бібліотеки
- музична школа
- художня школа[237]

### Музеї
- районний історико-краєзнавчий
- громадський музей-меморіал імені В. Стуса Ґ
- В'ячеслава Чорновола
- історії агроколеджу
- СПТУ-26.

## Відомі люди

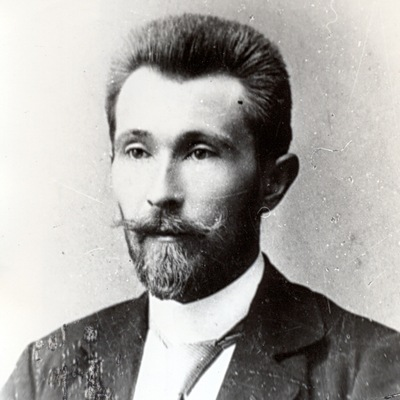
Володимир Гнатюк

Детальніше: дивіться Люди, пов'язані з Бучачем

### Почесні громадяни Бучача[238]
- Анджей Казімєж Потоцький — граф, польський політичний діяч, намісник Галичини.
- доктор Едвард Кшижановський — директор повітового шпиталю, почесний громадянин Язловця, віце-маршалок Бучацької повітової ради.
- Еміль Шутт — депутат Бучацької повітової ради, почесний громадянин Яворова (похований на міському цвинтарі «Федір»).
- Михайло Цимбалюк — генерал-лейтенант міліції, доктор юридичних наук, професор, автор та співавтор трьох монографій, навчально-методичного посібника, більше ніж 50 статей, Заслужений юрист України, Почесний громадянин міст Бучач, Підволочиськ та Монастириська Тернопільської області.
- о. Іван Майкович — релігійний діяч, священник Української греко-католицької церкви, ієромонах Чину святого Василія Великого.
- Павло Гайдуцький.
- Ярослав Фліссак.

### Народилися
- Банах Нестор-Маркіян Павлович (1898—1931) — вчитель, старшина УГА.
- Барановський Євген — ветеринарний лікар у діаспорі.
- Бардецький Віталій Ярославович — український музичний журналіст, продюсер, редактор, сценарист, підприємець.
- Бевз Микола — український вчений, архітектор.
- Береза Володимир (05 вересня 1895, м. Бучач, нині Чортківського району  Тернопільської області — р. см. невід., Соловецькі о-ви, нині РФ) — військовик. 1914—1919 — старшина Легіону УСС та УГА. Перебував у ЧУГА.[239]
- Візенталь Симон — єврейський дослідник Голокосту, «мисливець» на нацистських злочинців.
- Боцюрків Богдан-Ростислав — український історик, політолог, громадський діяч.
- Воронка Роман — математик, громадський діяч, співзасновник Фонду Допомоги Дітям Чорнобиля і Фонду Руху.
- о. Галущинський Теодозій — церковний діяч і богослов.
- Дольницький Олег — український радянський вчений, ортопед-травматолог, мікрохірург, лауреат Державної премії України в галузі науки і техніки; засновник київської школи дитячих мікрохірургів.
- Дунець Святослав — педагог, головний диригент камерного хору Тернопільської обласної філармонії, Заслужений артист України.
- Кміть Микола — підриємець, голова Львівської ОДА (2008—2010).
- Косарчин Ярослав — «Байрак» — сотник УПА, командир ТВ-23 «Магура», крайовий провідник ОУН «Карпати» (1949—1951).
- Крупа Петро Іванович — український архітектор.[240]
- Кубійович Дарія з Сіяків — бібліотекар НТШ, дружина Володимира Кубійовича.
- Мадараш Оксана Степанівна — українська диригентка вищої категорії, диригент-постановник і хормейстер-постановник Київського театру оперети. Заслужена артистка України.
- Назарук Осип — діяч ЗУНР, автор роману «Роксоляна».
- доктор Падох Ярослав — український вчений-правознавець, Голова НТШ в Америці (1977—1990 рр.), Президент Світової ради НТШ у 1982—1992 роках.[241]
- Островерха Михайло — український письменник, літературний критик і журналіст.
- Пилатюк Ігор — народний артист України, ректор Львівської національної музичної академії ім. М. В. Лисенка.
- Рибчак Стефанія Григорівна — медсестра УСС і УГА.
- Свістель (Свистіль) Франц — український громадський і просвітній діяч адвокат та діяч УНДО.
- Адамський Ян Францішек — польський актор театру, кіно і телебачення, письменник.
- Аґнон Шмуель Йосеф — єврейський письменник, лауреат Нобелівської премії з літератури.
- Ашкенази Тобіяш — єврейський правник.
- Емануель Рінґельблюм — польський історик юдейського походження, педагог, громадський діяч.

### Проживали, перебували, навчались
- Андрей Шептицький — настоятель Української греко-католицької церкви[242]
- Возницький Борис — Герой України, директор Львівської національної галереї мистецтв
- Гнатюк Володимир  — український етнограф, навчався в гімназії[243]
- Готфрід Гофман, архітектор пізнього бароко, за походженням із Вроцлава, автор проекту церкви Бучацького монастиря.
- Блаженніший Любомир кардинал Гузар — настоятель Української греко-католицької церкви.
- Кізюк Корнило — командант Технічної сотні УГА, діяч УВО[244]
- Кобилянський Юліян — батько письменниці Кобилянської Ольги[245]
- Пйотр Маньковський — польський релігійний католицький діяч.
- Мушинка Микола — словацький вчений-україніст русинського походження, знавець, дослідник спадщини Володимира Гнатюка; відвідав 1979 року на запрошення Черемшинського Остапа у 1979 році[246]
- Петрушевич Евген — президент і Диктатор (верховний військово-політичний зверхник у часі війни) Західноукраїнської Народної Республіки (ЗУНР)
- Покальчук Юрій — український письменник (серпень 1996 р., консультант документального фільму про Ш. Й. Аґнона[247])

### Працювали, працюють

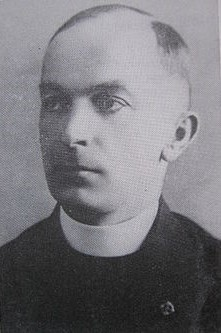
о. Іван Галібей

- Бабала Василь — меценат реставрації багатьох пам'яток у місті.[248]
- Ґадз Петро — Герой України, підприємець, меценат.
- о. Галібей Іван — голова Надзірних (спостережних) рад: Бучацького «Повітового союзу кооператив» (ПСК), Бучацької філії Українського банку (Українбанку).[249]
- доктор Гамерський Володимир — лікар, сотник УГА, симпатик ОУН.[250]
- о. Добриловський Юліян — ігумен Бучацького монастиря, автор церковних та світських пісень, зокрема, «Дай же, Боже, у добрий час».[251]
- Масляк Володимир — поет, гуморист, перекладач, викладач гімназії.[252]
- о. Нестайко Денис — багаторічний парох міста, дід письменника Нестайка Всеволода.
- доктор Слюзар Роман — голова Виділу Бучацької повітової філії товариства «Просвіта»[253]
- доктор Станкевич Михайло — український мистецтвознавець, педагог
- доктор Телішевський Костянтин — правник, громадсько-політичний діяч.[254]
- Хархаліс Микола — начальний директор Бучацького «Повітового союзу кооператив» (ПСК).[255]
- юдейські письменники Давид Гайнріх Мюллер, Ісаак Фернгоф, Мордохай Канфер, д-ри Мозес Фернгоф, Л. Роксах — редактори юдейського тижневика «Дер векер».

### Померли
- Йоган Ґеорґ Пінзель (майстер Пінзель, пол. Jan Jerzy Pinzel, ~1707 — ~1761) — галицький скульптор середини XVIII ст., представник пізнього бароко і рококо; зачинатель Львівської школи скульпторів.

### Поховані
- Климентій Рогозинський

## Зауваги
1. ↑  його також називають Успенським
2. ↑  Степан Шипилявий вказав, що Юзеф Бернацький → Див.: Шипилявий С. Бучаччина в боротьбі за самостійну Українську державу… — С. 73.